# 日本美術

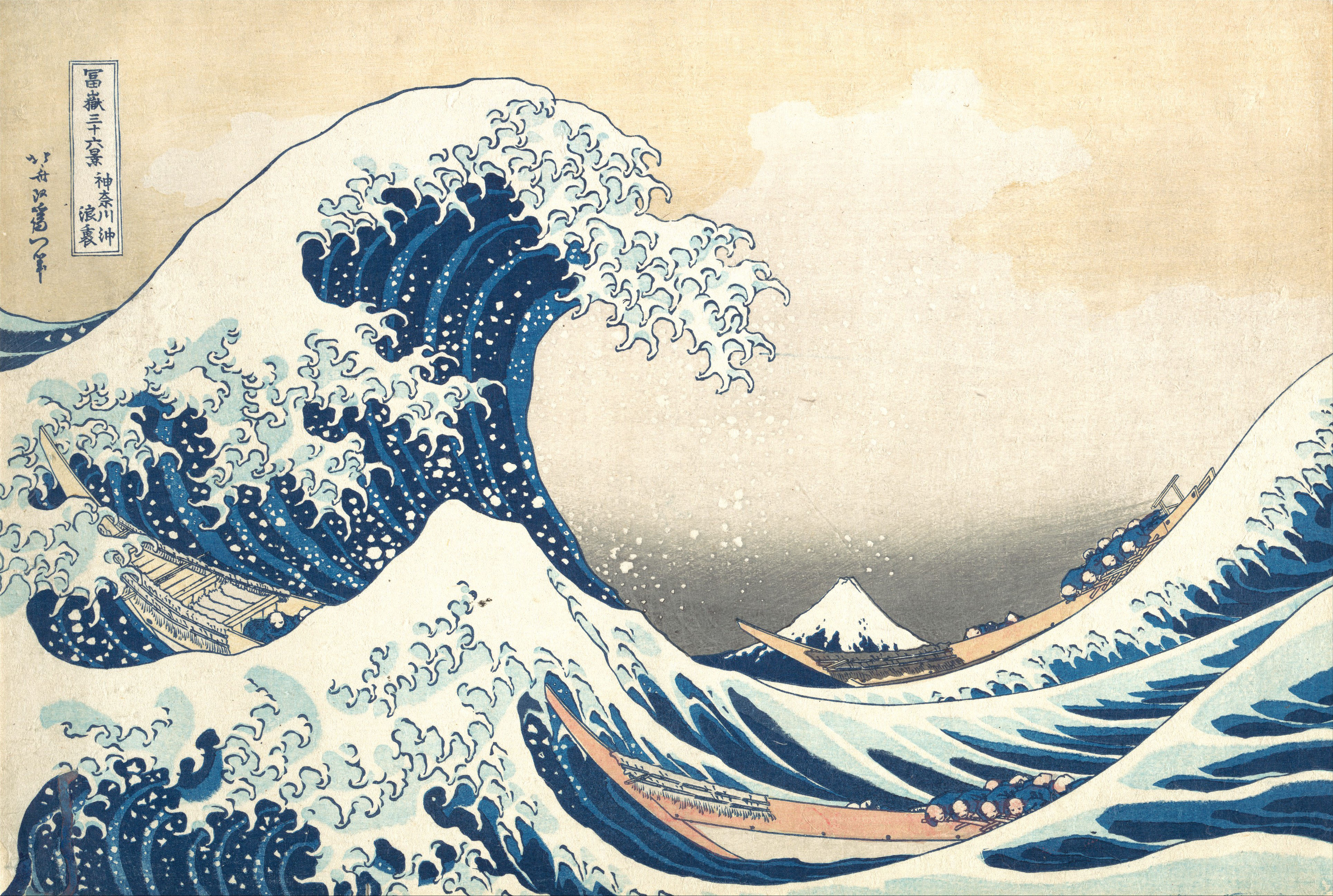
神奈川沖浪裏 葛飾北斎 1830年頃

日本美術（にほんびじゅつ）は、工芸（漆工、金工、陶芸、七宝、染織工芸等）、彫刻、絵画、書道から漫画やアニメなど幅広い分野と種類によって構成される。日本美術は、日本に人間が住み始めた紀元前10000年頃から現在まで長い歴史をもっている。

## 概要
日本の芸術文化は、歴史的に見ると新文化あるいは外国の考えが突然流入してくる時期があり、その後に海外との接触がほとんどない時期が続くということを繰り返している。年月を経て日本人は外国文化の要素を吸収し、真似、そして同化して日本独特の美的嗜好を完成させる能力を身につけた。日本における最初の複雑な美術は仏教と密接に関連付けられたもの（仏教美術）で、7、8世紀頃に生まれた。9世紀になり、日本が次第に中国と距離を置き、自国の表現方法を生み出し始めると、今度は非宗教的な美術に重点が置かれた。10世紀から12世紀までの国風文化と院政期文化の時代には、日本人好みの文化「和様」が洗練されていった。寝殿造の和様建築には浄土教の影響を受けた浄土式庭園が造成された。禅宗が盛んになる13世紀中期以降は枯山水が流行し、15世紀後期まで、仏教美術と非宗教美術の双方ともが繁栄した。応仁の乱（1467年-1477年）後100年以上にわたり、日本では政治的、社会的、そして経済的に分裂した戦国時代に突入した。

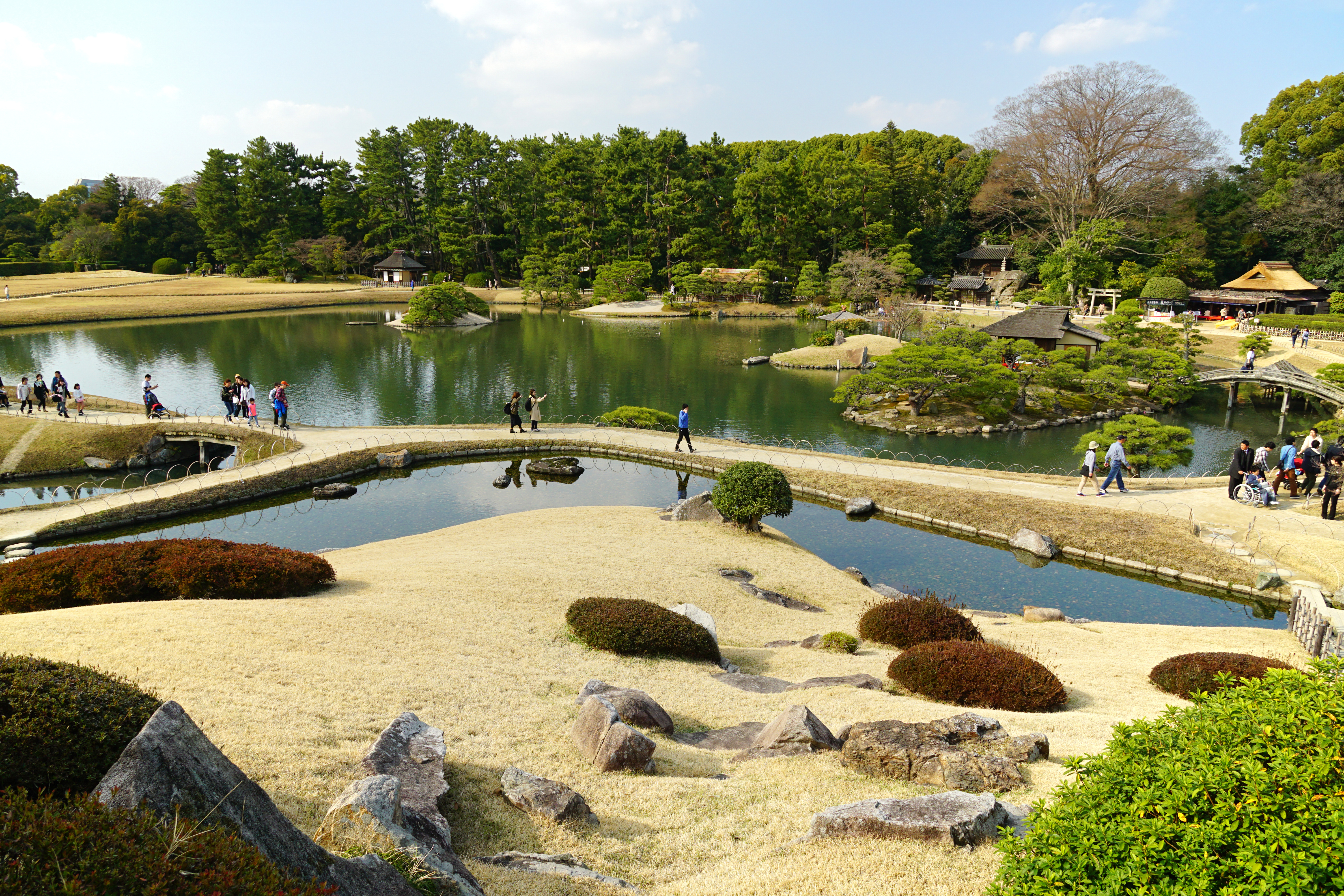
日本庭園（後楽園、1700年完成）

徳川幕府が治める江戸時代に入ると、組織的宗教は人々の生活にはほとんど影響を及ぼすことはなくなり、残った美術は非宗教的なものばかりであった。日本庭園は、17世紀初期より大名の広大な邸宅に回遊式庭園が造られるようになった。
絵画は日本では良質な芸術表現として好まれ、専業画家だけでなく文化人も同じように制作を行い作品を残している。現代に至るまでは日本人はペンよりも筆をよく用い、古くから筆になじんでいたため、絵画の美しさや価値に敏感だった。

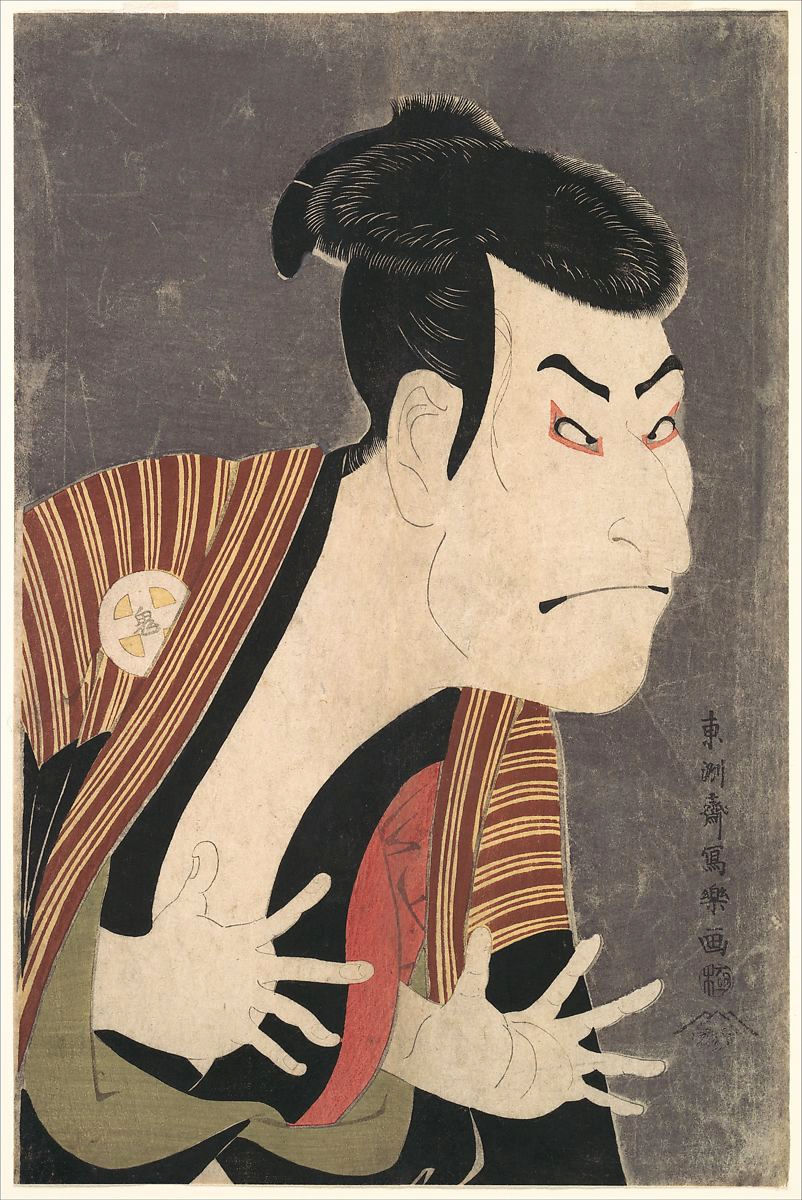
浮世絵（写楽作、1794年）

江戸時代に民衆が経済力を持ち通俗画が人気となるにつれ、浮世絵と呼ばれる木版画が主要な芸術手段となり、浮世絵の技術は日刊新聞から教科書にいたるまで用途にぴたりとあった色彩豊かな作品を生み出した。日本の彫刻は宗教と密接につながっており、伝統的な仏教は次第に力を持たなくなっていく。大きな寺院との結びつきが薄れた反面、円空、木喰など、特定宗派と強く結びつかない遊行僧が作品を残した。仏教を越えて通俗的文化と結びつくことがなかったため、彫刻の発展は根付に代表される工芸彫刻など狭い領域に留まった。
日本の陶芸は優れており、日本文化においても長い歴史がある。輸出用磁器は様々な時代において大きな産業であった。漆器も世界有数の芸術工芸品の一つで、蒔絵で豪華に装飾された作品はヨーロッパや中国に輸出され、19世紀まで重要な輸出品であった。螺鈿と呼ばれる象嵌技術は奈良時代に中国より伝わり、中国では廃れたのちも日本で発展し、独自の芸術となった。陶磁器のことをchinaと呼ぶように漆器はjapanと呼ばれるようになり、戦前まで日本を代表する芸術の一つとなった。日本建築においては、天然素材と建物の外部と内部の空間の調和へのこだわりという日本人の嗜好がよく現れている。
明治に入り西洋の文化が導入され、今までの大和絵や唐絵、墨絵といった従来の絵画に、西洋画が加わった。それに対抗する形でフェノロサ、岡倉天心らの活動により日本の伝統美術が称揚され、それに沿って、これまでの伝統的絵画とも異なる日本画が作られた。日本画は、世界美術の中での位置づけはまだ確立していない。今までの大和絵や浮世絵と同列に認識されている。
現存する最古の彫刻は、縄文時代につくられた「土偶」である。古墳時代の埴輪に至るまで主に焼成土による像が主要なものとして残っている。その後の彫刻のほとんどは、飛鳥時代・6世紀半ばの仏教伝来から江戸時代末期・19世紀後半までの間につくられた仏像・神像・肖像である。日本彫刻史において特に特筆すべきなのは平安時代・鎌倉時代の彫刻であり、この時代の彫刻が質・量ともに最も充実したものであった。日本の彫刻の大半は木彫であり、日本彫刻史は木彫史といっても過言ではない。

## 日本美術の歴史

### 縄文美術

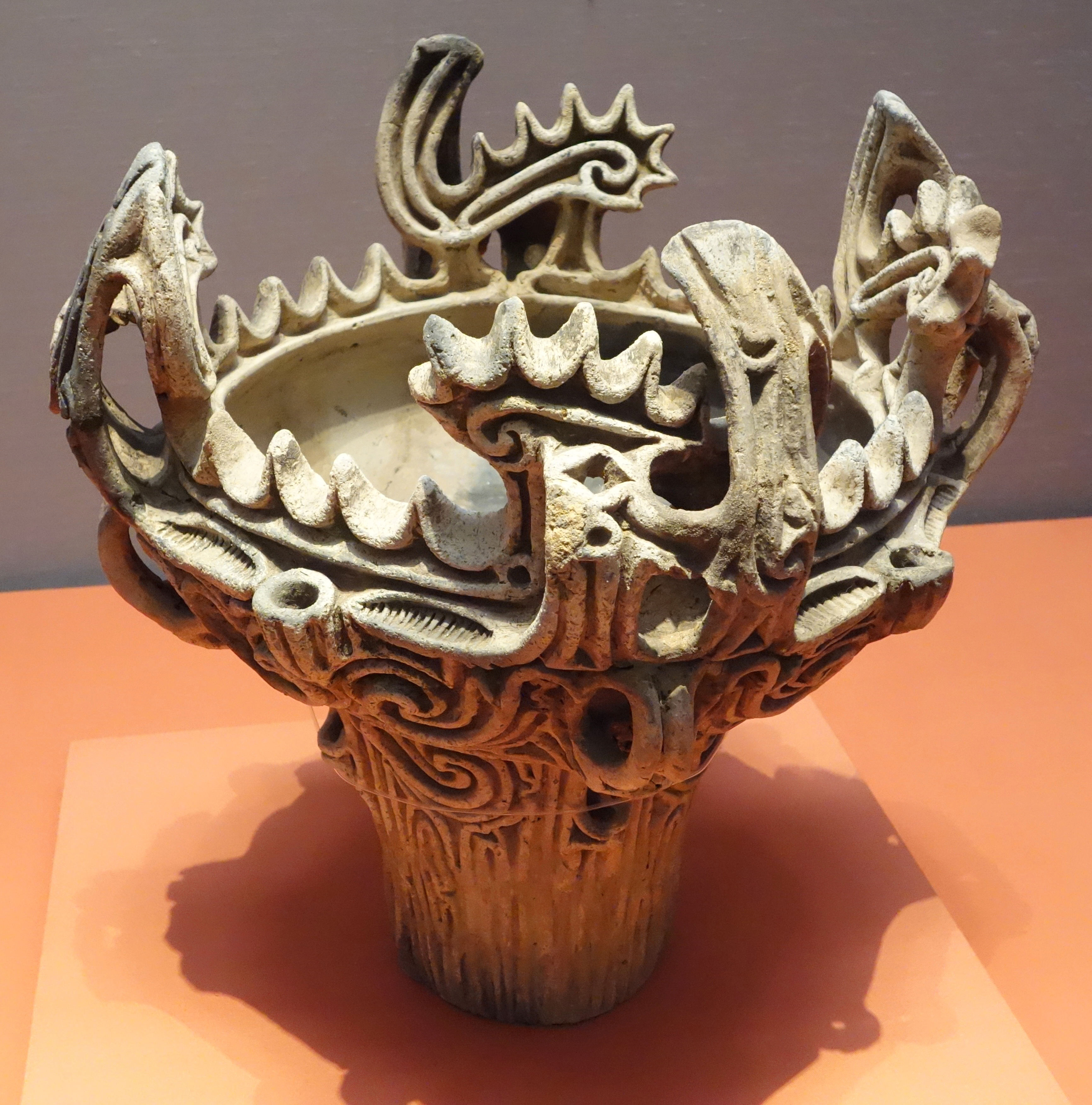
中期縄文器物 (3000-2000 BC)

最初の日本列島の住人である縄文人（紀元前14500年頃～紀元前1000年頃)は、狩りや漁撈を生活の中心に据えた狩猟民であったが、のちに集団農業を行い、日本各地に大小の集落を形成した。「縄文」という名称は彼らの土器に刻まれた縄の模様にちなんでつけられたものである。縄文人は竪穴建物に住み、食べ物を料理したり貯蔵するための土器、土偶やヒスイや瑪瑙による装飾品（勾玉など）を作っていた。

### 弥生美術
次にやって来た移民集団は弥生人である。彼らは紀元前350年頃、日本列島に到着し、水田稲作の文化と金属器の生産技術をもたらし、銅矛、銅鐸、銅鏡を作り輪積みで形作られ野焼き焼成された弥生土器を使用した。

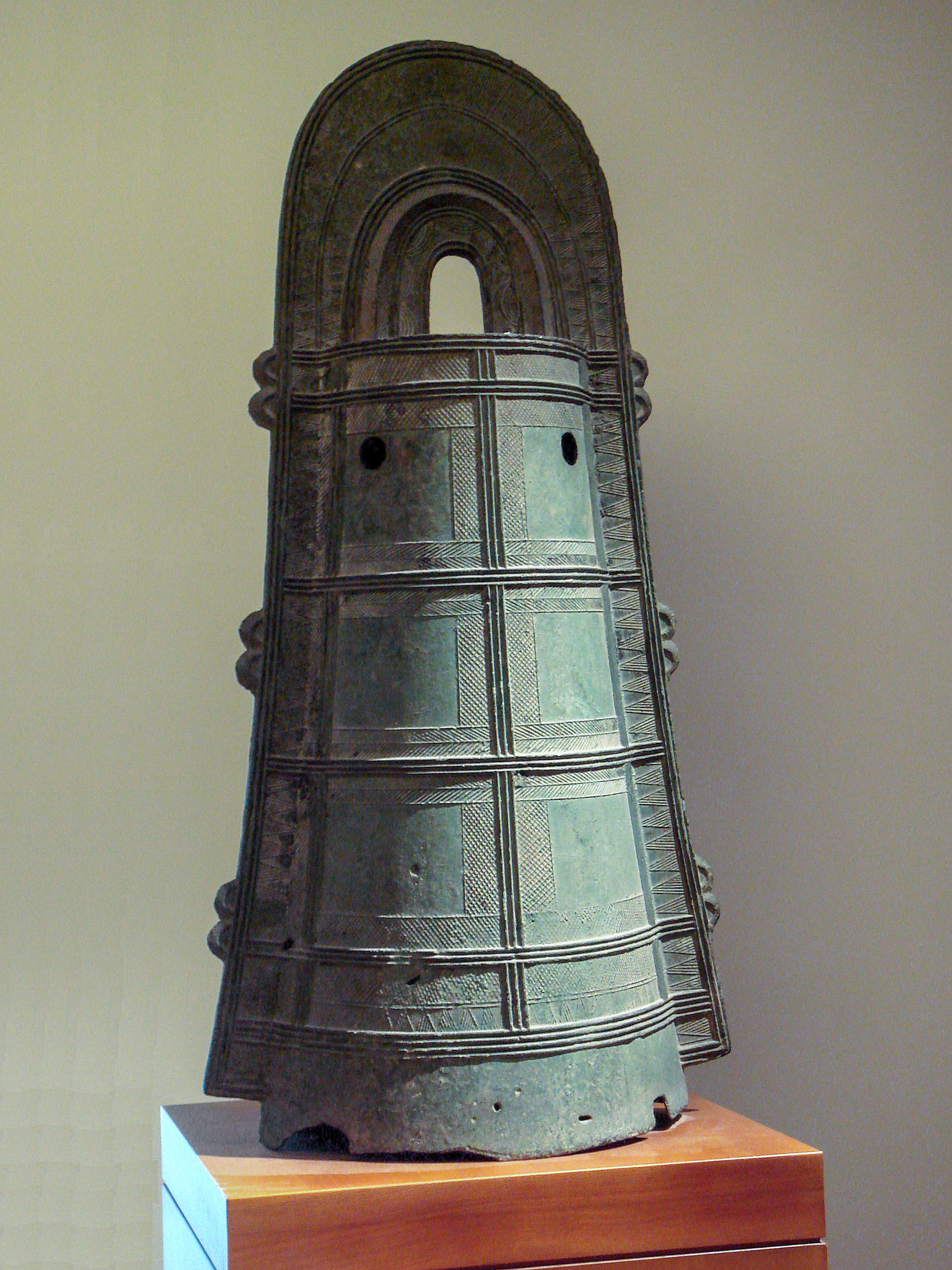
弥生時代の 銅鐸、３世紀
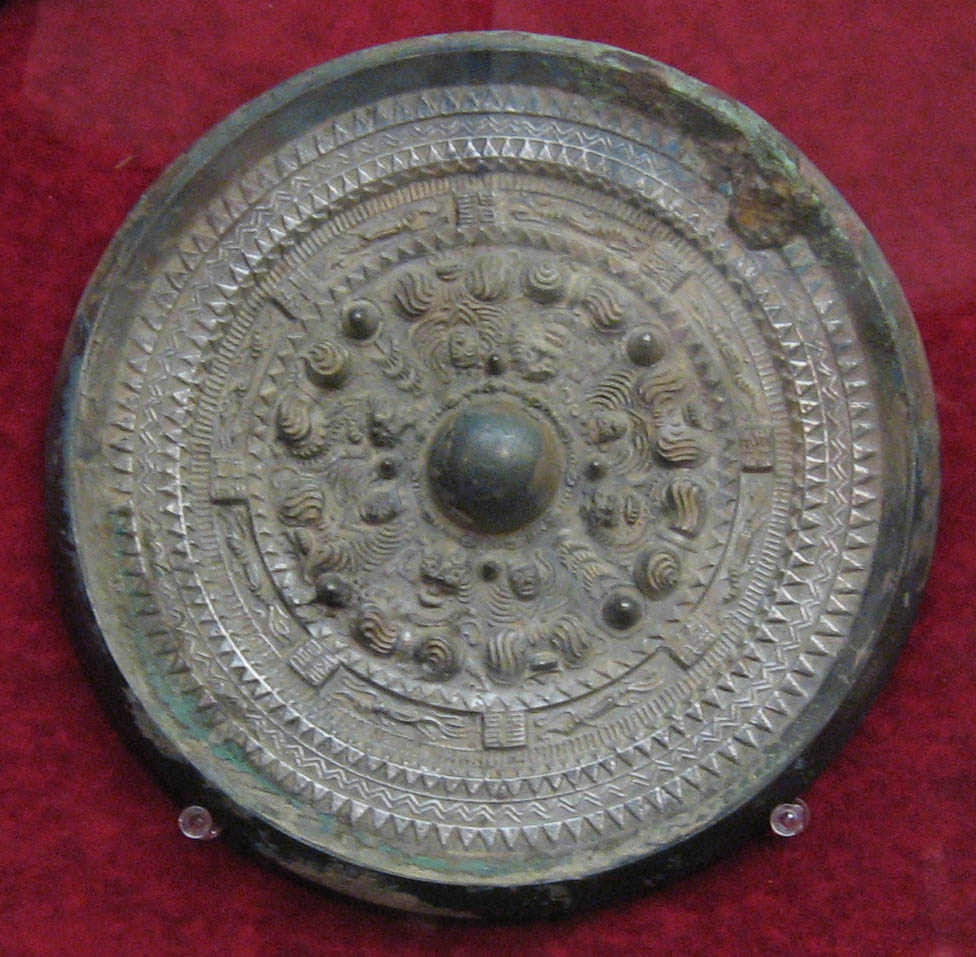
神獣鏡 銅鏡 、京都府山城市椿井大塚山古墳出土
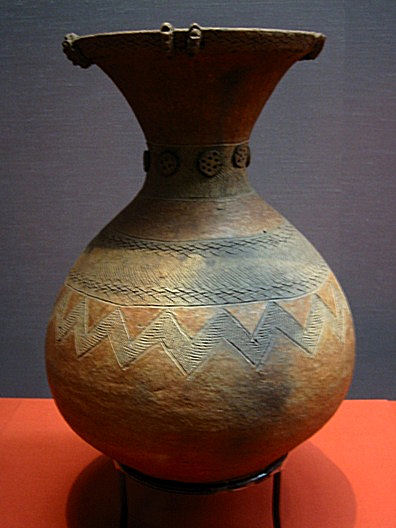
弥生時代、陶器の壺
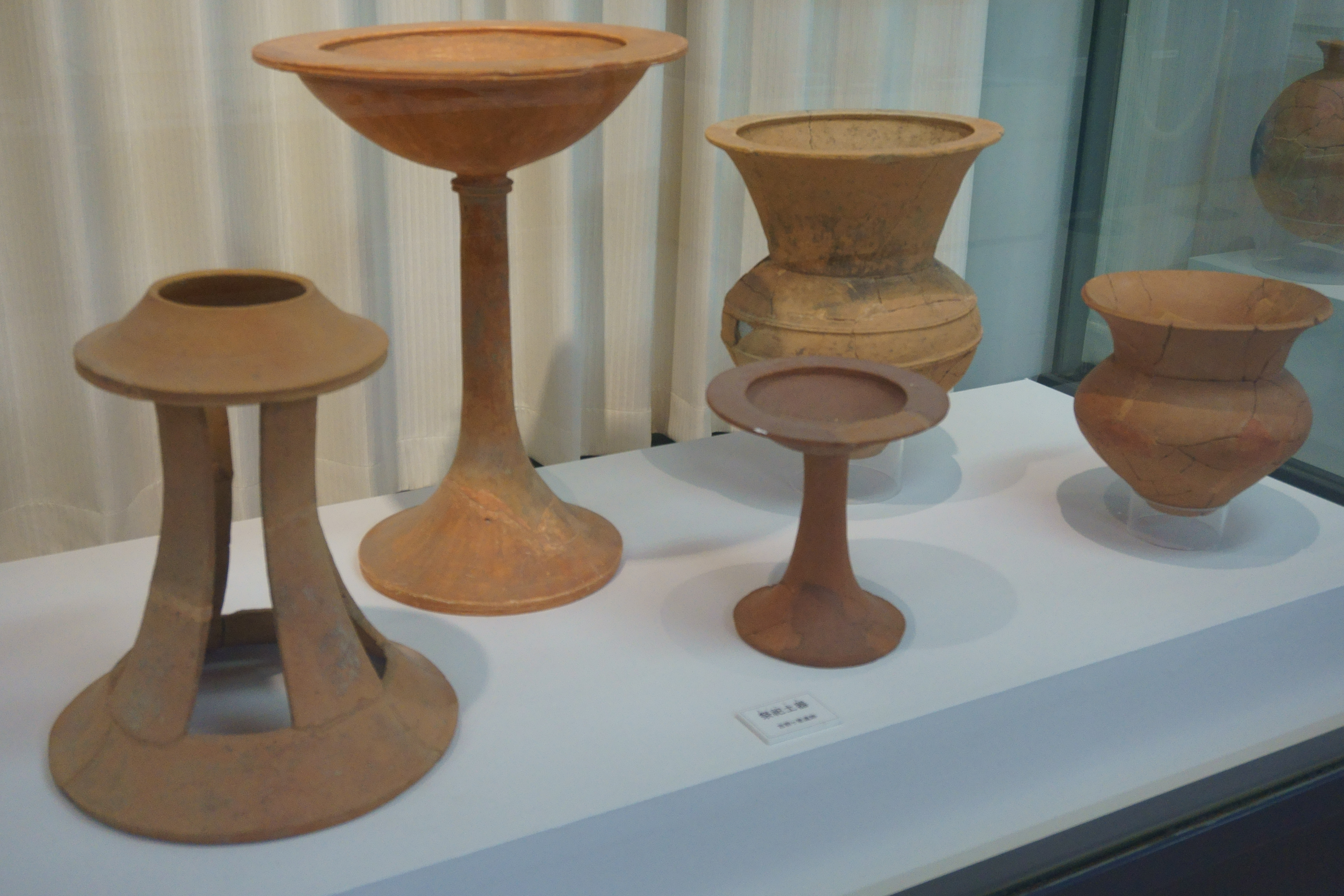
吉野ケ里遺跡から出土されたさまざまな祭祀用弥生式土器
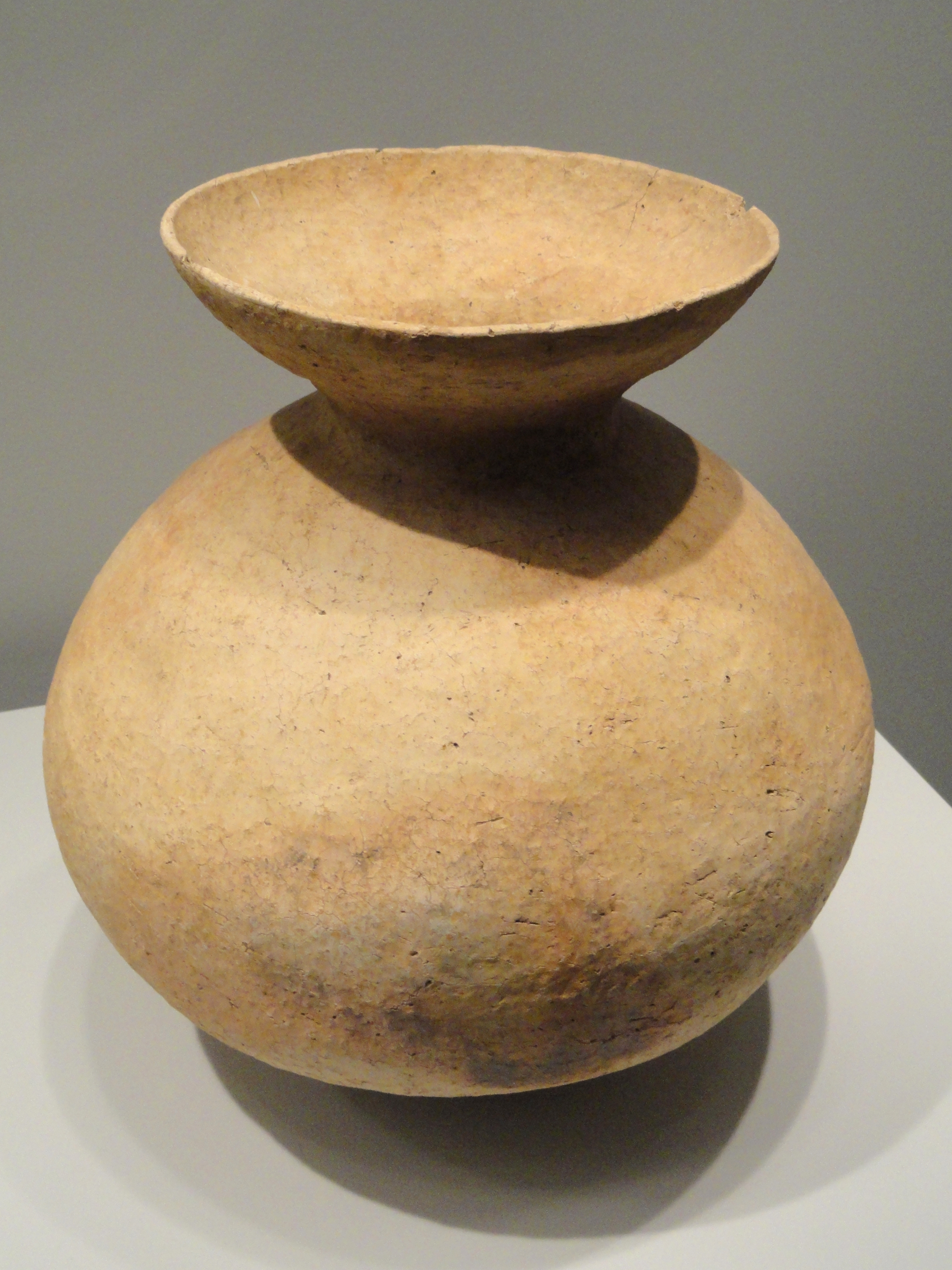
弥生時代の貯蔵壺 紀元前500年 - 紀元後200年

### 古墳美術

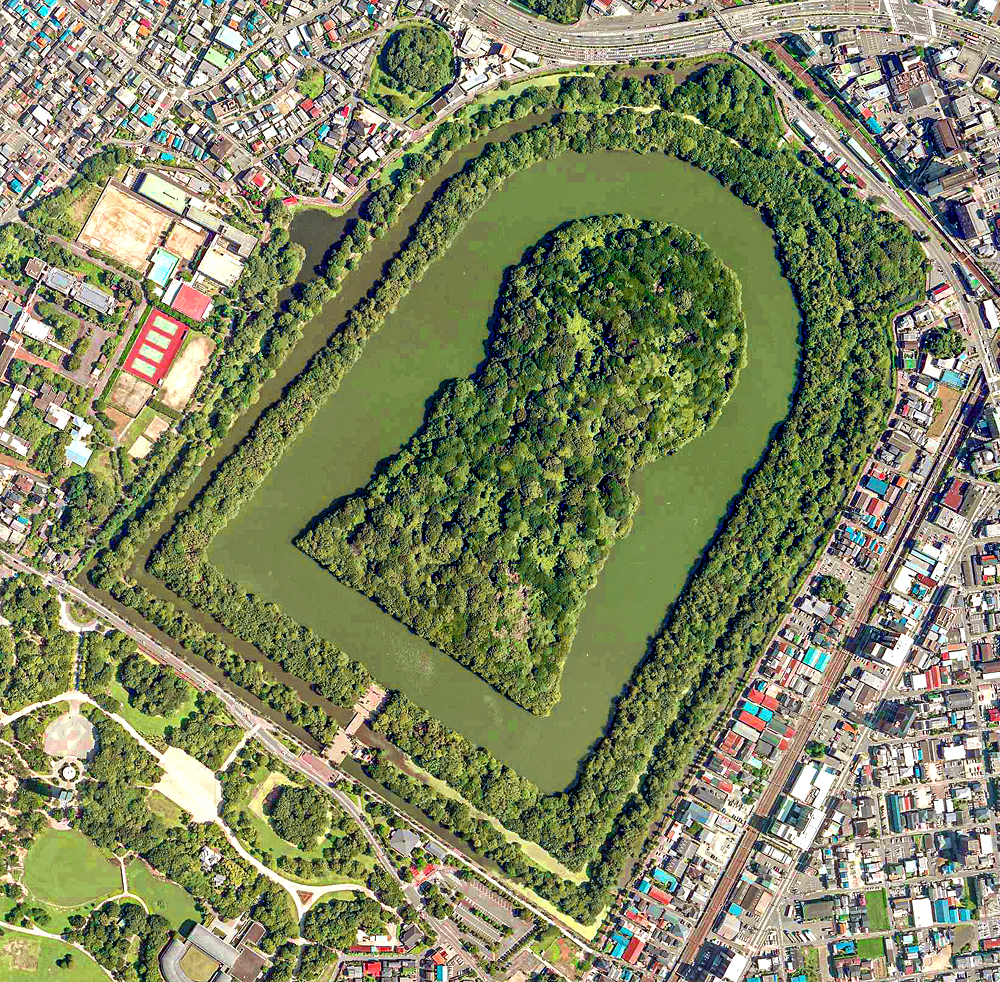
堺市にある大仙陵古墳。鍵穴のような形で長さ525ｍ、台形部の幅347ｍ、円形部は直径286ｍある

日本の先史時代の第3段階である古墳時代 (西暦250年頃～646年前後)には、国内の発展や外的要因による弥生文化の変革が起きる。この時代は、墳墓の文化と、これらに付随し作られた銅鏡や埴輪と呼ばれる素焼き土器などの工芸品が最も注目に値する。古墳時代を通じて、古墳は丘の頂上や尾根に建てられた小さな墓から平地に建てられたはるかに大きな墳墓へと進化した。日本最大の古墳である大仙陵古墳は鍵穴のような形をしており、この形状は古墳に見られる独特な特徴である。

### 飛鳥美術・奈良美術

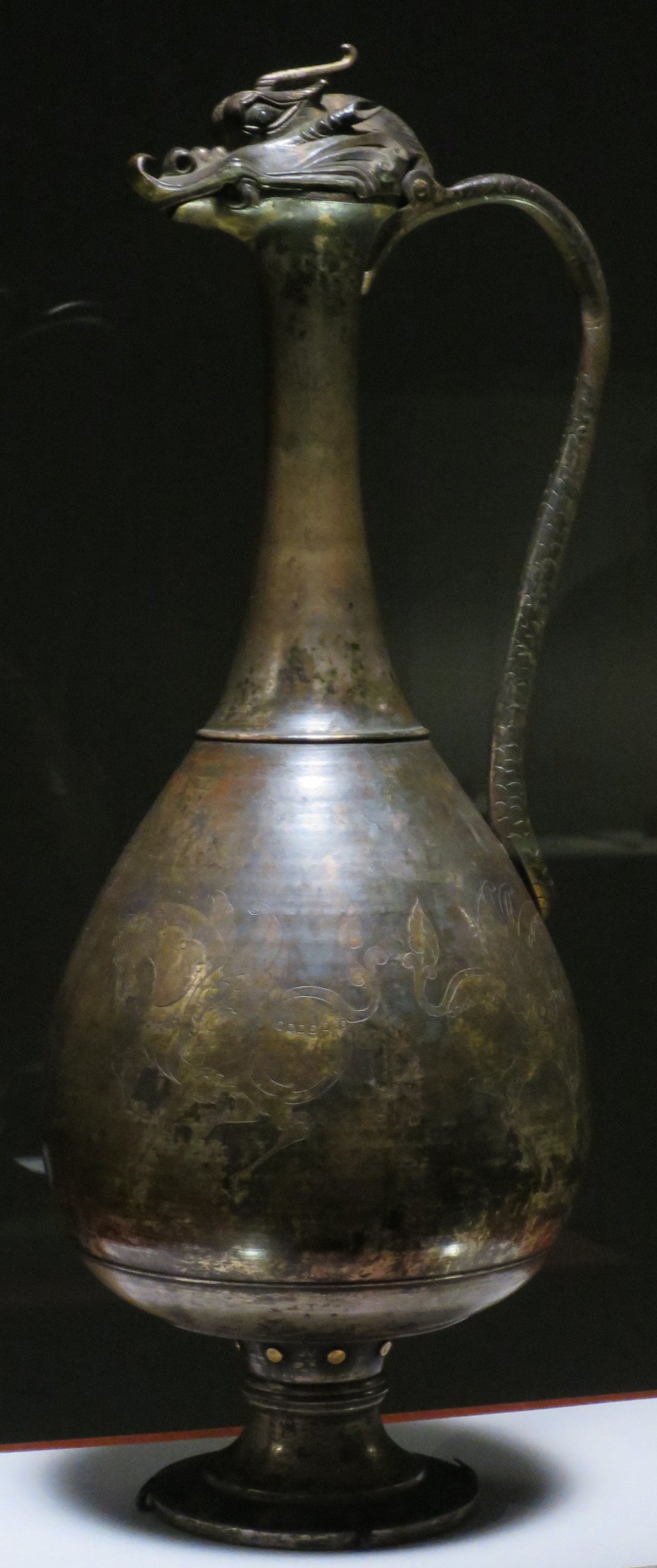
竜首水瓶　ペガサス模様、銀製鍍金・鍍銀 飛鳥時代・7世紀 法隆寺宝物　東京国立博物館収蔵

飛鳥時代と奈良時代は、それぞれ政権の本拠地が現在の飛鳥村に542 年から645年まであり、784年までは現在の奈良市にあったことからこのように名付けられ、この時代に初めて大陸アジア文化が日本に流入した。
仏教が伝来し、中国と日本の文化的接触が始まった。日本人は、中国文化を自国文化に有益に取り入れられる側面をよく理解した。それは、思想や音声を文字に変換する方法、歴史学、効率的な官僚制度などの複雑な政治理論、そして芸術にとって最も重要な新しい建築技術、より高度な青銅鋳造法、そして新しい絵画技術と道具や支持体である。

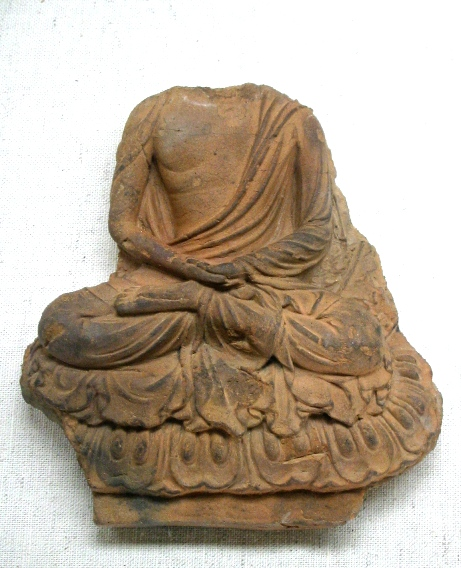
ブッダ座像、奈良県、飛鳥時代、7世紀

しかし7世紀から8世紀にかけて、日本とアジア大陸との接触の主な焦点は仏教の発展だった。仏教が日本に正式に伝来した552年から都が奈良から遷都された784年までの詳細な年度、さまざまな視点からそれらの期間に当てはめる適切な名称については専門家の間でも統一見解はない。最も一般的な名称は、推古時代 (592～628年)、飛鳥時代(593～710年)、および天平時代 (729～749年) である。

法隆寺の五重塔と金堂、8世紀
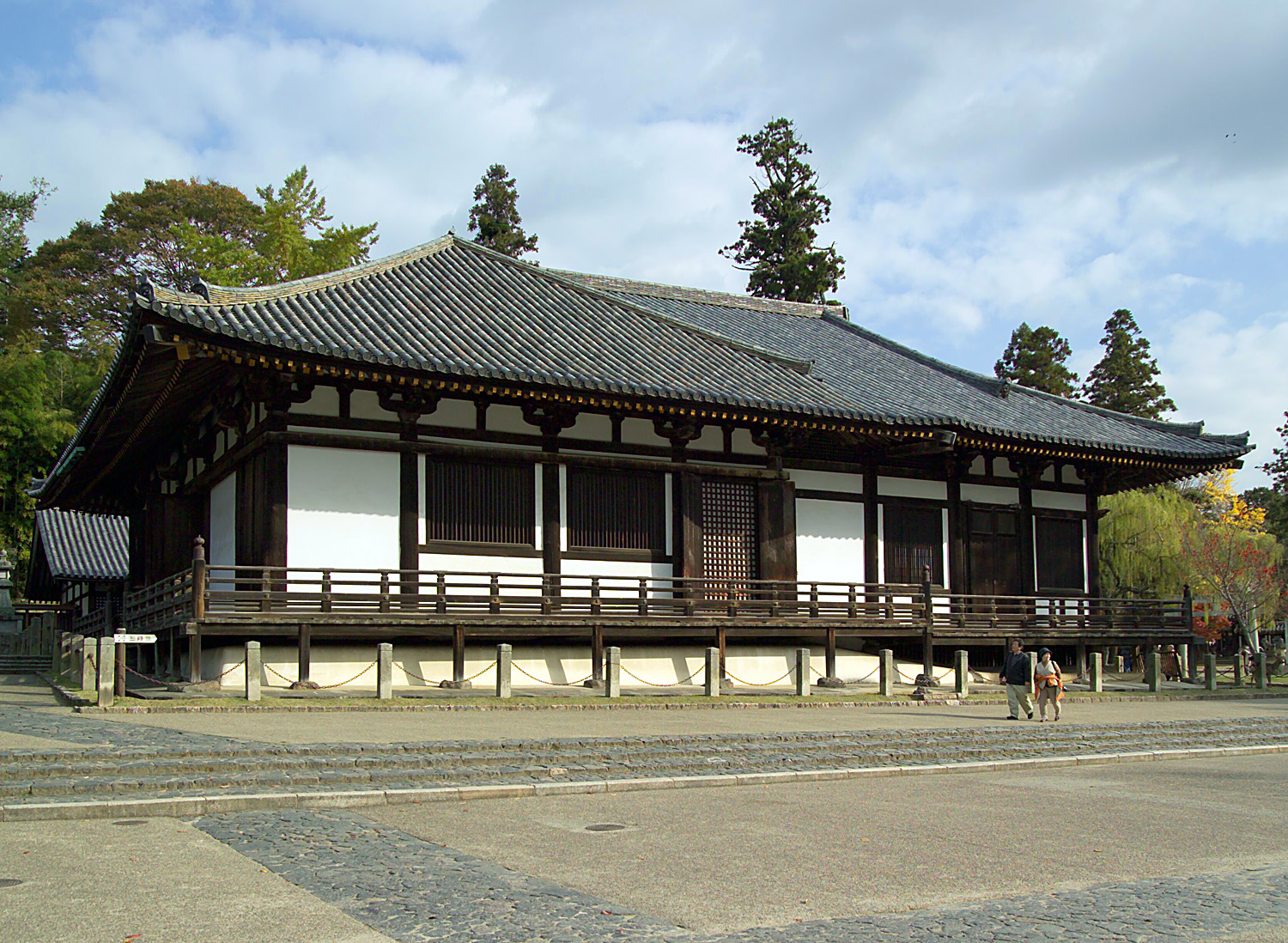
東大寺 法華堂、8世紀

日本の最古の仏像彫刻は6世紀から7世紀のものである。これらの仏像の特徴である、流れるような衣服の模様と写実的な表現は、西暦1世紀から3世紀のガンダーラのギリシャ仏教美術に源流を持ち、そこに中国の芸術的特徴が重ね合わさっている。中国の北魏仏教美術が朝鮮半島に浸透した後、様々な移民集団によって仏教を象徴するものが日本にもたらされた。特に広隆寺の弥勒菩薩像や中宮寺の菩薩半跏像に代表される弥勒菩薩半跏思惟像は高度に発達した古代ギリシャの芸術様式が日本に伝わり取り入れられたものである。多くの歴史家は、朝鮮を単純に仏教伝来の中継地点として説明しているが、朝鮮半島の三国時代、特に百済は、538年または552年の仏教公伝によって積極的な役割を果たした。これらは紀元後数世紀にわたるシルクロード芸術の伝播の終着点であることを示している。他に日本の風神図、仁王像 、寺社の古典的花柄模様装飾などの発展を例として挙げることができる。

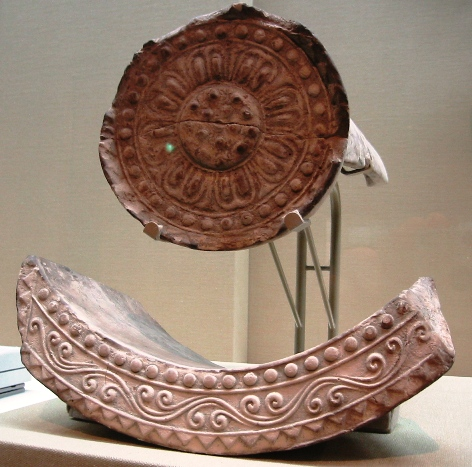
奈良出土の寺院の瓦、7世紀

現存する世界最古の木造建築物である法隆寺は、奈良の南西に位置する仏教建築物である。7世紀初頭に聖徳太子の私寺として建てられ、数多くの建造物によって構成され、世界遺産の構成資産に指定されているものだけでも48棟ある。最も重要な拝殿である金堂と五重塔は、屋根の付いた廻廊に囲まれた境内の中央に建っている。金堂は中国の拝殿の様式で、柱梁構造の2階建てで、その上の屋根は陶瓦の入母屋と呼ばれる切妻屋根と寄棟造の組合せられた構造になっている。
金堂内部の大きな長方形の台座には、この時代の最も重要な彫刻がいくつかある。中央の像は釈迦三尊像(623年)で、両脇に2体の菩薩を配した銅像であり、亡くなった聖徳太子に敬意を表して仏師鞍作止利(7世紀初頭に活躍)によって作られた。基壇の四隅に650年頃に木彫の四天王立像が安置されている。法隆寺には、金堂を模した玉虫厨子も納められている。装飾に玉虫の羽を使用していることからこの名がある。内部は漆を混ぜた絵の具で描かれた神将像や菩薩立像などの仏画が描かれている。

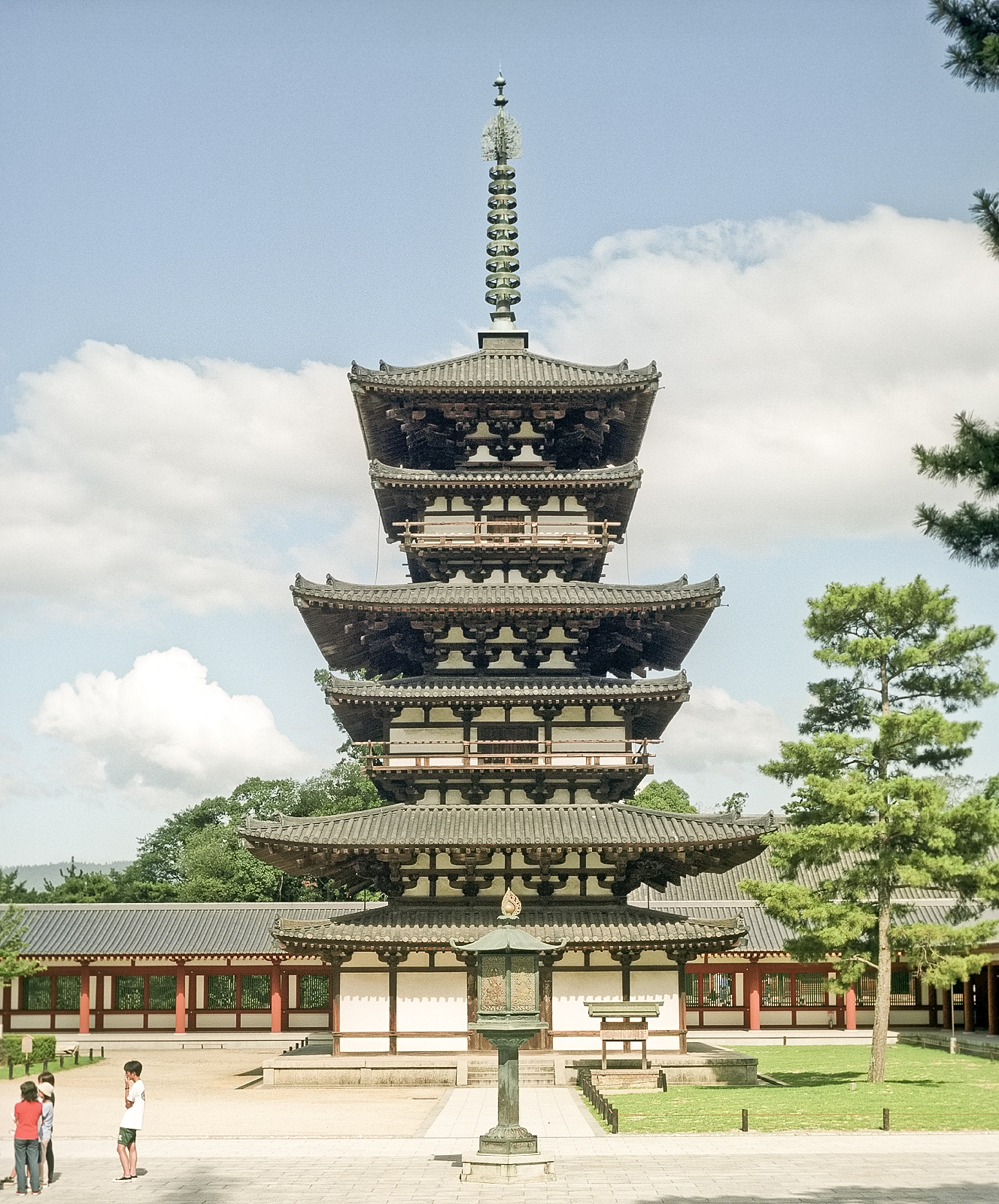
薬師寺塔、奈良

8世紀の寺院建築は奈良の東大寺を中心に行われた。全国に広がる国分寺の中心をなす東大寺は、日本の仏教史の初期数世紀に建てられた最も壮大な寺院である。本堂である大仏殿に祀られている高さ14.7メートルの仏像（752年完成）は、東大寺が天皇が支援する仏教とその日本全国への普及の中心地であることを示す、仏陀の真髄を表す盧舎那仏である。幾度の焼失により創建当時の像の断片はわずかに残るのみで、現在の堂内と中央の仏像は江戸時代に再建されたものである。
なだらかな丘の中腹にある大仏殿の周囲には、数多くの仏堂が集まっている。乾漆で作られた不空羂索観音像を本尊として安置する法華堂、塑像による壮大な四天王のがある戒壇院、そして正倉院がある。正倉院は美術史的な保管場所として非常に重要です。その中には、政権の公文書や多くの世俗的な文書だけでなく、天皇の献納品や752年の東大寺大仏開眼供養で使用された器具が保管されており、美術史的にも非常に重要な宝庫となっている。
彫金は金属を彫り、打ち、削り彫刻や工芸を行う芸術技法で、日本では奈良時代に始まったと考えられている。

### 平安美術

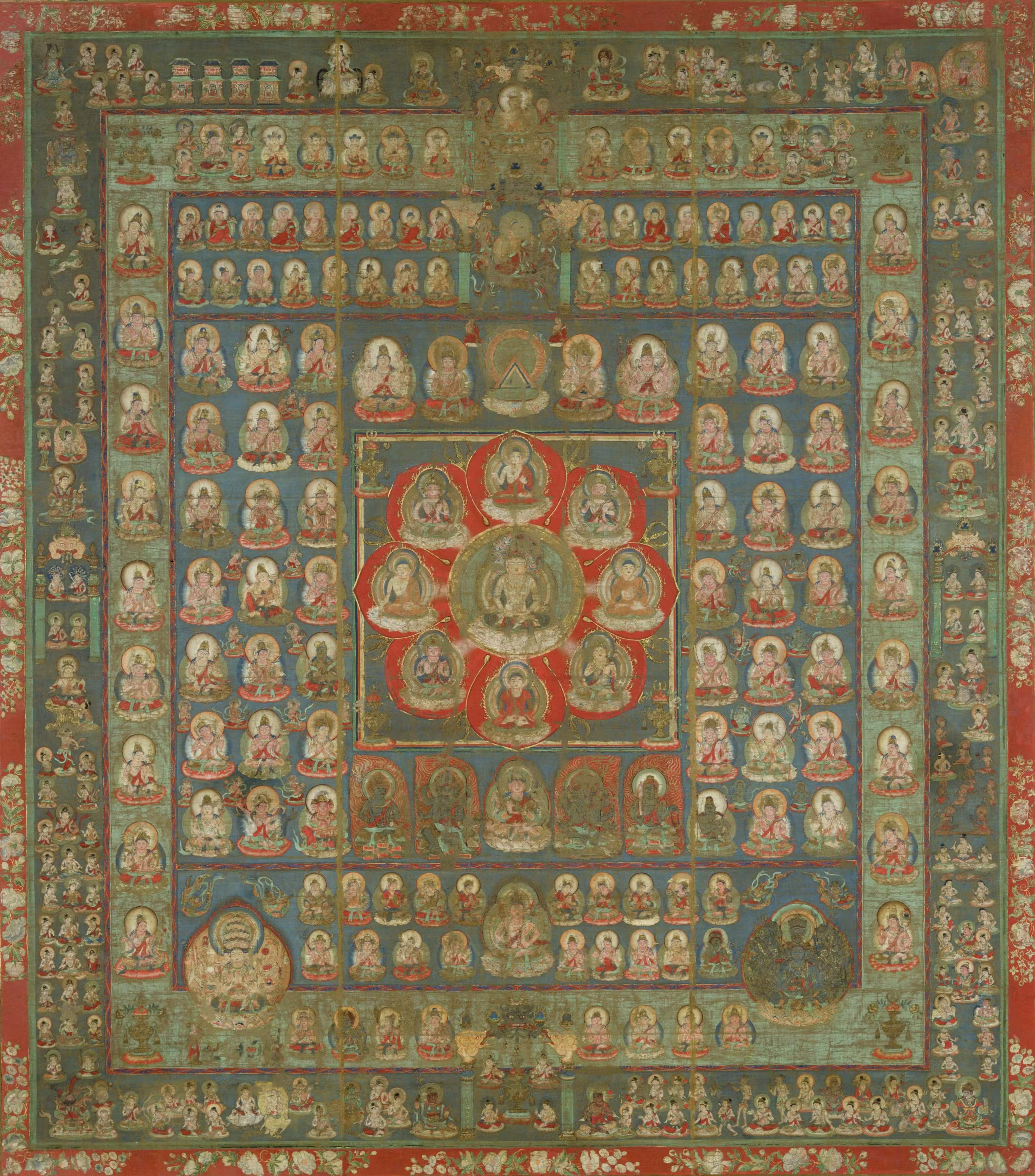
胎蔵界曼荼羅（西院曼荼羅〔伝真言院曼荼羅〕絹本掛軸）9世紀

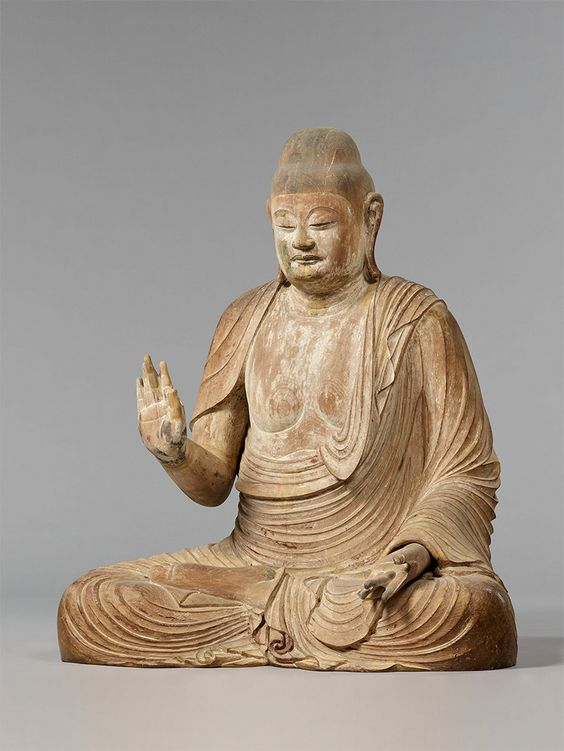
室生寺 弥勒堂 釈迦如来坐像

794年、都は平安京に遷され (現京都)、1868年まで日本の首都となった。平安時代は、794年から源平の乱ののち鎌倉幕府が成立する1185年までの期間を指す。この時代はさらに平安前期と平安後期（藤原時代）に分けられ、重要な年は894年で、この年に遣唐使が廃止された。
前期平安美術: 奈良の仏教の富と権力が増大する一方、僧侶の空海(弘法大師、774年-835年)は中国に渡り、大乗仏教の一形態である密教を学び、806年に日本に帰国、その後真言宗を開いた。真言信仰の中核となる精神的宇宙を表現した図が曼荼羅で、寺院の設計に影響を与えた。日本の仏教建築は、もともとインドの建築形式である仏塔を中国風の塔の中に取り入れていった。
新しい宗派のために建てられた寺は、朝廷や都の在家から遠く離れた山中に建てられた。山奥という不規則な地形のため日本の建築家は寺院建設の問題を再考せざるを得なくなり、より従来の日本固有の意匠要素を選択、追加していくことになった。陶瓦の屋根は檜皮葺の屋根に置き換えられ、土床の代わりに木の板が使用され、寺務を取り仕切る僧坊である本坊が金堂の前に追加された。
初期の平安真言寺院の精神を最もよく反映しているのは、現在の奈良市から南東に位置する檜林の奥深くに位置する室生寺(9世紀初頭)である。室生寺の別棟弥勒堂に安置されている釈迦如来坐像（これも9世紀初頭）は、さざ波が広がるように大小の波が交互に広がる翻波式で彫刻された厚い布のひだで覆われた重々しい体と、厳粛で内向的な表情を持ち、平安初期の彫刻の典型である。
藤原美術:藤原時代には、阿弥陀仏への信仰によって安易な救いを求める浄土信仰が流行した。藤原時代とは、当時最も権力を持っていた藤原家が天皇の摂政として統治し、事実上の独裁者となったことにちなんで名付けられた。同じく京都の貴族は権勢を誇り、貴族社会は優雅な美の追求と発展を行うことができた。貴族社会は安寧で優雅で、浄土が示す世界に近いものであると感じられた。彼ら貴族は、世俗的なものと宗教的なものを融合させ、貴族の邸宅から転化した寺院に仏像を安置し、浄土を想起させるよう大きく池をアプローチした新しい形式の仏殿である阿弥陀堂、及び浄土式庭園を築いた。

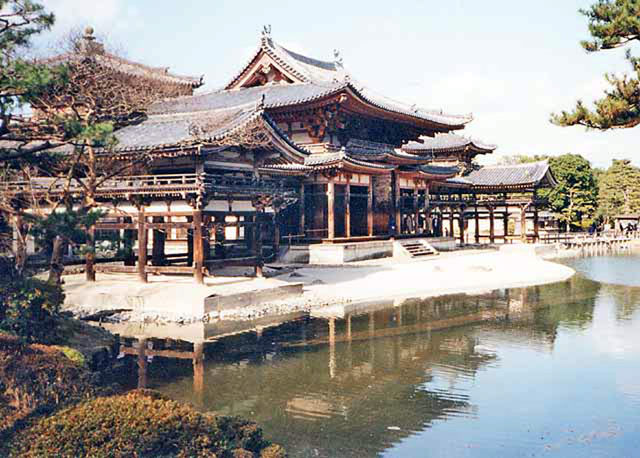
平等院鳳凰堂
京都府宇治市

京都の南東、宇治市にある平等院鳳凰堂（1053年完成）は、阿弥陀堂の代表的建築である。大きな人工池の端に建てられた長方形の主棟と、その両側にL字型の両翼廊と尾廊がある。内部には、高い基壇の上に金色の阿弥陀如来坐像（1053年頃）が安置されている。像は定朝の作で、これまでにない丸みを帯びた優美な造形と表情、また複数の木片によって分割し組み上げる新しい技法（寄木造）が用いられている。堂内の扉及び壁に描かれた壁扉画には九品来迎図がある。九品来迎図は阿弥陀如来が多くの菩薩衆とともに西方極楽浄土から降りてきて、死者の魂を蓮の花に乗せて極楽浄土に連れて行くさまを描いたものである。これは大和絵の初期の例であり、京都周辺の風景が描き込まれている。

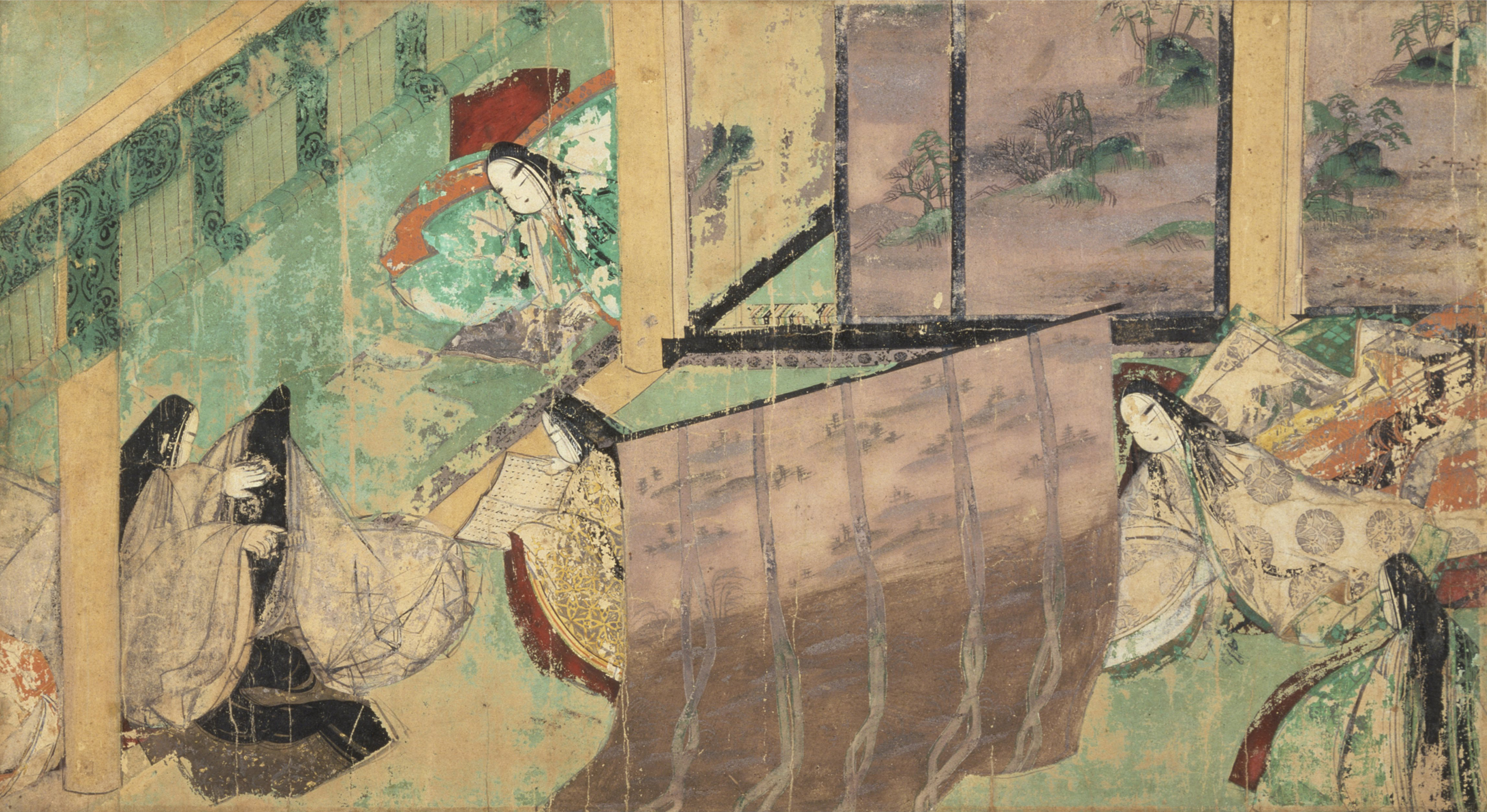
源氏物語絵巻(部分)

絵巻:平安時代の最後の世紀に、絵巻と言われる横長の絵付き物語巻物が登場した。平安末期の作の源氏物語絵巻は、現存する最古の大和絵巻物であり、日本絵画の最高傑作の一つである。
絵巻の内容となる源氏物語は、1000年頃一条天皇の皇后に女官として仕えた紫式部によって書かれた小説で、源氏の生涯と愛、そして源氏の死後の平安宮廷の世界を扱っている。12世紀の絵巻物の作者は、各場面の情景を視覚的に伝える絵画と文章を交互に配置し、舞台をわかりやすく伝えるよう屋根と天井を取り去った室内描写形式を生み出した。19世紀後半には、巻物から製本された形になりより生き生きとした連続した物語の挿絵となった絵入源氏物語が人気を博した。宮廷の陰謀を扱った絵巻物である『伴大納言絵詞』（12世紀後半）では、素早い筆遣いと鮮やかな色彩で描かれた活発な動きの人物、経過する時間と場面を一つの画面に収めた画法が特筆に値する。
絵巻はまた、男絵と女絵の絵画様式の最も初期かつ最大の例でもある。2つの様式には多くの細かい違いがあり、それぞれの性別の嗜好に訴えるものだ。両者の違いで最も簡単に気づくのは、主題の違いである。源氏物語絵巻に代表される女絵は、通常宮廷生活、特に女官を題材にし、ロマンチックなテーマを扱う。男絵は歴史上の出来事、特に戦いが記録されることが多かった。平治物語絵巻の「三条殿焼討」に描かれた三条御所攻囲戦（1160年）はこの様式の有名な例である。

### 鎌倉美術

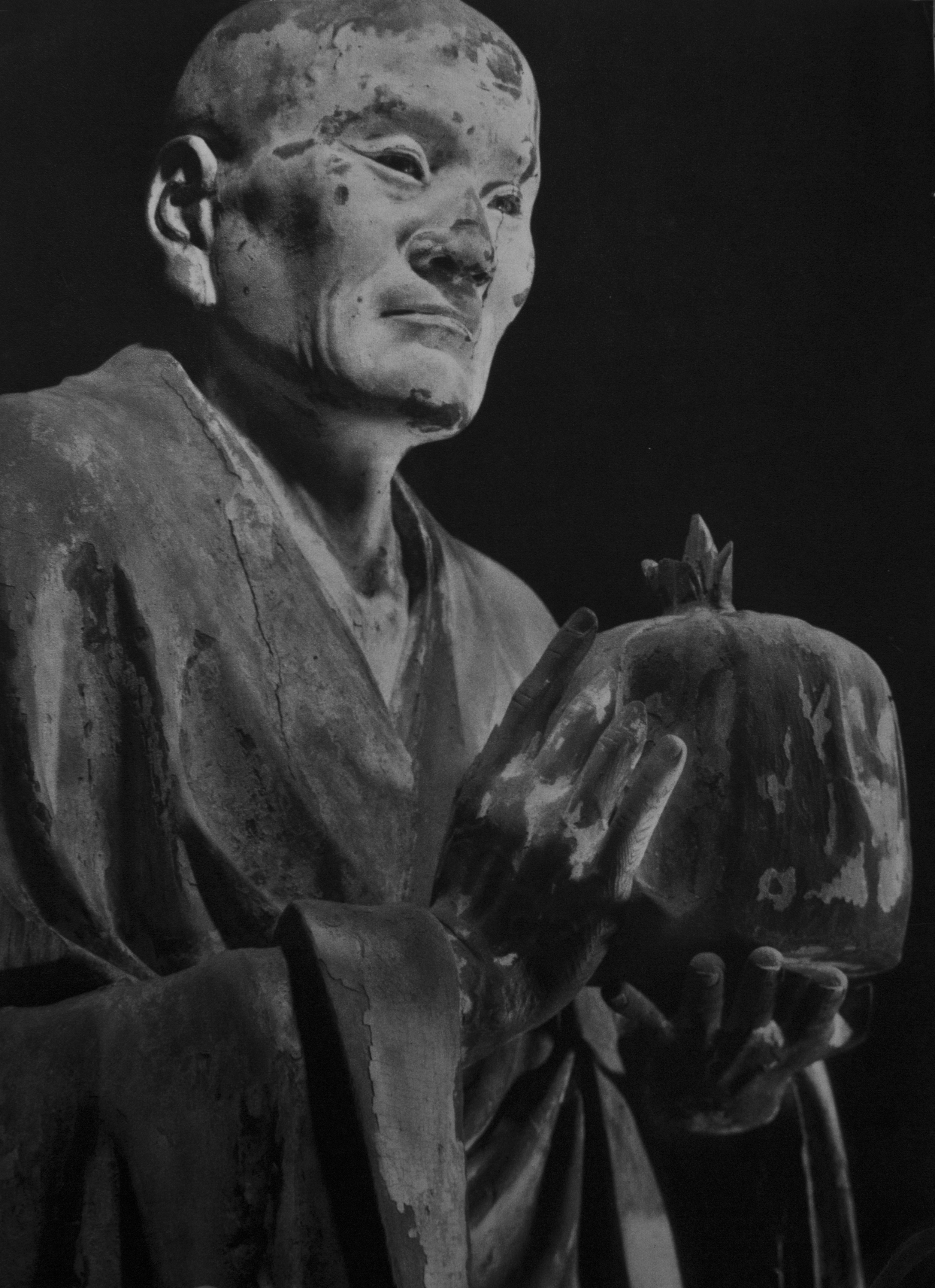
無著立像 運慶 興福寺1212年 国宝

1180年、最も強力な2つの武家である平氏と源氏の間で争乱が勃発した。5年後源氏が勝利し、海辺の村鎌倉に事実上の政権を確立し、1333年まで政権を維持した。権力が貴族から武士階級に移行したため、芸術は新しい顧客を満足させる必要が生じた。戦争の技術に専念する人々、読み書きのできない庶民に対し仏教を広めることに専念する僧侶、そして朝廷の権力の衰退を残念に思う保守派、貴族、僧侶の一部である。つまり写実主義、大衆化の傾向、古典の復興が鎌倉時代の芸術の特徴である。鎌倉時代、政権は移っても京都と奈良は依然として芸術作品の制作と高度な文化の中心地であり続けた。
彫刻: 慶派の彫刻家、特に運慶は、より写実的な新しい様式の彫刻を生み出した。奈良の東大寺南大門にある二体の金剛力士像（1203年）は、運慶のダイナミックで写実的な様式をよく表している。高さ約8.5メートルのこの像は、複数の木から彫られており、わずか2か月で仕上げられた。これは、名匠の指導の下で職人が作業する工房による分業制が発達していたことを示している。大乗仏教の伝説的なインドの賢人、無著と世親を表した運慶の多色木彫（1208年 奈良 興福寺）は、この時代で最も完成度の高い作品の1つであり、写実的でありながら非常に個性的な運慶の作品として信憑性のある像となっている。この時代を代表する作品の一つに、運慶の後継者である快慶が作らせた浄土寺(小野市)の阿弥陀三尊立像（1195年完成）がある。
書画、絵巻物:

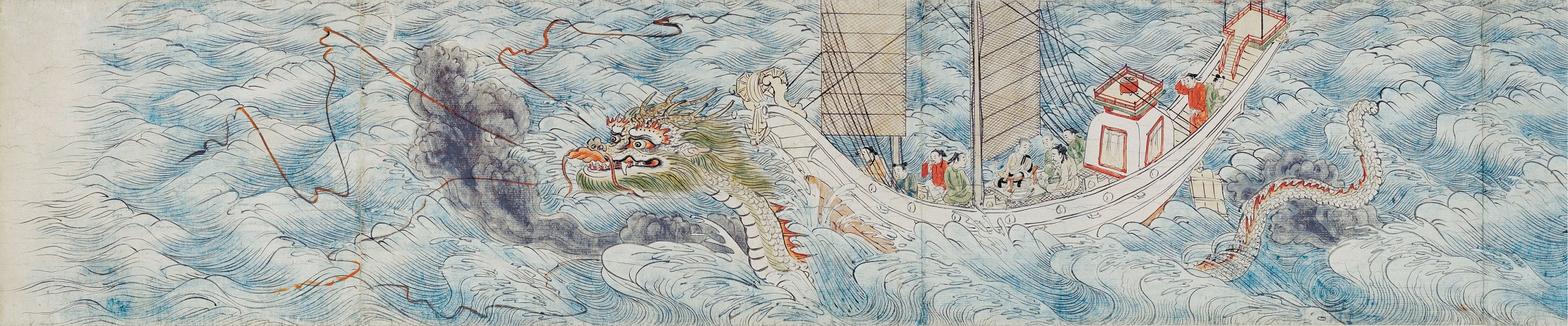
華厳宗祖師絵伝　高山寺 蔵

新羅の高僧の伝記伝承を元に描かれた『華厳宗祖師絵伝』は、鎌倉絵画の大衆化の傾向を示す好例である。奈良時代の最も重要な宗派の一つである華厳宗は、浄土宗の台頭により苦境に立たされていた。治承・寿永の乱（1180～1185年）の後、高山寺の明恵上人は宗派の再興と、争乱で未亡人となった女性たちの避難所の提供に努めた。
華厳宗祖師絵伝は、かな文字による「せりふ」が登場人物の横に書かれ、このように絵と文章が組み合わせた表現は現代の漫画に通じる技法である。華厳宗を創始した二人の韓国僧侶の生涯を描いたこの絵巻の筋書きは、テンポが速く物語性に満ちている。
より伝統的な文脈を持つ作品としては紫式部日記絵巻がある。彼女の小説の絵巻物はその後も制作され続けたが、リアリズムへの新たな関心に敏感でありながらも富と権力の時代を懐かしむ貴族たちは、紫式部の時代の華やかさを再現するために日記を復活させ、絵入りにした。紫式部の宮仕えの日々が描かれている。

### 室町時代の芸術

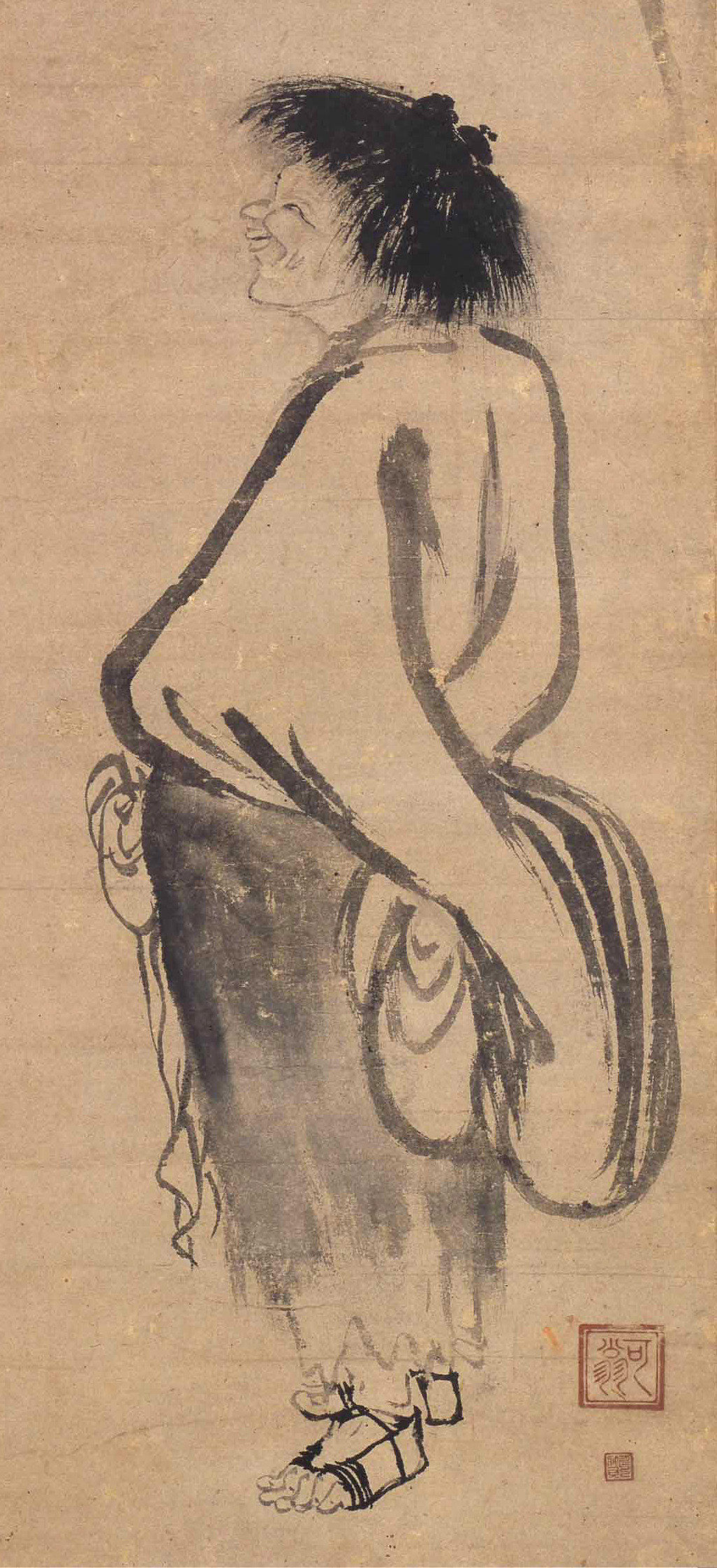
寒山図 可翁（国宝:サンリツ服部美術館蔵）

室町時代（1338年～1573年）は足利時代とも呼ばれ、日本文化に大きな変化が起こった。足利氏が幕府を掌握し、京都北小路室町に花の御所を造営し、政権の本拠地を京都に戻した。政権が京都に戻ると鎌倉時代の大衆化の傾向は終わり、文化表現はより貴族的でエリート主義的な性格を帯びるようになった。6世紀に中国で発展した禅宗は、奈良時代～平安時代に一度日本に伝来していたが、道元、栄西らにより再び日本に伝わり、はじめて定着した。
絵画:

瓢鮎図 如拙（水墨画部分）

禅寺が組織した世俗的な事業や中国への貿易使節団のおかげで、多くの中国絵画や美術品が日本に輸入され、禅寺や幕府で働く日本の芸術家に深い影響を与えた。
遣唐使廃止後も僧侶は中国と交流を認められていたため中国の書画、陶磁器といった美術品が持ち込まれ、また規制が徐々に緩み日宋貿易が盛んになったため、多くの中国の書画や美術品が日本に輸入され、それらは禅寺や上級武士、日本の芸術家に深い影響を与えた。
これらの輸入は絵画の主題を変えただけでなく、色の使用法も変えていった。流行は大和絵の明るい色彩から中国風の単色の水墨画の画調に移っていった。中国の絵画は通常、白黒または単色のグラデーションしかないためである。
初期の室町美術の代表は、絵師の可翁（14世紀初頭に活動）による、伝説の人物寒山を描いた墨画である。水墨画は、素早い筆遣いと細部描写を最小限に留めて描かれる。僧侶で絵師の如拙（1400年頃活動）による「瓢鮎図」（15世紀初頭、京都妙心寺退蔵院）は、室町美術の転換点を示す作品である。もともとは低い衝立用に描かれたこの作品は、同時代の31人の禅僧による画賛が添えられ掛け軸として再表装されており、讃は禅の公案に対して漢詩で答えている。前景には、小川の岸辺で小さな瓢箪を持ち、大きくて滑るような鯰を眺めている男性が描かれている。中景には霧が立ち込め、背景の山々ははるか遠くに見える。1413年頃に制作されたこの絵画の様式は、絵画の平面内に深い空間を描き出すという中国的な表現に手前に人物を大きく入れたもので、それまでにない表現となっている。
室町時代で最も優れた画家は、禅僧で画僧の周文と雪舟である。相国寺で如拙に画を学んだ周文は、竹斎読書図（1447年）で空間に深く沈み込んだ写実的な風景画を描いた。雪舟は、当時のほとんどの画家と異なり、中国に渡り、中国絵画の源流を学び、また大陸の広大な自然に触れた。四季を通じて連続する風景を描いた「四季山水図巻（山水長巻）」（1486年頃）は 、雪舟の最高傑作として名高い。
| 四季山水図（山水長巻） 雪舟（毛利博物館）（部分） |  | （同左） |
| 四季山水図（山水長巻） 雪舟（毛利博物館）（部分） |  | （同左） |

### 安土桃山時代の美術
安土桃山時代（1573年～ 1603年）は、織田信長、豊臣秀吉といった有力大名が、約100年続いた戦国時代に終止符を打ち、日本に平和と政治的安定をもたらそうとした。元は小領主であった信長は、1568年に将軍を擁し上洛を果たし、5年後には最後の将軍足利義昭を追放し、室町幕府は終焉を迎えた。信長の死後、秀吉が中央政権を掌握したが、豊臣家による権力の継承は、1603年に徳川幕府を開いた家康によって阻止された。

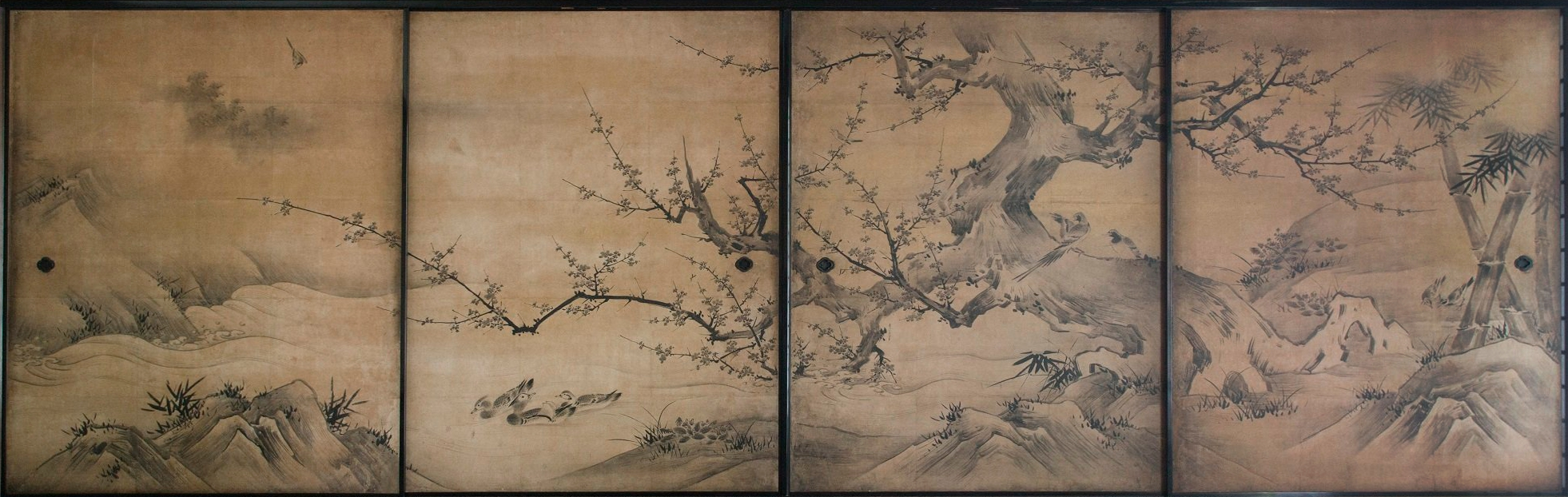
聚光院方丈障壁画のうち花鳥図

絵画:桃山時代の最も重要な絵画の流派は狩野派であり、この時代最大の革新は狩野永徳に始まる、部屋を囲む襖に伝説的な風景を描く様式であった。大徳寺の塔頭である聚光院の庭に面した主室の装飾は、現存する永徳の特徴を最もよく表した作品である。巨大な梅の木と一対の松が、対角の角にある一対の襖に描かれており、枝は左右に伸びて襖だけでなく隣接する面につながっている。同じく京都にある永徳の「唐獅子図屛風」は、武士が好んだ大胆で明るい色彩の絵画様式を示している。

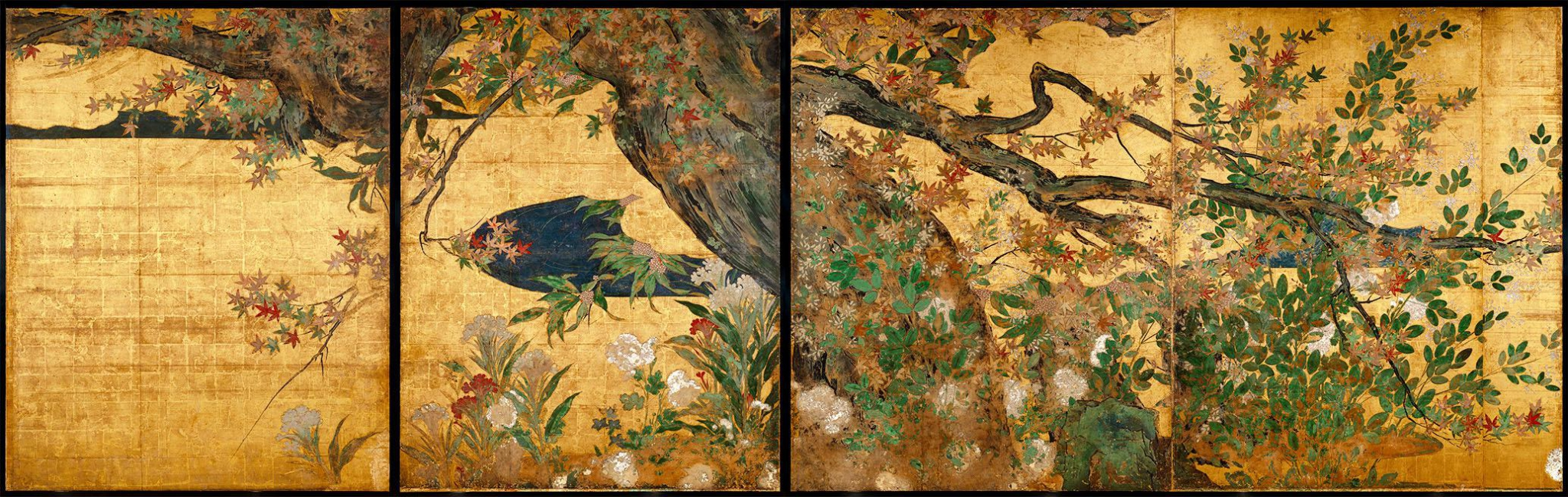
楓図（旧祥雲寺障壁画のうち）智積院蔵

永徳と同時代の長谷川等伯は、大画面の金碧障壁画や屏風図などに永徳とは異なるより装飾的な様式を生み出した。京都の智積院に所蔵されている『楓図』では、木の幹を中央に置き、枝を構図の端近くまで伸ばし、永徳よりも平面的で構造的ではないが、視覚に訴える華やかな絵画を創り上げた。六曲一双の『松林図屏風』は、霧に包まれた木立を墨絵で見事に表現した傑作である。

### 江戸時代の美術

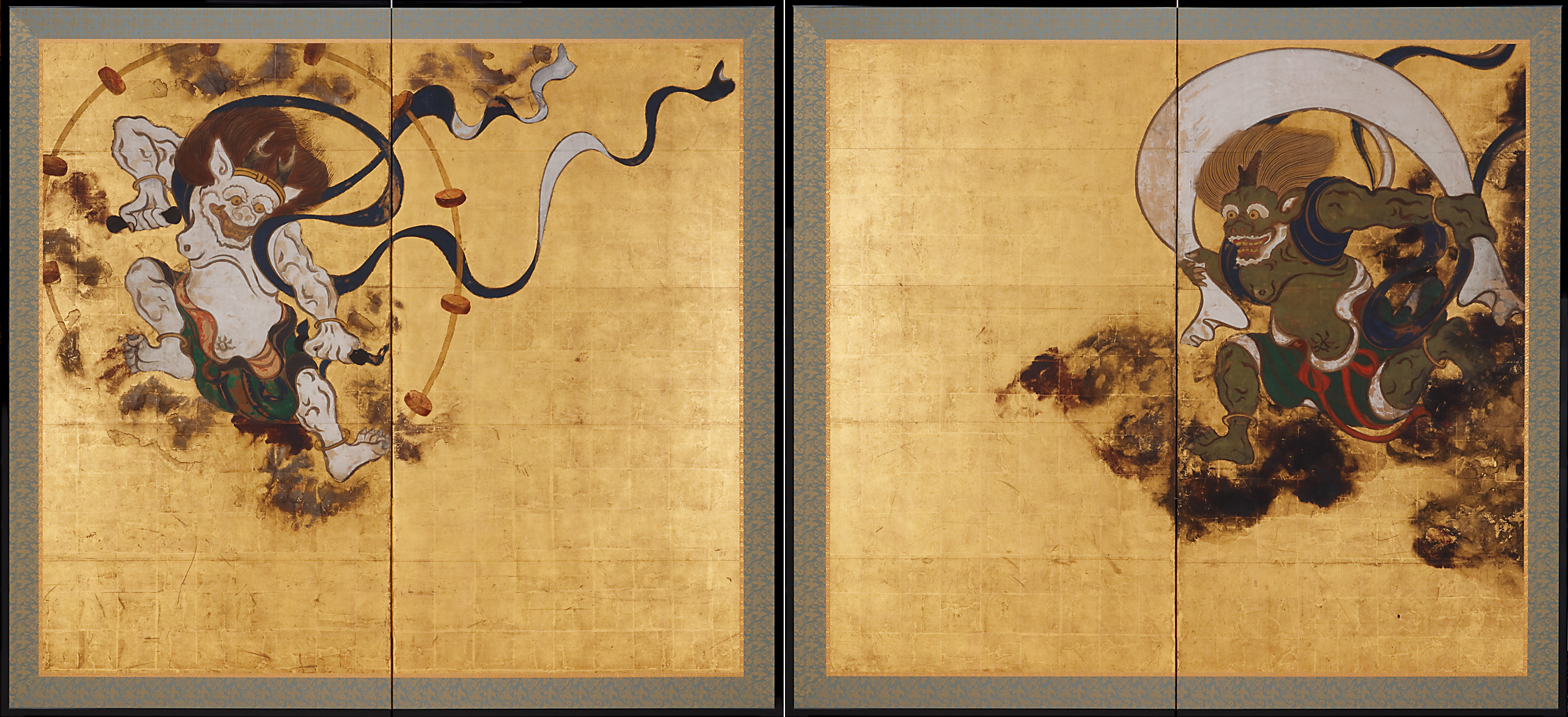
風神雷神図, （建仁寺蔵）俵屋宗達, 国宝

徳川幕府は、1603 年に長期安定政権を目指し国内の完全な統制権を獲得し、おおむね成功を収めた。幕府は1867年まで存続し250年以上政権を維持したが、西洋諸国からの開国圧力に対処できずに開国を余儀なくされ、ほどなく政権を手放すこととなった。江戸時代の特色の一つは、幕府の鎖国政策、市民への抑圧、それに反抗する芸術家というものがある。鎖国に加え、衣服、結婚相手、従うべき活動など、生活のあらゆる側面に影響を及ぼす厳格な行動規範を課していた。
しかし、江戸時代初期には幕府の政策の影響はまだ完全には浸透しておらず、京都の桂離宮や琳派の先駆者である俵屋宗達の屏風絵など、日本の建築と絵画における最も優れた表現のいくつかが生み出された。

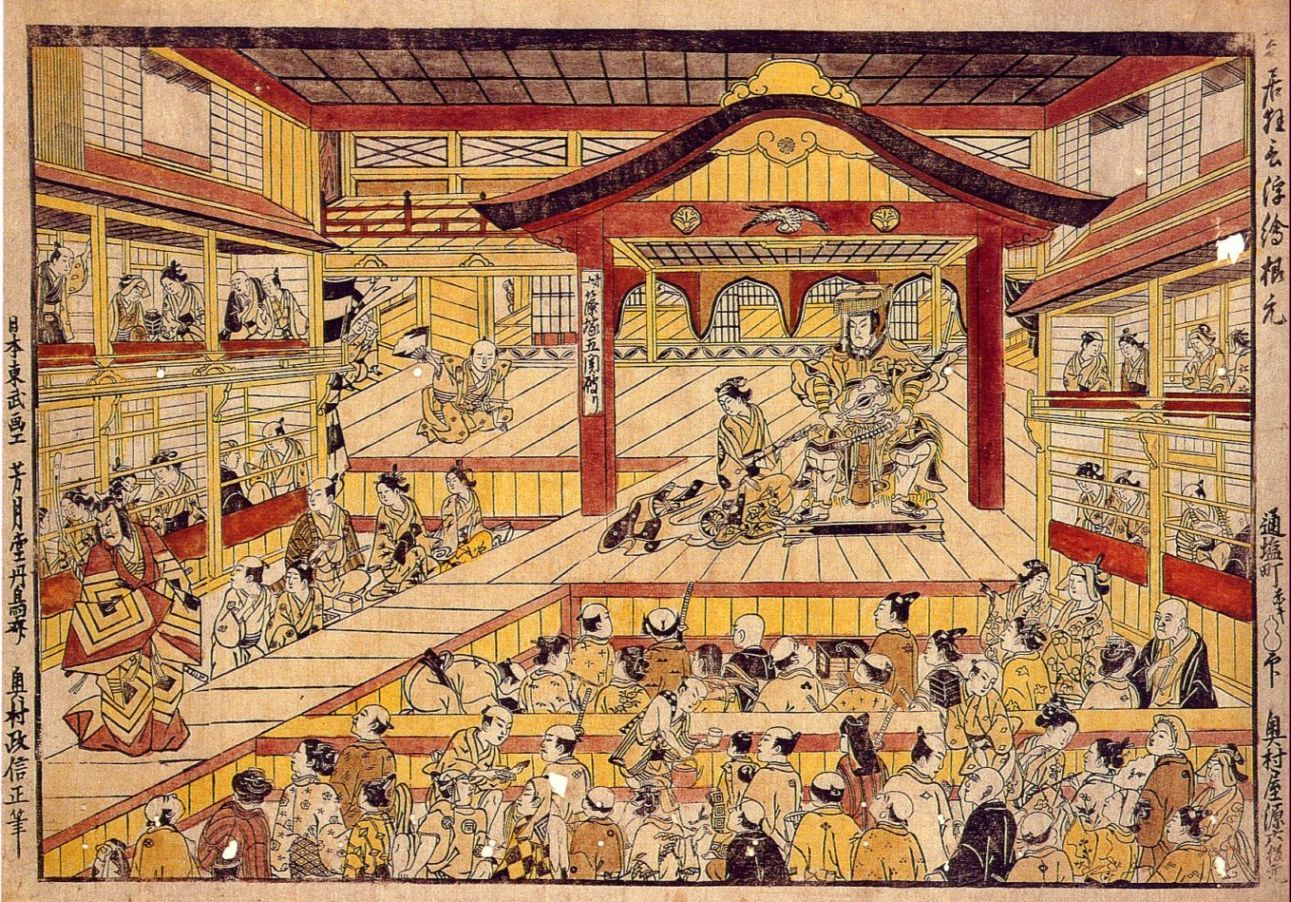
奥村政信『芝居狂言浮絵根元』 1743年

木版:木版印刷は、11世紀から19世紀にかけて一般的な印刷方法だった。もともと、8世紀の日本で仏典を翻訳するために木版が印刷に利用されていた。木版は、版木に文字や絵を彫り、それを紙に押し付ける凸版印刷である。8世紀には、木版は文章を複製するための便利な印刷技術であると考えられていたが、さらなる革新により多色刷りが行えるようになり、錦絵として知られるようになった。錦絵は、18世紀の裕福な俳諧人たちの間でよく交換されていた大小暦と呼ばれる絵暦の制作に使われた。趣向を凝らし技術を競ったため多色刷りの技術が飛躍的に高まった。明暦の大火（1657年）以降町人の経済力が高まり、風俗画の発展に繋がった。風俗画は木版画と結びつき、浮世絵と呼ばれ江戸期を通じて発展していく。これらの浮世絵は、遊郭の情景、歌舞伎、美人画、役者絵など庶民から見た多様な風俗を描いている。
建築：桂離宮の敷地は源氏物語に登場する桂殿の跡地と目され、源氏物語の叙景を取り入れ建てられた。古典建築から発展し江戸初期以降に広がりを見せる書院造の建物が並び、回遊式庭園と呼ばれる庭園全体を巡る形式を持つ美しいこの庭園は日本庭園の傑作と言われている。江戸時代に多くの有力大名が領国に回遊式庭園を造り、美しさを競った。
屏風絵:俵屋宗達は、金箔の背景に鮮やかな色彩の人物や自然、古典文学を題材とし、装飾性の高い優れた作品を生み出した。彼の最高傑作の一つは「松島図屏風」(フリーア美術館、ワシントンD.C.)である。1世紀後、光琳は宗達の様式を継承・発展させ、独自の華麗な作品を残した。最高傑作は「紅白梅図屛風」である。宗達の時代から離れ、師弟関係や直接伝承によらず光琳へ、また酒井抱一へと継承されていくこの芸術潮流を琳派と呼ぶ。
彫刻：修験僧の円空が円空仏と呼ばれる12万体の木彫りの仏像を残した。荒削りな部分やノミの痕、木目を残し木の存在感とともに微笑する仏像が特徴となっている。

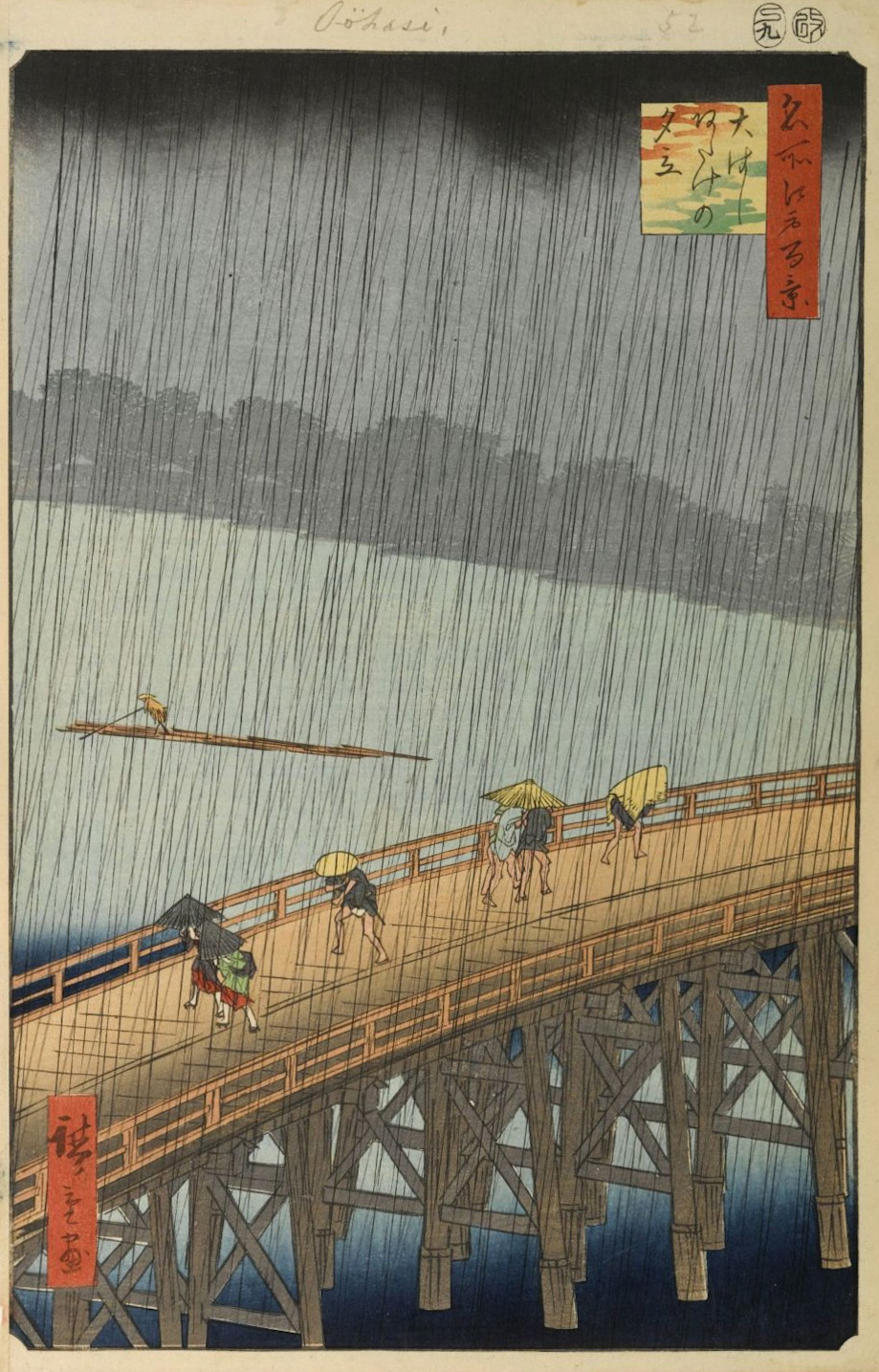
名所江戸百景 大はしあたけの夕立

浮世絵と南画（文人画）：海外で最もよく知られている日本の芸術は浮世絵や木版画で、歌舞伎の世界や遊郭など庶民文化を題材にしている。浮世絵は17世紀後半に始まり、1765年に鈴木春信が錦絵と呼ばれる最初の多色刷りの版画を制作した。鳥居清長や喜多川歌麿など、次の世代の版画家たちは、優雅で、時には洞察力に富んだ遊女の描写を生み出した。
19世紀には葛飾北斎と歌川広重が突出した存在で、広重は叙情的でいくぶん感傷的な風景画を得意とした。広重が風景を眺める際に用いた特徴的な角度や形、また平面と強い直線の輪郭を強調した清長や歌麿の作品は、後年エドガー・ドガやフィンセント・ファン・ゴッホといった西洋の芸術家に大きな影響を与えた。大英博物館に所蔵されている作品を通じて、これらの作品は後にエズラ・パウンド、リチャード・オールディントン、H.D.などの初期モダニズムの詩人たちが用いたイメージや美的アプローチに強い影響を与えることになる。
浮世絵と同時代の絵画の潮流として南画、あるいは文人画があり、中国の知識人階級(文人)が描いた絵を基にした様式である。浮世絵師が徳川幕府の規制の外の生活を描いたのと同様に、文人画家は中国文化に目を向けた。南画の代表的作家として、池大雅、与謝蕪村、田能村竹田、山本梅逸が挙げられる。
陶芸：陶器の様式は古来より幾度もの改良が加えられ発展してきた。江戸時代には、野々村仁清、尾形乾山に代表される色絵陶器を中心とした優雅な京焼が一世を風靡した。また1590年代の朝鮮出兵(文禄・慶長の役)の過程で捕らえられたか移住を説得された大規模な朝鮮人陶工の流入により、江戸時代の初め頃に大きな発展があった。朝鮮人陶工は有田(佐賀県)に定住し、より正確な高温制御を可能にする、大窯と呼ばれる大型登り窯をもたらした。1620年頃までに彼らは磁器の原料となる陶石を発見し、日本で初めて磁器を作り始めた。初期の磁器（初期伊万里）は焼き方の技法として朝鮮独特の工法が用いられ、また染付の技法や意匠は中国由来のものがあった。
1650年代後半、中国の内紛にまつわる政策の影響で、中国から景徳鎮を輸入出来なくなったオランダ東インド会社は有田焼を大量に注文し、日本の磁器産業は大きく拡大した。当時、日本での貿易はオランダのみ取引を許可されていた。日本の磁器輸出の第1期は1740年代頃まで続き、日本の磁器の大部分は輸出用に作られ、主にヨーロッパ向けであったが、イスラム世界にも輸出された。日本の陶磁器は世界でも最高級品と言える。

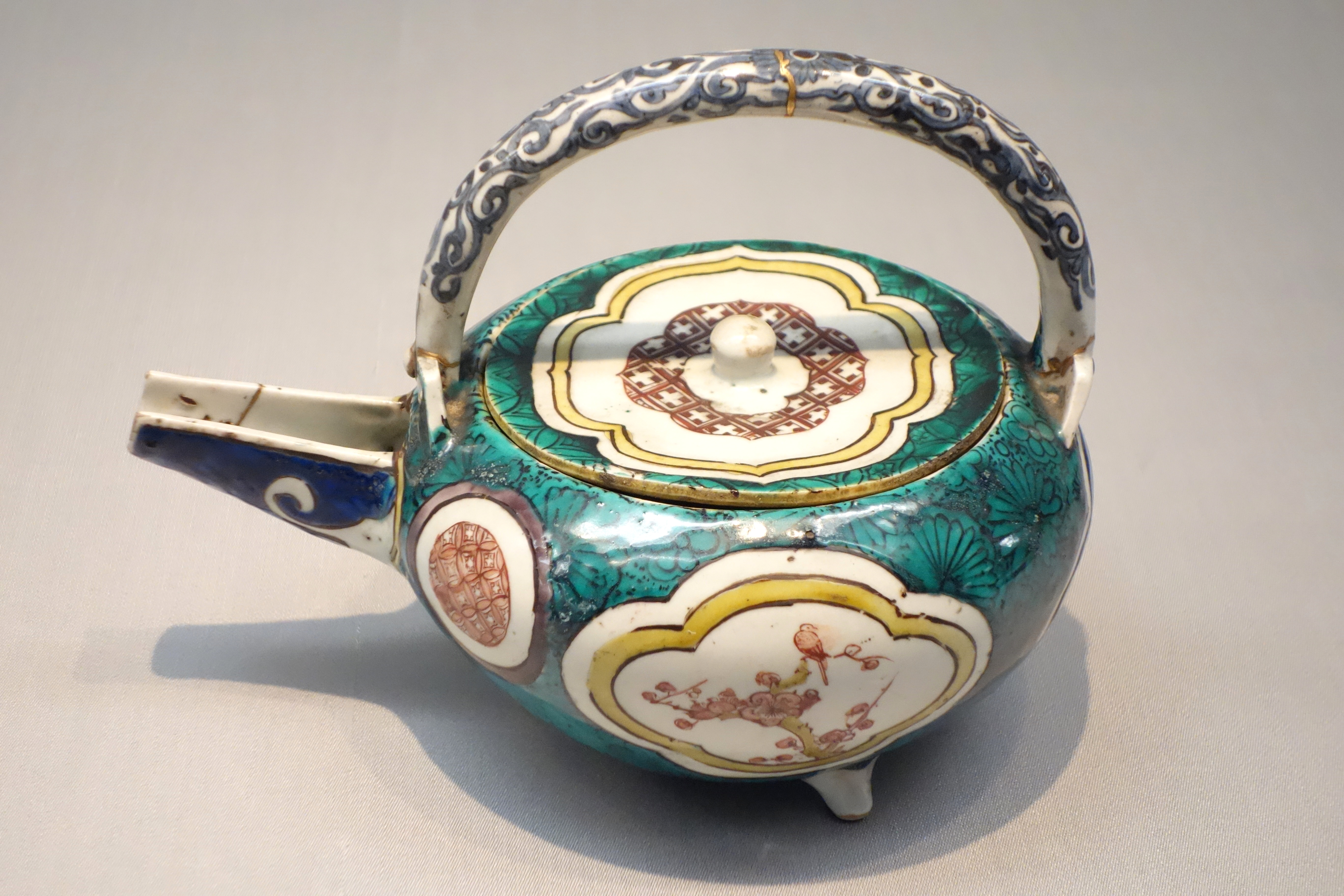
色絵花鳥文銚子 伊万里-古九谷様式(古九谷五彩手) 江戸時代・17世紀
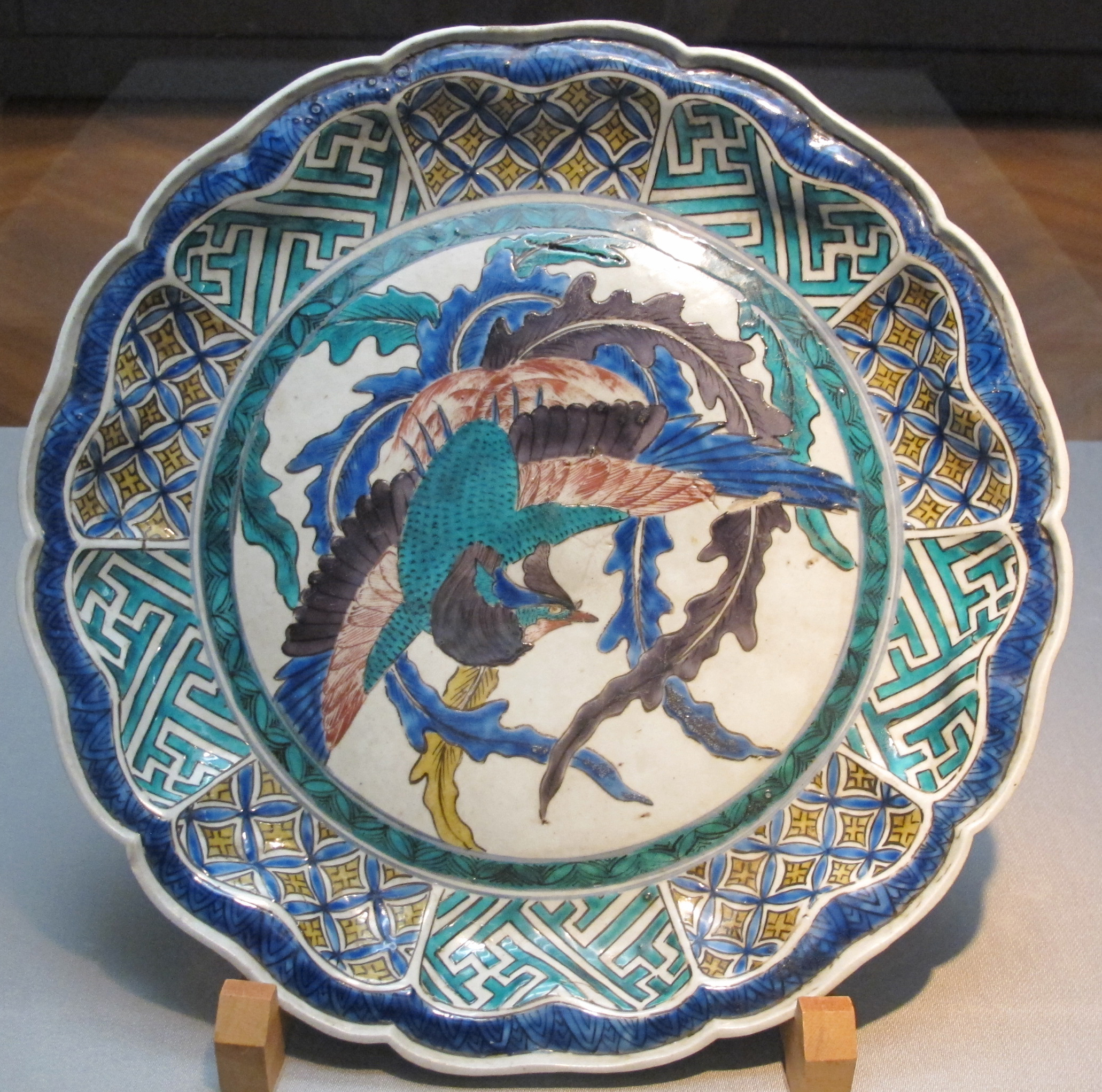
色絵飛鳳文輪花鉢（初期色絵）東京国立博物館

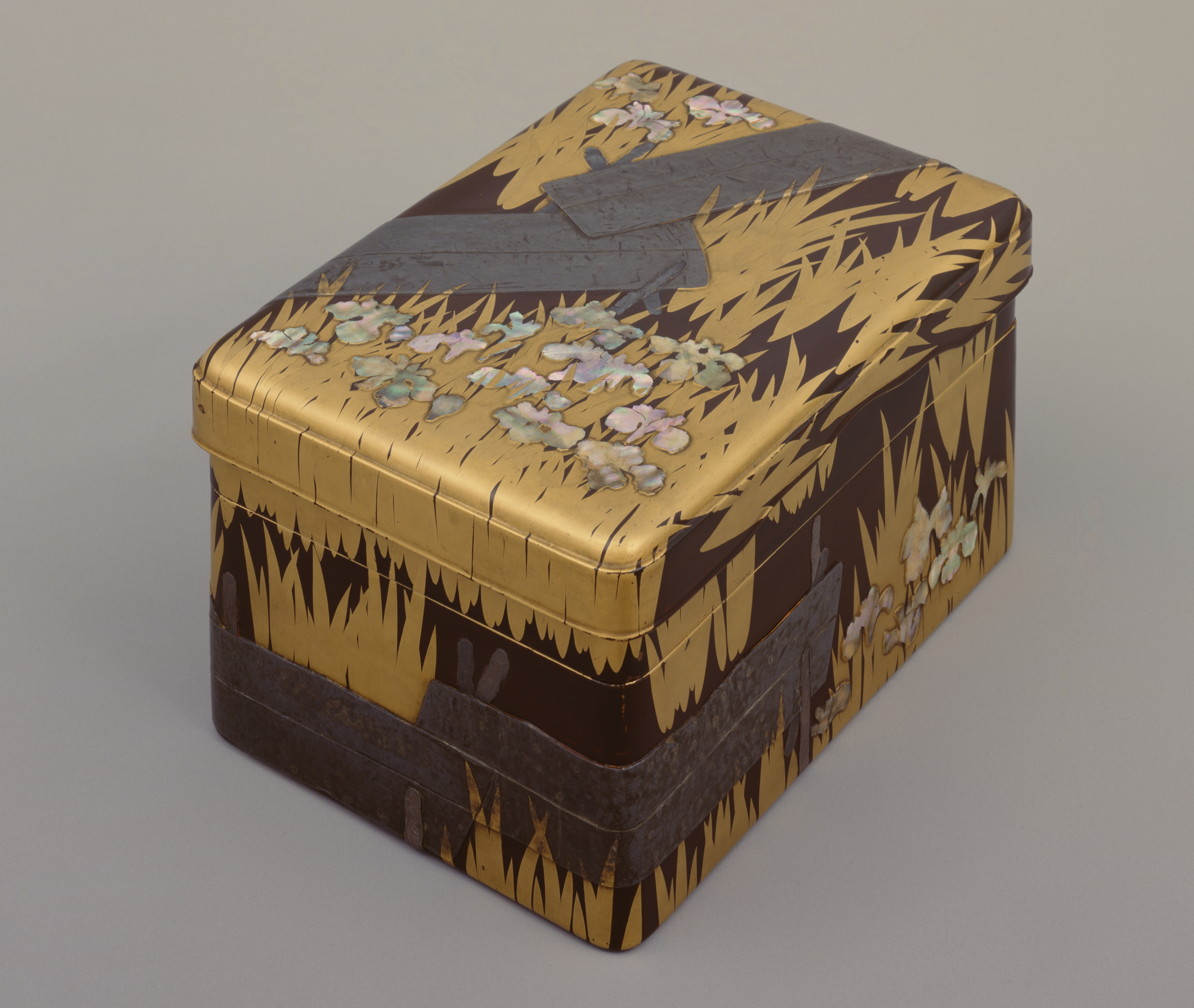
八橋蒔絵螺鈿硯箱、尾形光琳作、江戸時代、18世紀、国宝、東京国立博物館蔵

漆器：経済や文化の発展とともに、漆器の芸術性も向上した。本阿弥光悦や尾形光琳は琳派の図案を漆器に取り入れた。江戸中期からは薬入れ用の印籠や硯箱などに蒔絵や螺鈿細工を施した華やかな装飾が施されるようになり、武家や町人階級の裕福な商人の間で人気を博し、幕末には実用品から美術コレクションへと変化した。漆器の輸出は安土桃山時代以降も続いた。この時代の漆器の蒐集家としてはマリー・アントワネットやマリア・テレジアが知られている。
蒔絵は漆を使い金粉・銀粉で描画する技法で、平安時代に技術が渡来して以降、特に日本で発展を遂げてきた。江戸時代により複雑で高度な技法が完成し成熟期を迎えた。

### 明治時代～第二次世界大戦までの美術
1868年に王政復古により天皇が政権を取り戻し、開国を行うと日本は再び、これまでにない非日本的な文化に晒されることとなった。西洋の文化的価値観の導入により、芸術だけでなく、日本の文化のほぼすべての側面において、日本の伝統的な価値観と、さまざまな海外の制度や価値観を複製して同化しようとする試みとの間で二分化が起こった。この分裂は20世紀後半まで強く続いたが、その頃にはすでに多くの統合が起こり、国際的な文化的土壌が形成され、現代の日本の芸術はこれまで以上に革新的な様式へと変容を遂げることになる。
明治期の美術の特徴は、絵画・彫刻分野での欧米文化の受容と、陶芸・織物など工芸分野の輸出産業としての成功、それに伴う高度化、精緻な細密工芸技術の発展がある。後者は時代が下るにつれ産業が衰退し、並行して技術も衰退していった。工芸技術の最盛期が明治時代となり現代では再現不能となってしまった技術もある。
明治政府は美術品輸出市場に積極的な関心を示し、1873年のウィーン万国博覧会を皮切りに、次々と世界博覧会で日本美術を宣伝した。政府は博覧会に多額の資金を提供するだけでなく、日本文化を世界に紹介する取り組みにも積極的に関わった。美術品の輸出を促進し商業化するために半官半民の会社である起立工商会社を設立し、品質基準を維持するために博覧会事務局を設立した。1876年にアメリカ独立100周年を記念して開催されたフィラデルフィア万国博覧会では、日本政府は西郷従道を最高責任者として日本家屋のパビリオンを建て、伝統工芸品、特に陶磁器、絹織物などの展示により、同博覧会の金牌賞を獲得した。それまで後進国とみなされていた日本への国際的評価を非常に高めた。皇室も美術工芸品に積極的な関心を示し、下賜品のための「お買上」だけでなく美術作品保護のためにもお買上が行われた
。1890年には、優れた芸術家を表彰する帝室技芸員制度が創設され、1890年から1944年までに79名が任命された。これらの中には、画家で漆芸家の柴田是真、陶芸家の宮川(真葛)香山、画家の橋本雅邦、彫刻家の高村光雲、七宝作家の並河靖之などがいた。

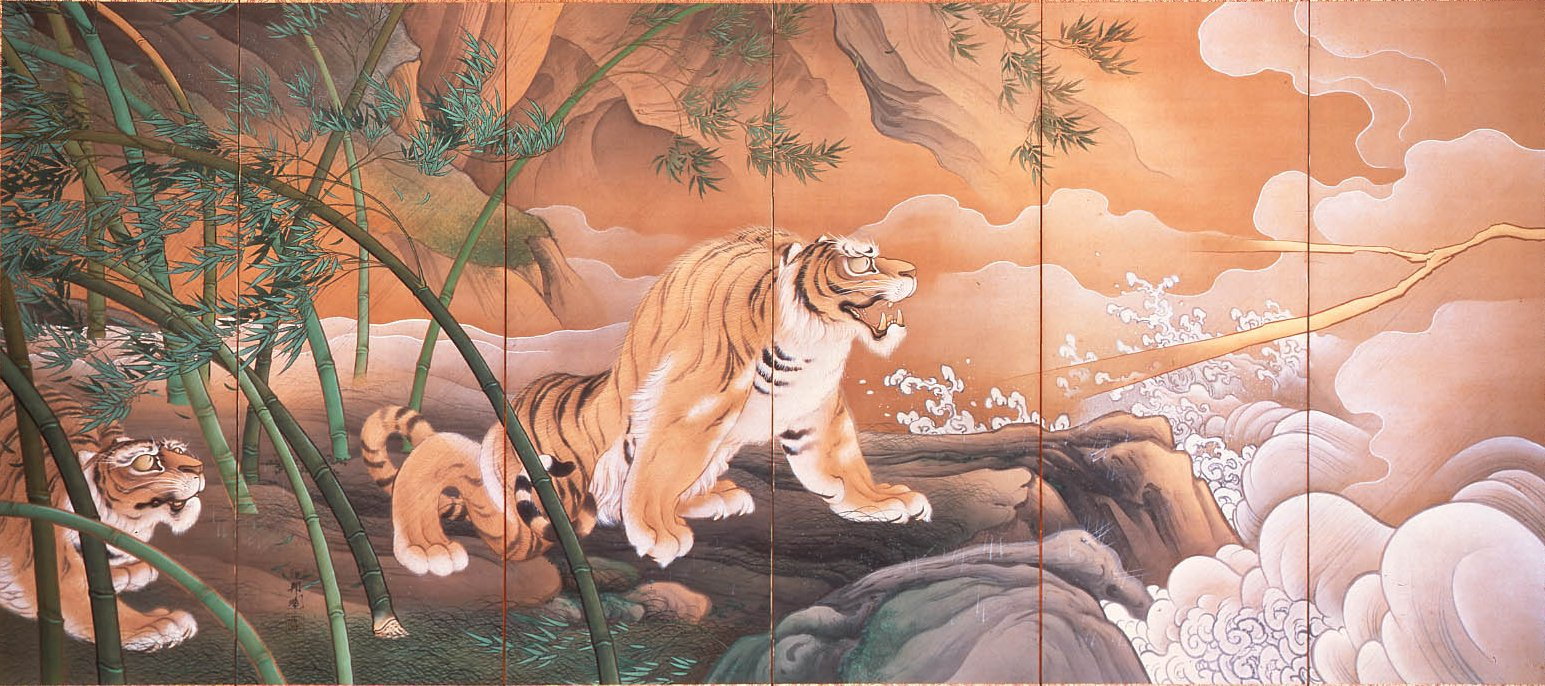
龍虎図屏風(左側)1895（明治28）年、橋本雅邦　静嘉堂文庫美術館蔵
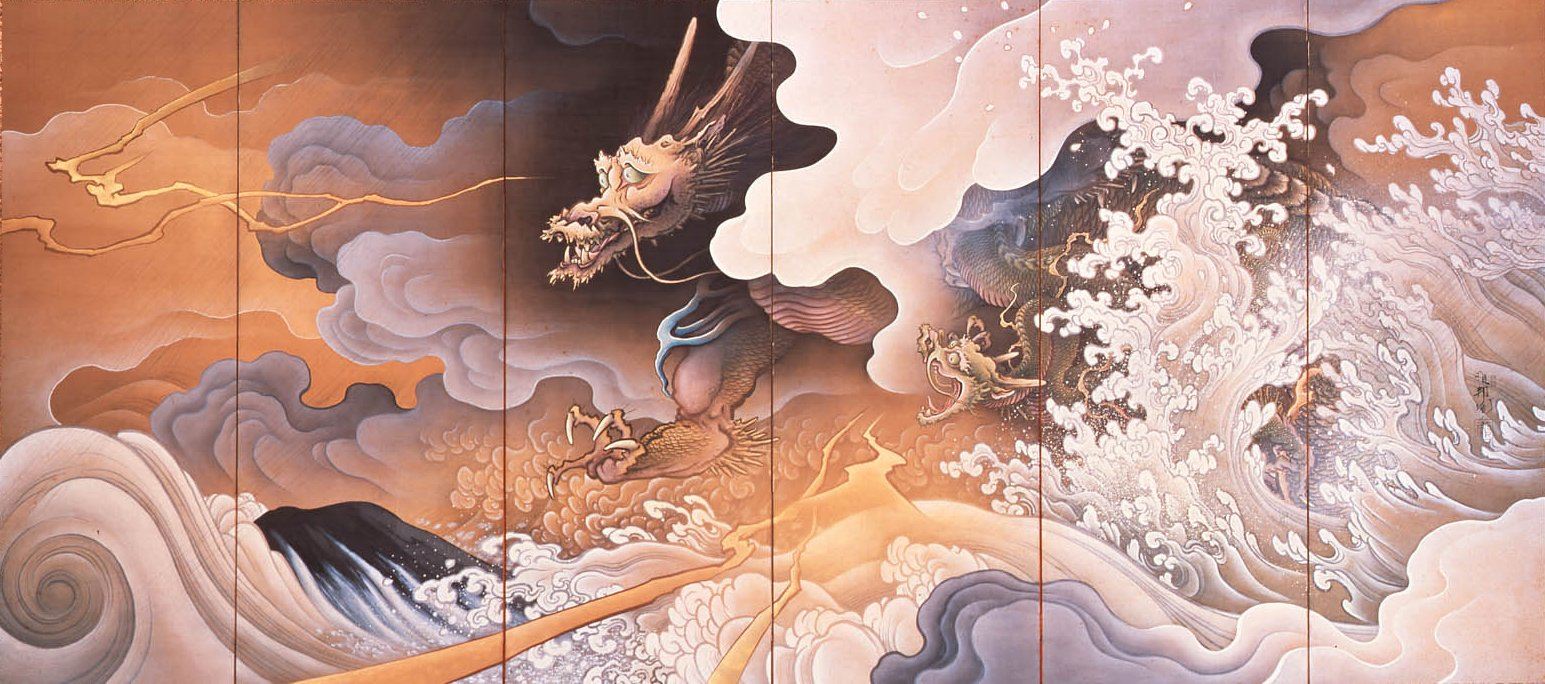
龍虎図屏風(左側)1895（明治28）年、橋本雅邦　静嘉堂文庫美術館蔵

西洋からの輸入品が人気を博すにつれ、日本国内では日本美術の需要が減少した。ヨーロッパやアメリカでは、日本美術が新たに入手可能になったことで日本文化への関心がより高まり、ジャポニスムと呼ばれる流行となった。皇室の支援、政府の後援、新しい観客への宣伝、そして西洋の技術が相まって、日本の芸術革新の時代が始まった。装飾芸術において、日本の芸術家たちは技術的な洗練度の新たなレベルに到達した。
現在、村田理如は1万点を超える明治美術作品を所有しており、最も熱心な蒐集家の一人である。当時から明治美術の優れた作品の多くは海外の蒐集家に買われ、日本国内にはごくわずかしか残っていなかったが、彼が海外から多くの作品を買い戻し、清水三年坂美術館を開設したことで、21世紀に入ってから日本でも明治美術の研究と再評価が急速に進んだ。ナセル・ハリリもまた世界で最も熱心な明治美術蒐集家の一人で、彼のコレクションは多くの分野の明治美術を網羅している。日本の皇室も明治美術の優れた作品を所有しており、そのいくつかは国に寄贈され、現在は皇居三の丸尚蔵館に収蔵されている。

#### 建築と庭園

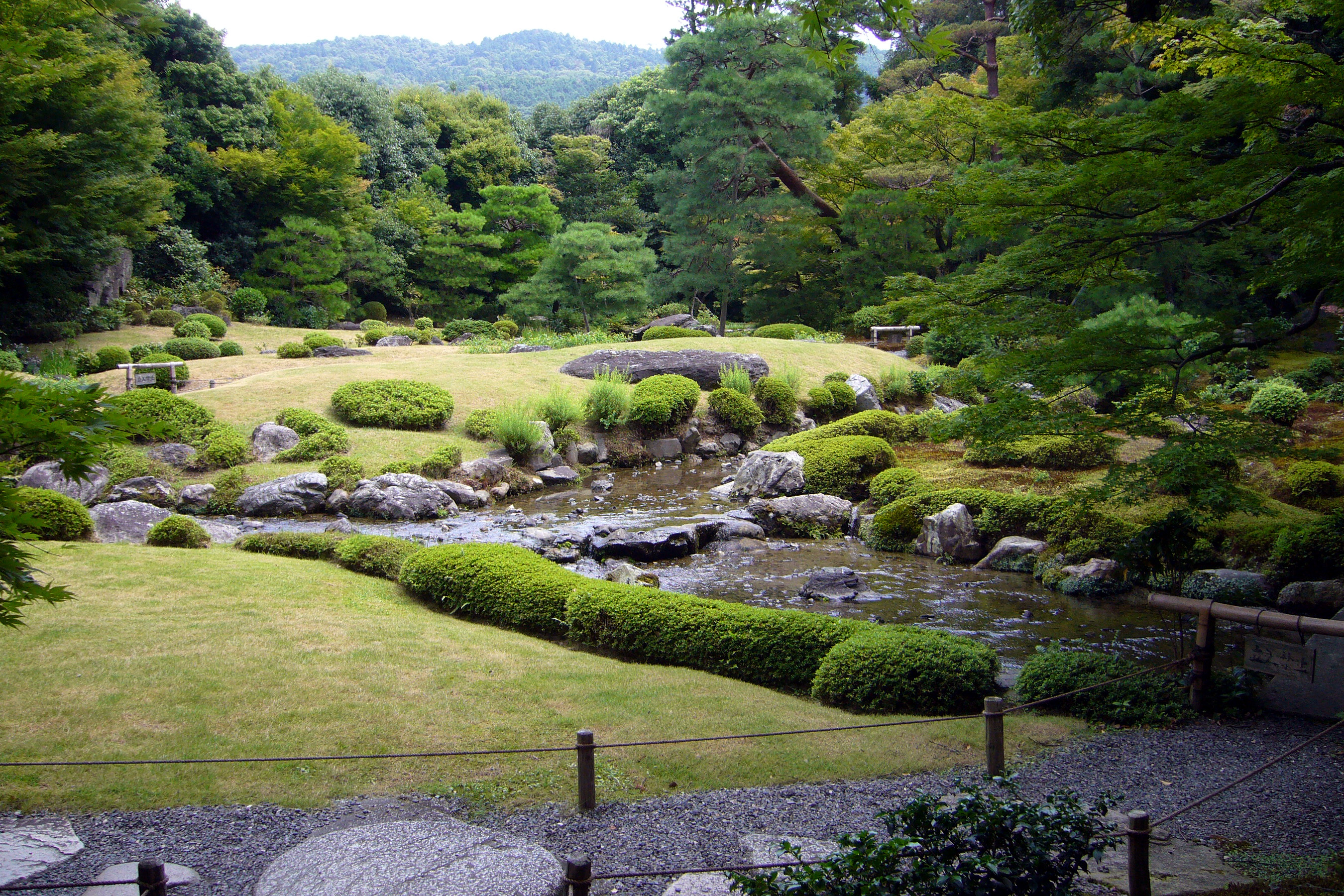
無鄰菴の庭園, 小川治兵衛 作庭 1896年完成

小川治兵衛によって多くの芸術的な新しい日本庭園が造られた。無鄰菴が代表的で、それまで池を海に、岩を島に見立てるような庭園から、あたかも里山の一部を切り出したような景観にダイナミックな水流をあしらった庭園へと、日本庭園の潮流そのものを変えるインパクトを与えた。
20世紀初頭までに、ヨーロッパの建築技術と様式が広く導入され、現在も残る東京駅や国会議事堂などの著名な洋風建物が生まれた。日本建築は木材を主としていたが、東京駅はレンガ造りであり、国会議事堂は鉄筋コンクリートに外装は花崗岩の石積みで、どちらも多くの国内資材を使って作られた。他に帝冠様式と呼ばれる鉄筋コンクリートの棟に瓦屋根を乗せた様式、西洋館から派生して既存技術と折衷していった和洋折衷建築、既存の建築技術を持った大工棟梁が洋風建築を真似て建てた擬洋風建築など、西洋建築の影響を受けた建築様式は都市部を中心に既存技術と融合しながら広がっていった。

#### 絵画

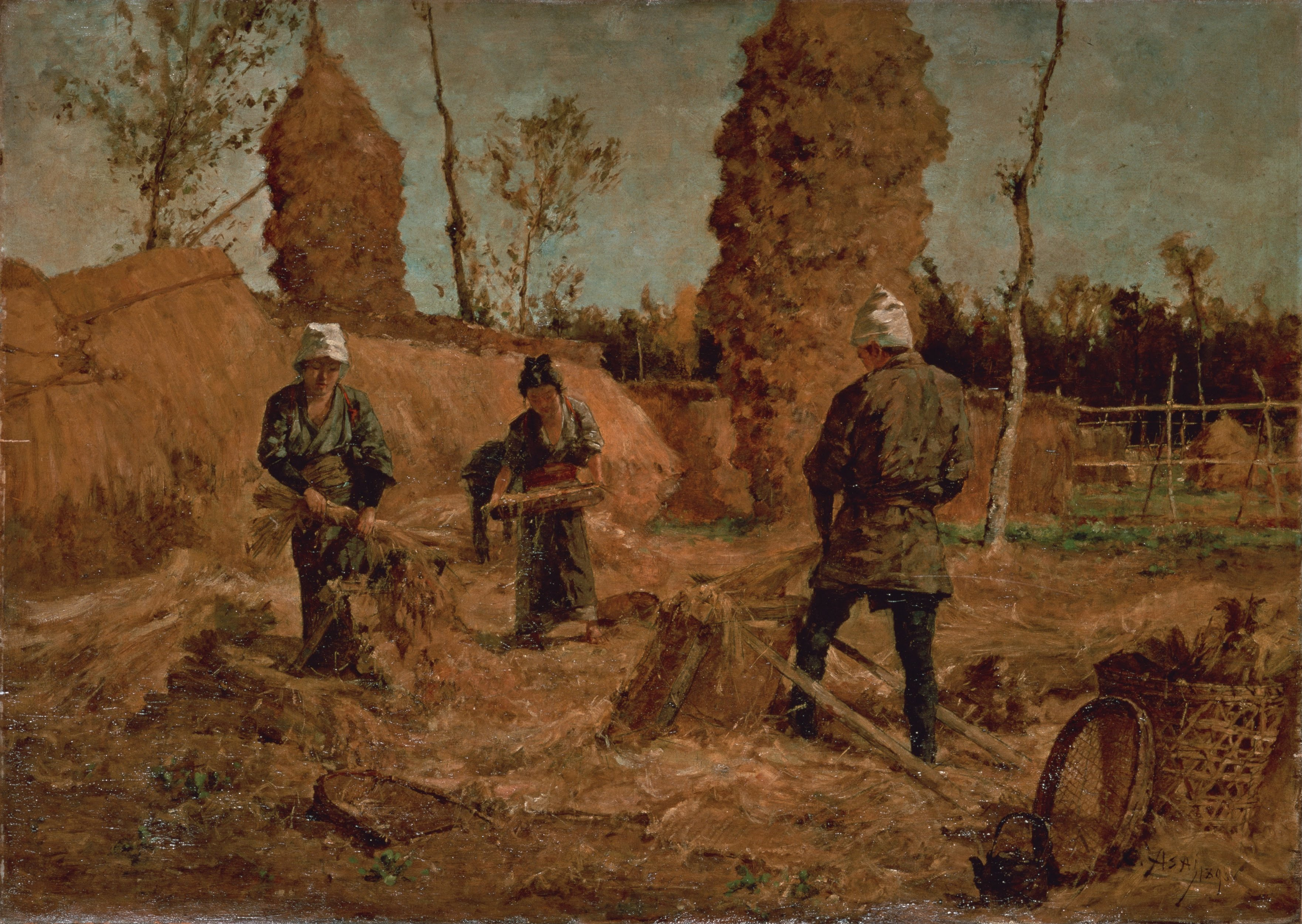
収穫 浅井忠

日本人が西洋の芸術形式に対してとった第一の反応は、心のこもった受容であり、1876年に工部美術学校が開校し、フォンタネージらイタリア人教師を雇って西洋の手法を教えた。二番目の反応は、岡倉天心とアメリカ人アーネスト・フェノロサが先頭に立って、西洋美術の受容と同時に日本美術の世界への波及を見据え、彼らは日本の芸術家に対し、伝統的なテーマと技法を保持しながらも、より現代の嗜好に合った作品を作るよう奨励した。この戦略は、第一次世界大戦に至るまでの数年間、カルカッタ、ロンドン、ボストンにまで日本美術の影響を広げることにつながった。ヨーロッパと東アジアに由来するこれら2つの芸術理論の極から、洋画の対として日本画というカテゴリーが生まれ、これらは現在も使われている。

#### 七宝

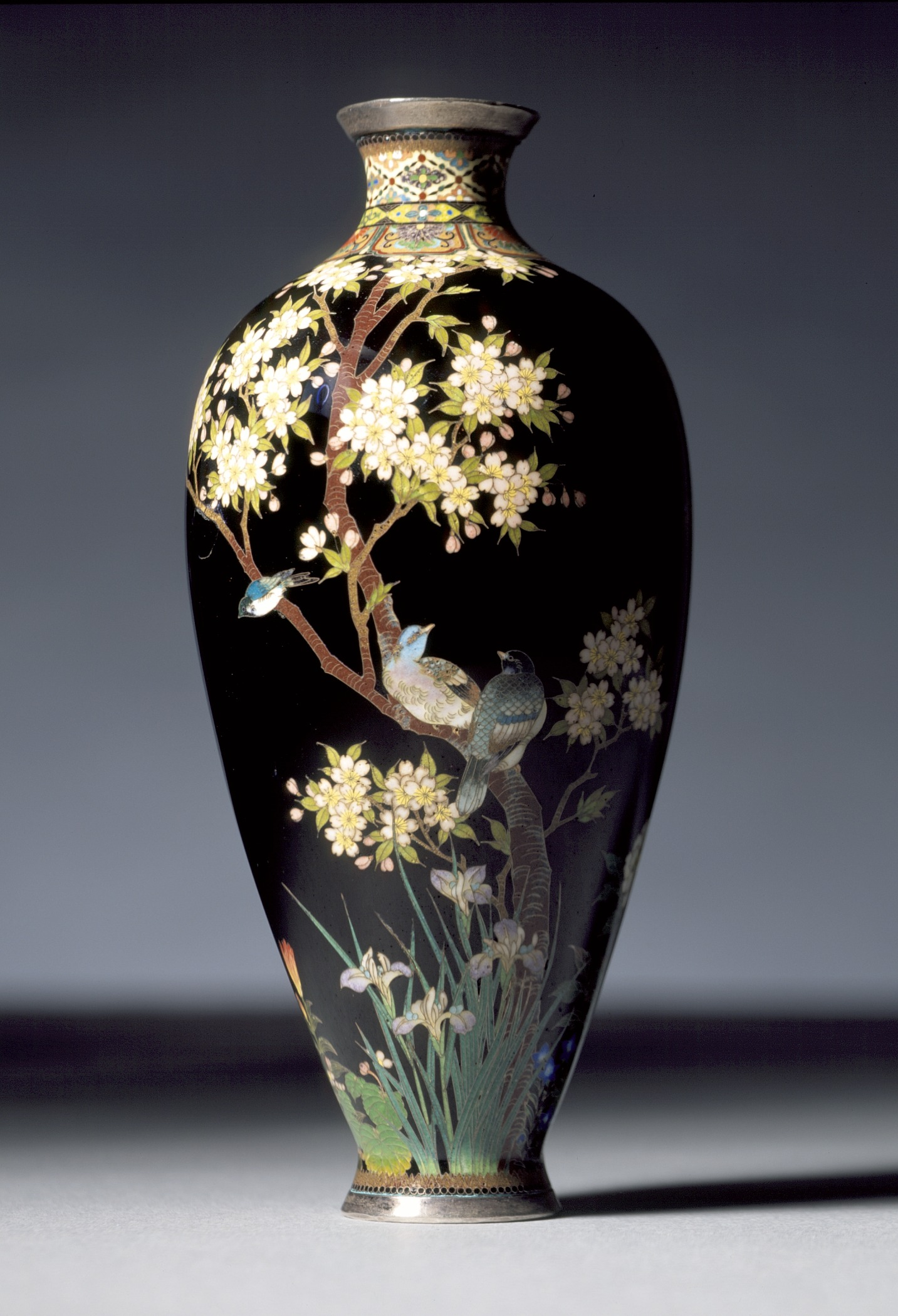
並河靖之 花鳥文花瓶／明治時代／ロサンゼルス・カウンティ美術館所蔵

明治時代、日本の七宝焼きは技術的に頂点に達し、それまでのものより進んだものを生み出した。オランダの技術を研究し、またドイツ人学者との共同研究により革新的な釉薬を開発、そこに絵画的要素を加え1890年から1910年は日本の七宝焼きの「黄金時代」と呼ばれた。七宝焼は、伝統的な絵画に似た、あるいはそれを模倣したデザインを持つ、より絵画的な媒体として芸術的評価を高めた。 花、鳥、昆虫を題材にした日本独自のデザインの七宝焼きが人気を博した。特に、並河靖之と濤川惣助の作品は万国博覧会に出品され、多くの賞を受賞した。
2人のナミカワとともに、尾張七宝を牽引する安藤七宝製作所も高品質の七宝を数多く生産した。デザインと色彩における新たな成果により、日本の七宝は比肩するものがないと言われた。
第二次世界大戦後、合成樹脂技術の高まりとともに七宝の需要は減り、それとともに技術も衰退していく。明治期の七宝の技術は現在では失われてしまったものもある。

#### 漆器

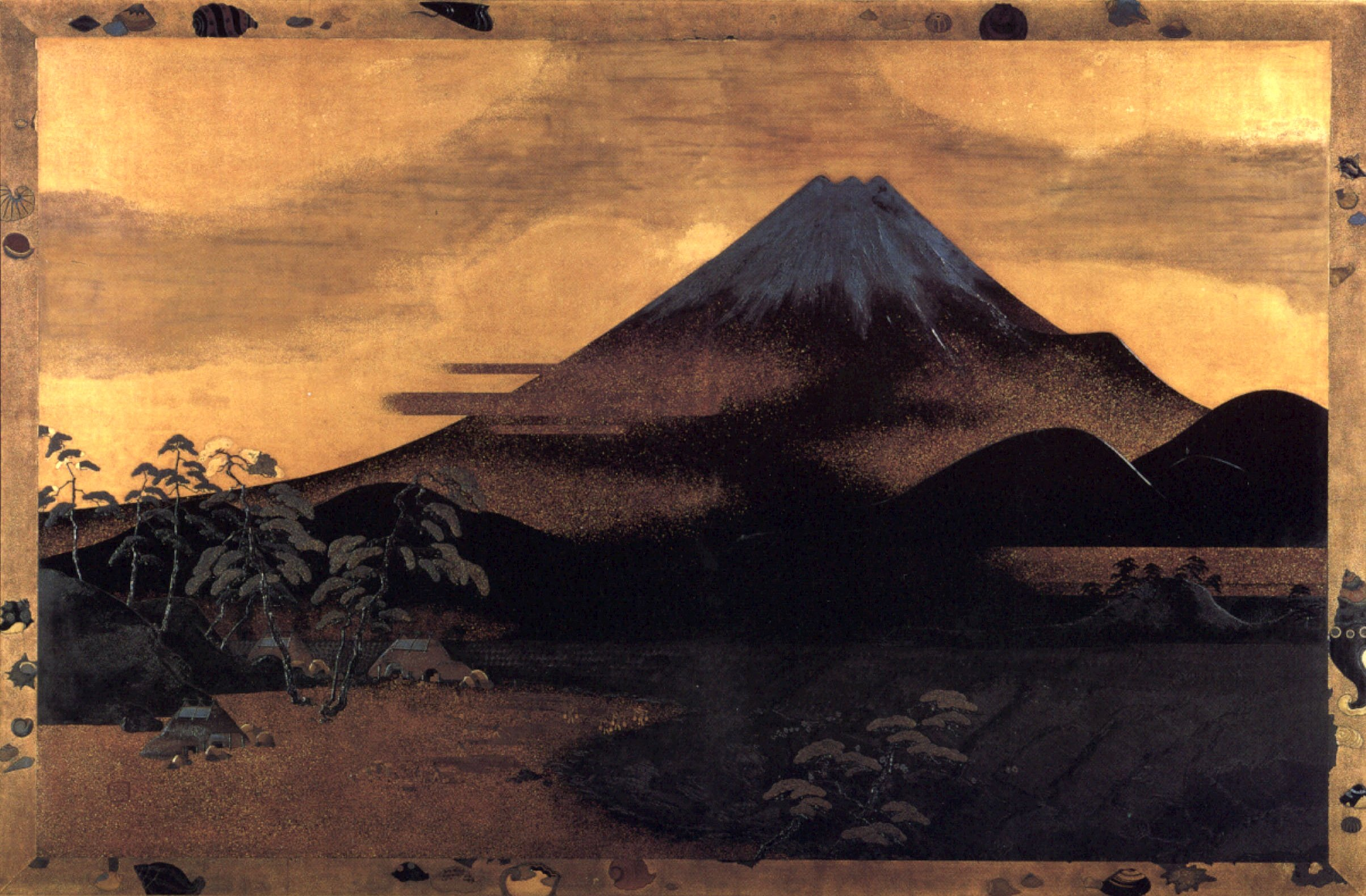
柴田是真 富士田子浦蒔絵額面

明治時代、漆器の分野も漆工たちが新しい意匠を生み出し、これまでにない質感や仕上げを試みるにつれ、漆への関心が再び高まった。 蒔絵は、この時代の上級漆器の最も一般的な技法である。柴田是真は、幕末から明治時代にかけて作品で高い評価を得た漆工である。江戸時代に作られた芝山漆器や杣田細工による漆器は、螺鈿や金、銀、象牙、色とりどりの金属やガラスを象嵌した華麗な様式は人気を博し、この時代に最盛期を迎えた。日本の工房で作られた漆は、世界のどこで生産されるものよりも技術的に優れていると認識されていた。

#### 金属工芸

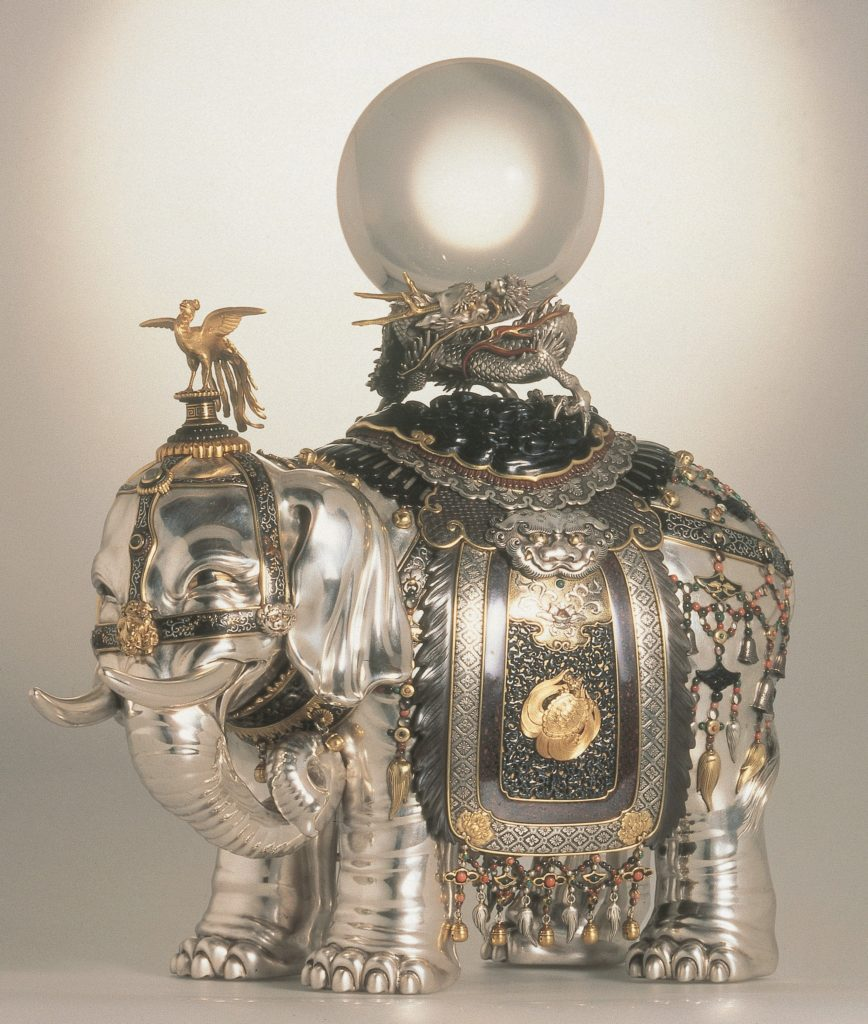
香炉、銀に貴金属、水晶 1890

明治時代の初めには、それまで輸出されよく知られていた漆器や磁器とは異なり、日本の金属工芸品は国外ではほとんど知られていなかった。金属細工は、例えば梵鐘や香炉に青銅が使われるなど仏教の実践と結びついていたため、仏教が国教から転落すると、そういった金属細工師が活躍する機会は少なくなった。しかし、国際博覧会で日本の金属工芸品が新たな海外の観客の前に姿を現し、高い評価を得た。刀剣の鍔や鎧装飾など武士の武器の歴史により、日本の金属細工師は幅広い色の金属仕上げを施す技術を持っていた。銅、銀、金をさまざまな割合で組み合わせて仕上げることで、赤銅や四分一などの特殊な合金が作られた。この多様な合金と仕上げにより、芸術家はフルカラー装飾のように仕上げることができた。

#### 象牙彫刻

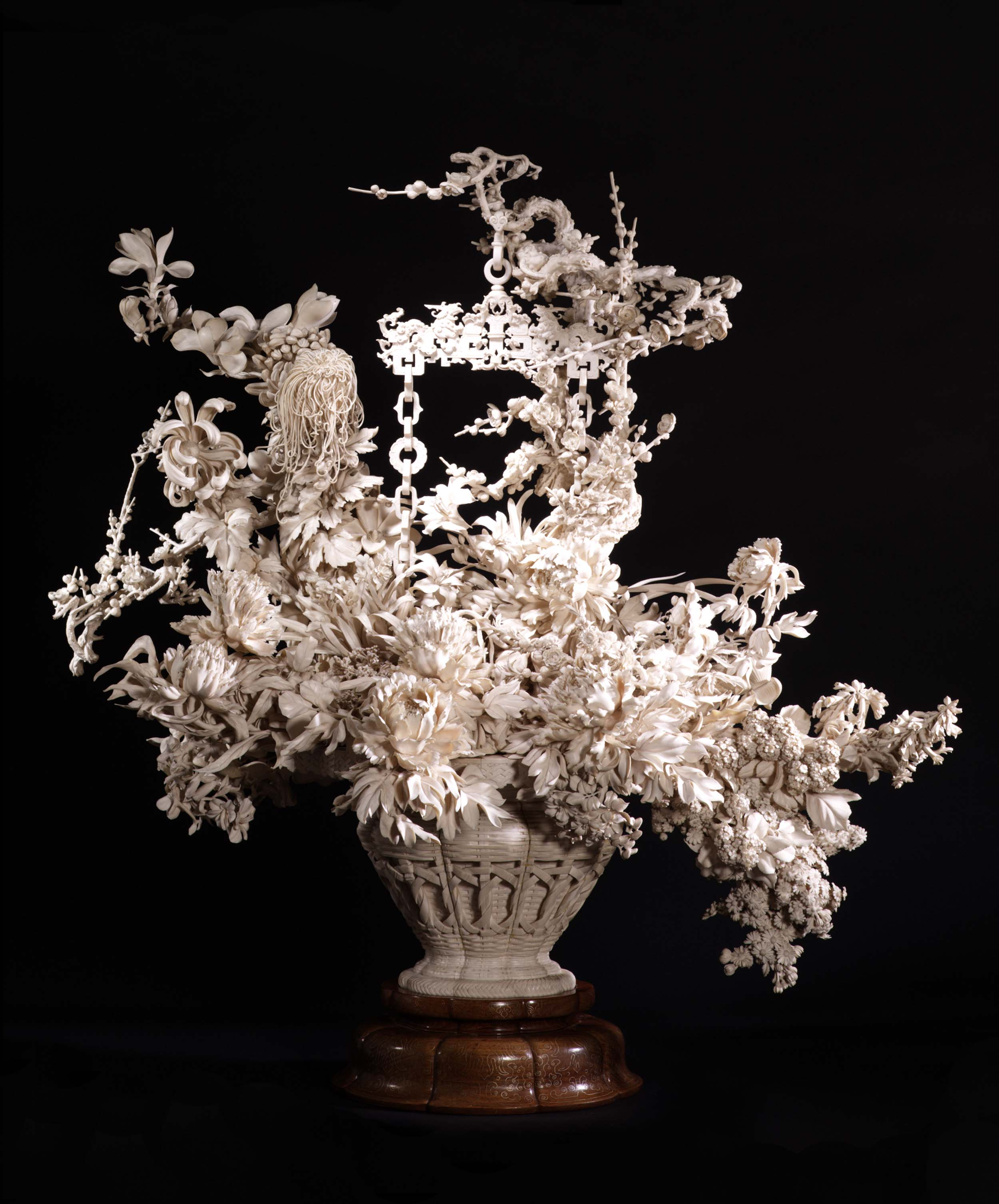
花籠 1900年頃 ハリリ日本美術コレクション(英語)

明治時代になると和服が洋装化され着物を着る人が減ったため、象牙や木で根付やキセルを作る職人は需要がなくなった。そこで、室内装飾用の象牙彫刻という新たな分野が拓かれ、輸出用に精巧な作品が制作されたり、皇室に買上げられたりした。特に石川光明や旭玉山の作品は海外のみならず国内でも高い評価を得た。
なお根付は江戸中期以降に発展し芸術性が高まり、明治以降の洋装化の浸透に伴い日本の国内需要低下に反して海外で評価が高かったため質の高い作品の多くは海外に流出することとなった。

#### 陶磁器

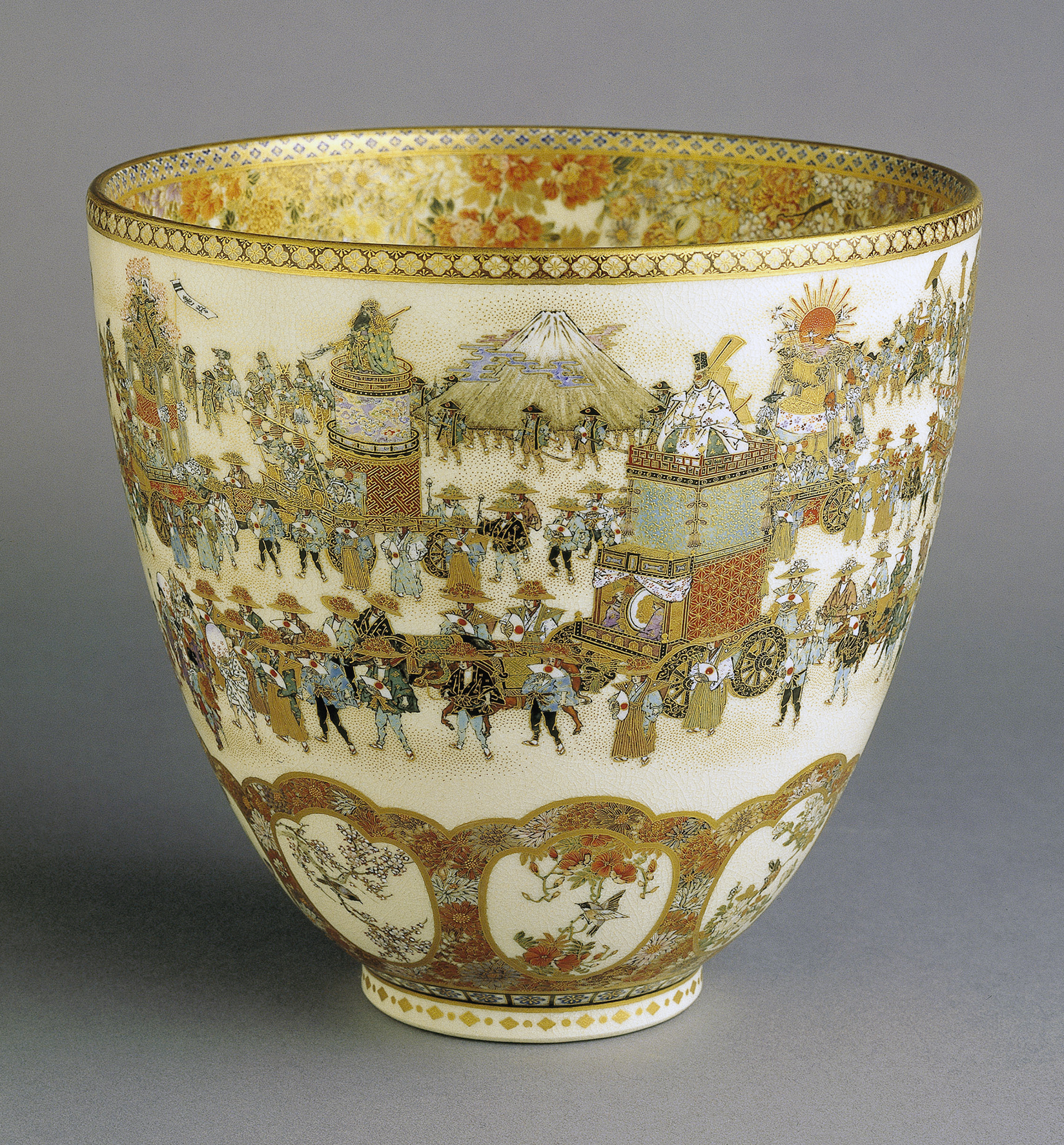
陶器椀 藪明山(英語)作 1910年頃

明治時代の技術革新により、陶磁器は国際的に最も成功した日本の装飾芸術の一つとなった。西洋で高く評価された陶器は薩摩焼で、「SATSUMA」の名で通っていた。薩摩焼はもともと薩摩地方の陶器に付けられた名前で、金箔と七宝で精巧に装飾されていた。西洋では明らかに日本的と見られていたこの焼き物は、実際には輸入顔料と西洋の影響を大きく受けており、小規模な薩摩の窯元ではさばききれず京都など諸地方で輸出を念頭に作られていた。京都、大阪、東京等多くの都市の工房は、欧米の需要を満たすために「日本風」陶器の生産を競い合い、多くの場合、短期納品と低コストを優先し、高品質に重点を置かず生産した。そのため「Satsuma ware (薩摩焼)」という用語は生産地ではなく、純粋に輸出用に作られた低品質の陶器を指す呼称となっていった。にもかかわらず、藪明山(英語)や宮川香山(真葛香山)などの芸術家は、最高の芸術的水準を維持しながら、輸出にも成功した。 1876年から1913年にかけて、香山は万国博覧会や内国勧業博覧会など51の博覧会で賞を受賞した。

#### 織物
1902年版のブリタニカ百科事典は、「日本の装飾の天才が織物ほど魅力的な成果を挙げた応用芸術の分野は他になく、近年これほど目覚ましい進歩を遂げた分野もない」と記している。京都では非常に大きくて色鮮やかな綴織が制作されていた。もともとグラデーション表現などに秀でた高い技術があった上に最新の染色技術が加わり、キアロスクーロや空気遠近法などのさまざまな西洋絵画技法を取り入れ、独自の芸術形式として発展を遂げた。

#### 漫画

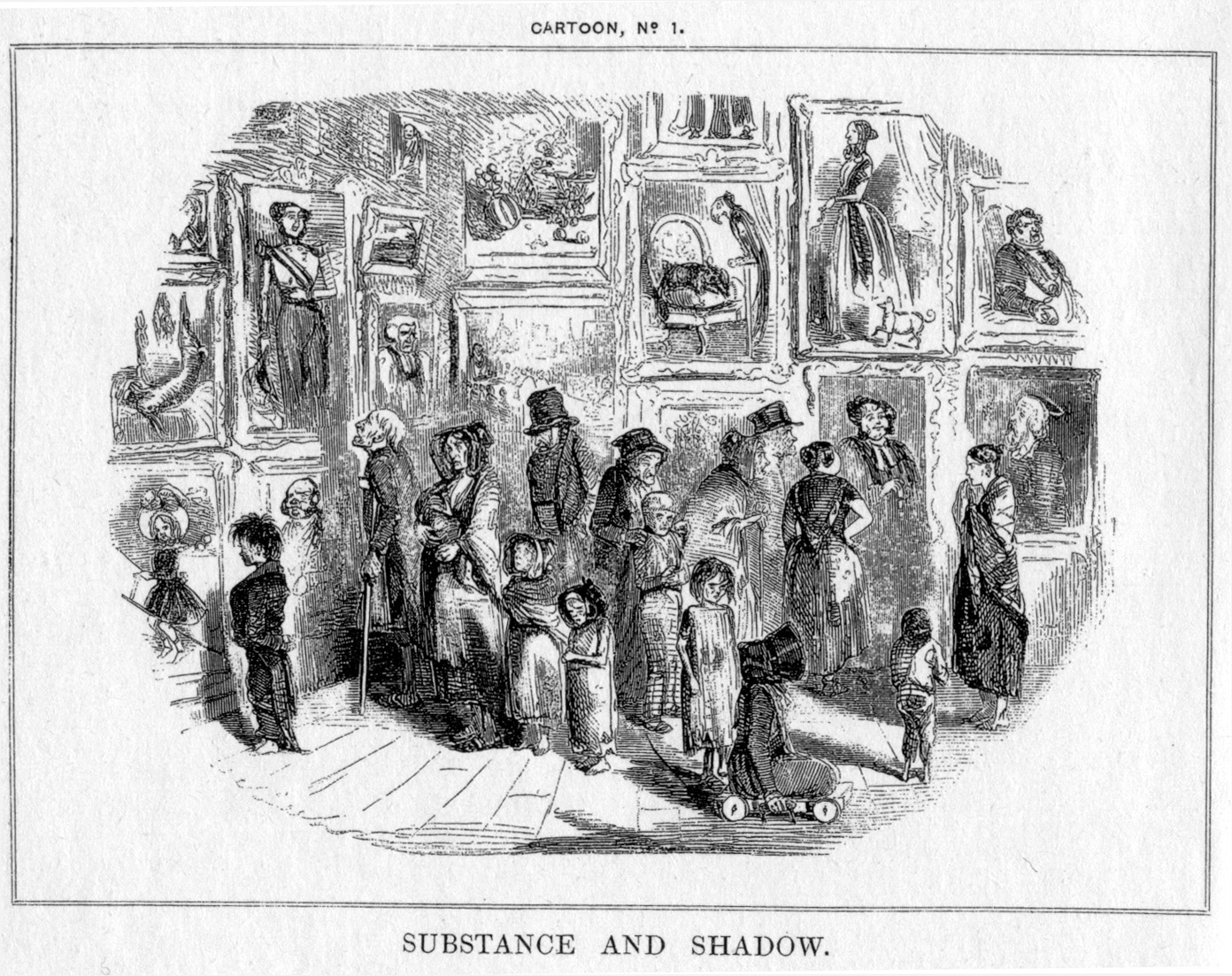
ジョン・リーチによる、新ウェストミンスター宮殿のフレスコ画下絵展示会を風刺するカートゥーン（1843年）

漫画は、明治時代にイギリスとフランスの風刺漫画の影響を強く受けた。
漫画という語はもともと「気の向くまま漫然と描いた絵」という意味だった。北斎漫画などがそれに当たる。それが現代的意味に転じたのは明治期である。
1843年に西欧では政治的皮肉から、元は下絵の意味であった「カートゥーン」が風刺戯画の意味で使われるようになった。明治時代にカートゥーンの訳語として「漫画」が当てられ、以後「漫画」が現代的な意味で使用されるようになった。

### 戦後の美術

#### 共産党の影響
1945年の第二次世界大戦での日本の敗戦直後、多くの日本の芸術家が日本共産党の影響下に入り、あるいは参加した。日本共産党は、戦前および戦時中の日本の警察による長年の弾圧の後、進駐軍によって合法化されたばかりだった。これは、戦後初期に共産党が日本で戦時軍国主義に抵抗した唯一のグループであるという考えを広めることに成功したことと関係がある。さらに、「共産主義革命の先駆者」という意味を日本語で「前衛」とした翻訳は、芸術分野の「アバンギャルド」の訳語としての「前衛」と同じ言葉である。
日本共産党はすぐに日本の主要な美術協会や展覧会を支配するようになり、そのため終戦直後の美術の主流は、すべての芸術は革命の大義を推進する目的に奉仕すべきであるという共産党の教義に沿って、貧困層の苦しみと労働者階級の高貴さを描いた社会主義リアリズムであった。 1952年、共産党は桂川寛や新しく結成された前衛美術会の他の会員などの芸術家に、日本で暴力的な革命を扇動しようとしていた「山村工作隊」を支援するために山岳地帯に出て社会主義リアリズムの芸術を制作するよう命じた。しかし前衛美術協会はシュルレアリスム絵画の発展型を模索する作品が中心となっていった。
もちろん全ての芸術家が共産党支配下にあったわけではない。この時代を代表する傑作として、鶴岡政男による「重い手」(1949年)が挙げられる。時代の閉塞感を見事に表現している。

#### 1950年代: 社会主義リアリズムからの脱却
1950年代を通じて、多くの日本の芸術家は共産党が強制した厳格で限定的な「芸術」の定義にますます幻滅していった。しかし、芸術協会や展覧会の審査員の上層部には共産党員や支持者が常に優位に立っていたため、芸術家たちは党のガイドラインに従わない限り、作品を展示することさえ極めて困難であると感じた。正式な公開展覧会を避ける芸術家もいた。他の芸術家は、1954年に設立されたコンセプチュアル・アーティストのグループである具体美術協会のように、海外で作品を発表するための認知、資金援助、機会を求めた。さらに他の芸術家は、読売新聞が主催した誰でも参加できる読売アンデパンダン展など、日本で数少ない審査なしの、美術組織から独立した展覧会を利用した。
読売アンデパンダン展と共鳴する形で、菊畑茂久馬らの九州派が先鋭的な活動をみせた。またこの時代を最も代表する美術作家の一人は具体美術協会に所属した白髪一雄である。
共産党と美術の関係で決定的な一撃となったのは、 1960年に日米安全保障条約に反対する大規模な抗議運動（安保闘争）だった。これは、いわゆる「前衛」共産党が極めて消極的な役割を果たしたためである。抗議運動が条約を阻止できなかったとき、非難の応酬が続き、共産党と社会主義リアリズム芸術に対するさらなる幻滅が起こり、さらに多くの芸術家が党の影響から離脱することになった。

##### 50年代～60年代の漫画
それまで紙芝居同様赤本が安価な漫画本として子供向けに親しまれていた。1947年、手塚治虫による新宝島によって長編の物語性に富んだ赤本が出現する。1950年代に入り、少年漫画雑誌が誕生し商業的に大きく発展していった。それに応え呼応するように、東京都豊島区にあるトキワ荘に有力漫画家が集結し、切磋琢磨した。漫画はシンプルな絵柄でより表情に富み、躍動的でストーリー性の高いものへと大きく変化していった。トキワ荘は手塚治虫、藤子不二雄、石ノ森章太郎、赤塚不二夫、つのだじろうなど戦後日本を代表する漫画家を多数輩出した。一方赤本は後退し貸本漫画へ需要は移っていった。貸本漫画の中から少年より上の青年、大人を対象とした、リアルな画風とハリウッド映画やハードボイルド小説を意識した物語性を持つ劇画が誕生した。辰巳ヨシヒロが中心となり劇画制作集団「劇画工房」を結成し、劇画を牽引した。

#### 1960年代: 新しいジャンルの爆発的増加

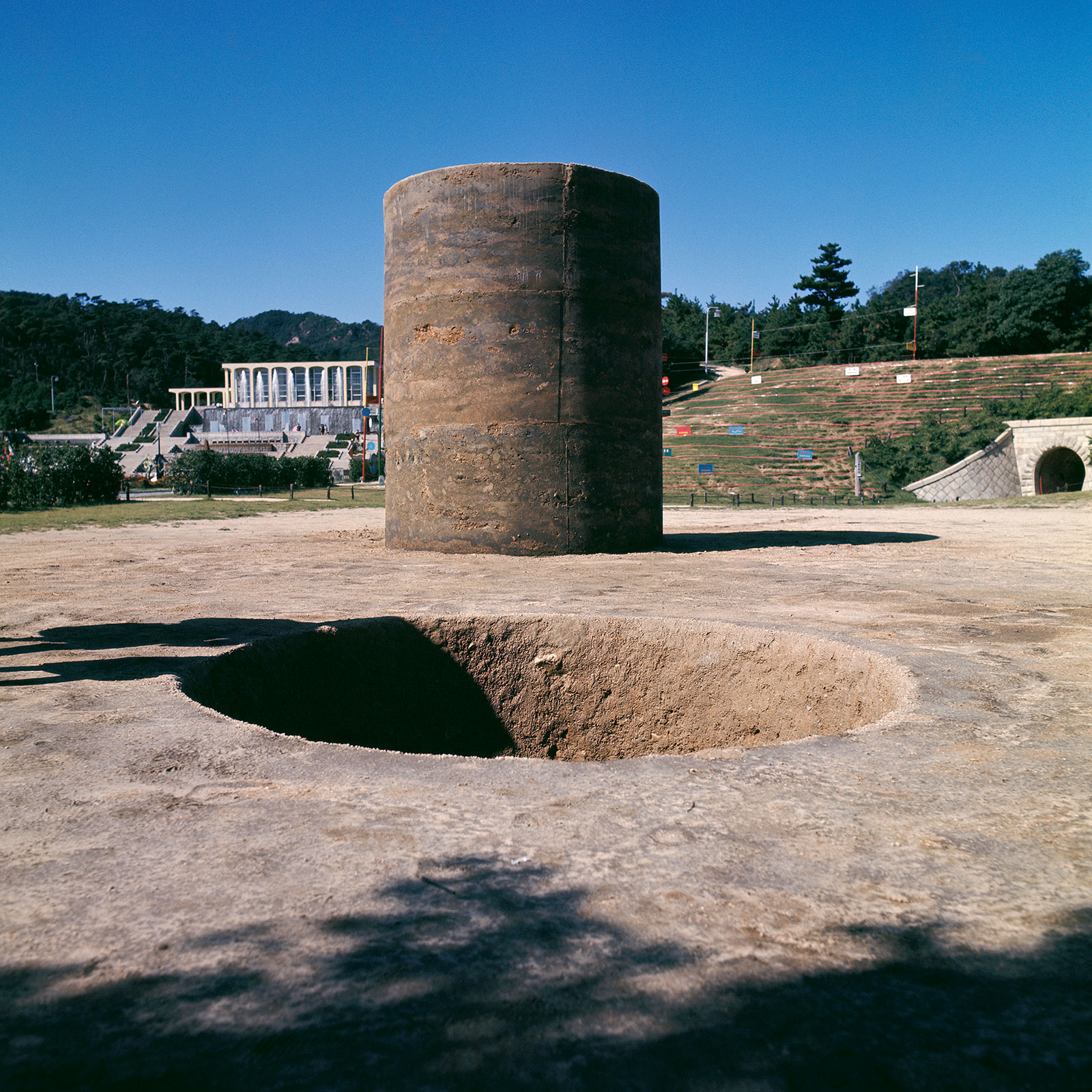
《位相-大地》1968年 関根伸夫

社会主義リアリズムの支配が薄れていく中で、1960年代には日本において新たな芸術形態が爆発的に増加し、芸術は「ポストモダン」と呼ぶのがふさわしい新たな方向に拡大していった。ネオ・ダダイズム・オルガナイザーズ、0次元、ハイレッドセンターなどの芸術家集団は、「非芸術」や「反芸術」といった概念を探求し、芸術と日常生活の境界を侵食することを目的とした大胆な「イベント」や「ハプニング」、その他パフォーマンスアートなどの表現形態で数多くの発表があった。もの派も同様に、芸術、空間、風景、環境を分ける境界を押し広げた。その他芸術家、例えばグラフィックデザイナーの横尾忠則などは、1960年代のカウンターカルチャーや、爆発的に増加した成人向け漫画雑誌などから新鮮な着想を得た。舞台芸術では、土方巽が舞踏と呼ばれるポストモダンダンスの新しい形式を開拓し、唐十郎や佐藤信などの劇作家は「アングラ演劇」と呼ばれる過激な舞台を生み出した。そして写真では、森山大道などの写真家が、慎重に演出された構図よりも自然発生した現象を重視し、「アレ、ブレ、ボケ」（「粗い、ぼやけた、焦点が合っていない」）といった写真の欠点とされてきた特徴に着目した、非常に影響力のある新しい戦後の写真の潮流を開拓した。

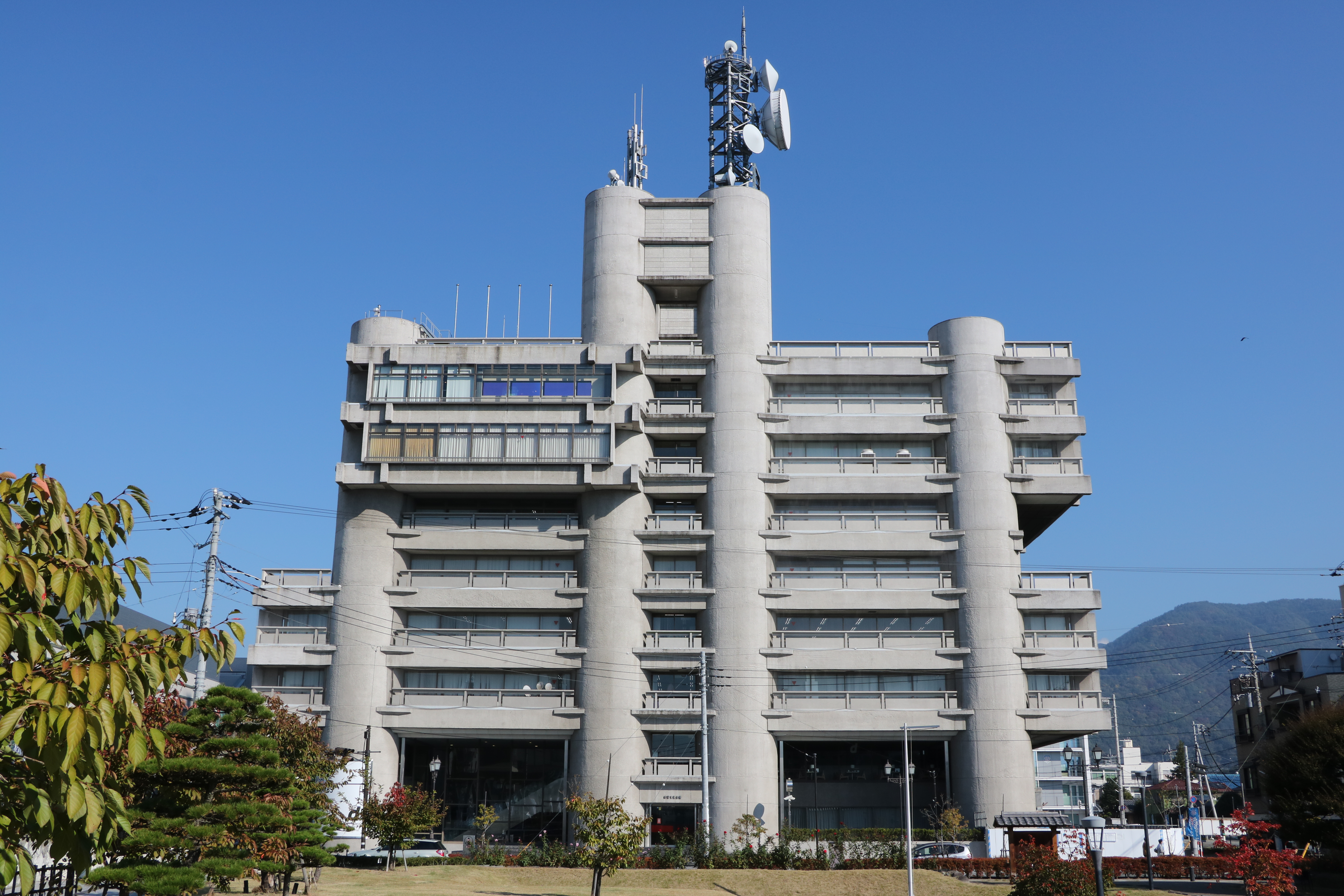
山梨文化会館 1966年 丹下健三

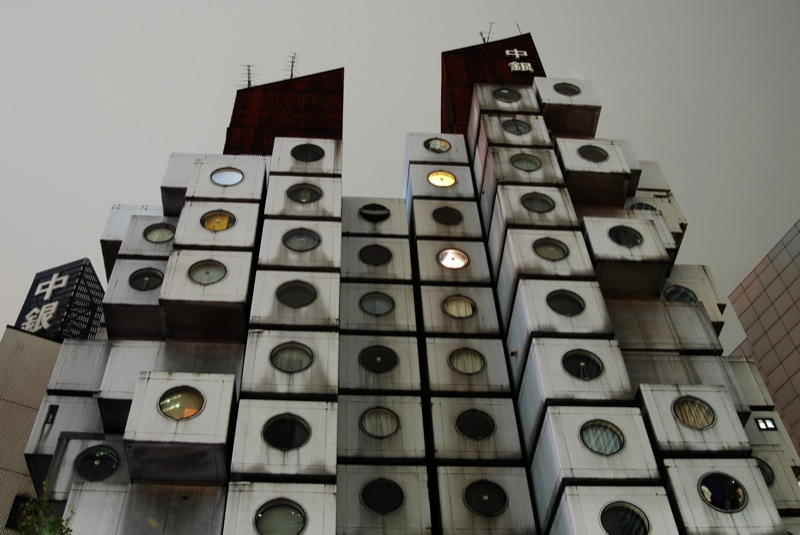
中銀カプセルタワービル 1972年 黒川紀章

新しいタイプのアートの急増は、1960年代の日本経済の驚異的な成長によって支えられ、これは「日本の奇跡(Japanese economic miracle)」として知られている。1960年代を通じて、日本経済は年間10％以上成長し、富の増加により、芸術分野市場が活性化し、さまざまな方向性のアートやアーティストを支援する余裕のある新しい消費者層が生まれた。それにより日本の近代史で初めて、かなりの数のアーティストが純粋にアートの販売によって生計を立てることが可能になった。1960年代の日本の建設ブームは、古い木と紙の伝統的な日本建築を壊し、ガラスと鋼鉄のきらめく巨大都市に置き換わったが、この時、従来の設計思想から大胆に脱却し、世界中で影響力を発揮した丹下健三、黒川紀章らによるメタボリズム運動などまったく新しい日本建築の潮流を形成した。
しかし同時に、芸術界は特定の（通常は男性の）芸術家の作品を他の芸術家よりも推進する派閥によって支配され続けていた。1960年代に日本人が海外に渡航することがはるかに容易になったため、草間彌生やオノ・ヨーコなどの女性芸術家は海外でより高い評価を受け、多くの男性芸術家と同様にロンドン、パリ、ニューヨークなどの芸術の中心地へと移っていった。
日本の新たな芸術形態の開花は1970年の大阪万博で確固たるものとなり、この万博では数十人の前衛芸術家やコンセプチュアルアーティストがパビリオンや来場者のための芸術体験の設計を依頼された。日本の前衛芸術は世界に広まり、保守的な政府でさえ世界に向けて誇らしく展示した。

#### 1970年代と1980年代: バブル景気

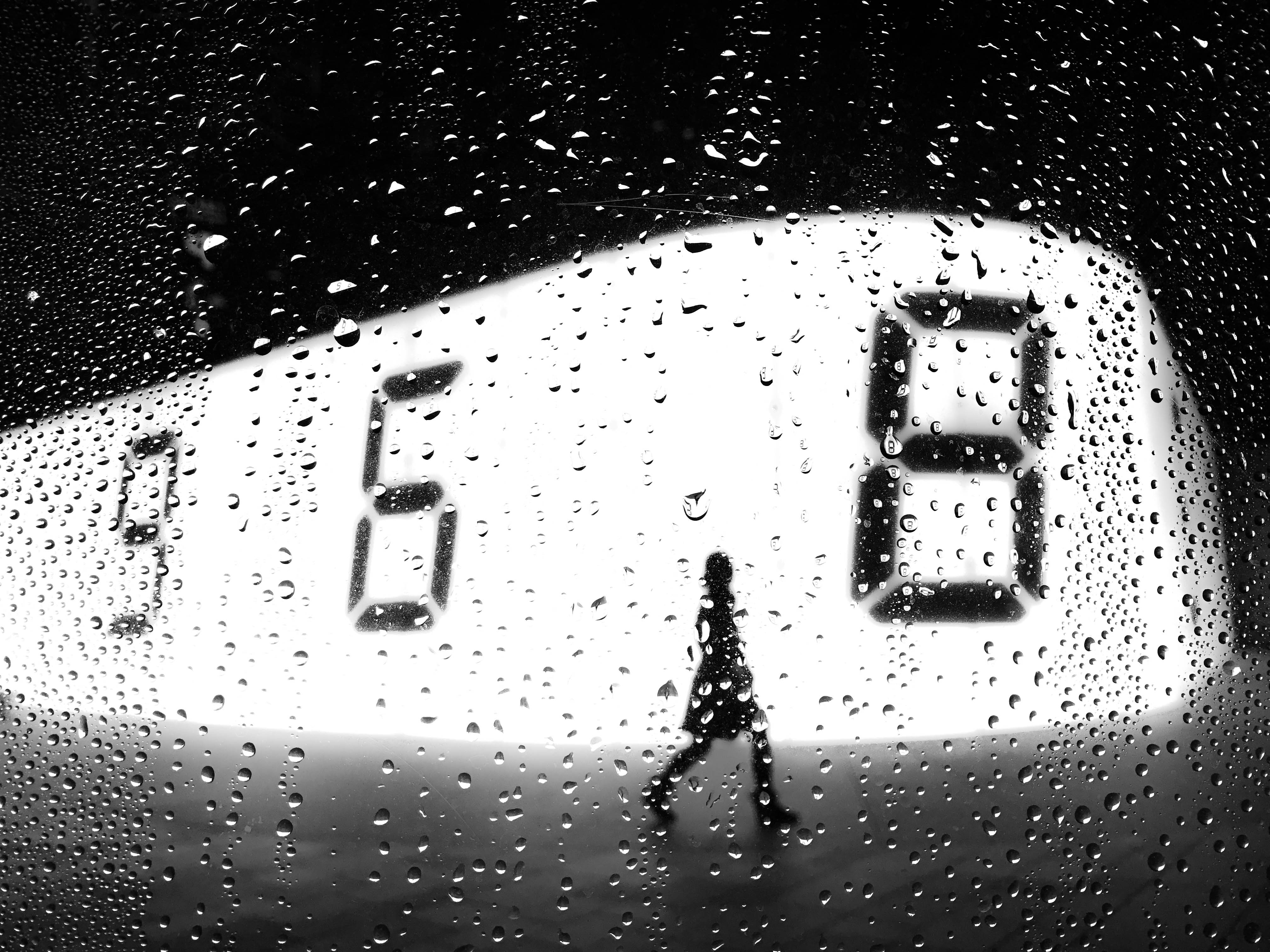
Counter Void 宮島達男 2003年

1970年代と1980年代には、日本の芸術は1950年代と1960年代に始まった多くの方向性を継承したが、日本経済が急速に拡大し続け、最終的には歴史上最大のバブル景気に成長したため、多くの場合、はるかに大きな予算とより高価な材料が使用された。 1985年のプラザ合意をきっかけに日本の通貨が信じられないほど強くなり、日本の個人や団体が国際アート市場の主要プレーヤーになった。非常に裕福な日本の大企業は、独自の私設美術館を設立し、近現代アートのコレクションを取得し始め、日本のアーティストもこれらの支出から大きな利益を得た。
芸術作品は伝統的な絵画や彫刻から離れ、グラフィックデザイン、ポップアート、ウェアラブルアート、パフォーマンスアート、コンセプチュアルアート、インスタレーションへと傾向を強め、さまざまなタイプの「ハイブリッドな」アートがますます流行した。技術が進歩するにつれ、アーティストはますますエレクトロニクス、ビデオ、コンピューター、合成音楽やサウンド、ビデオゲームをアートに取り入れるようになりメディアアートも一層の広がりをみせた。多くの若いアーティストが浸って育ったマンガやアニメの美学は、内在的であれ外在的であれ、ますます大きな影響力を発揮した。とりわけ、アーティストは「ハイアート」、「ファインアート」を連想させるものを避け、個人的なもの、折衷的なもの、幻想的なもの、遊び心のあるものを好んだ。例えば吉澤美香などの女性アーティストが日本だけでなく広く受け入れられ、支持された。
日本の大衆美術は、多くの異なるコンセプトを表現した。それは、すでに述べたように広告、漫画、アニメ、ビデオゲーム、建築から、彫刻、絵画、ドローイングなど、あらゆる形態に及ぶ。日本のアーティストは特に、建築、ビデオゲーム、グラフィックデザイン、ファッション、そしておそらく何よりもアニメーションの分野で、世界の現代美術に顕著な貢献をしてきた。アニメは当初、主に漫画を原作として派生していたが、現在では多様なアニメが溢れており、多くのアーティストやスタジオがアーティストとして大きな知名度と評価を得ている。例えば宮崎駿とスタジオジブリは、日本アニメ界最高のヒットメーカーとなった。

#### 1990年代以降: オタク文化と現代アート

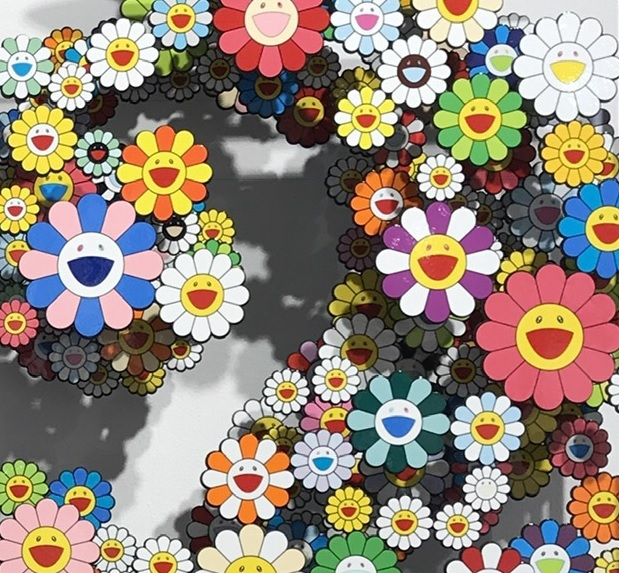
村上隆

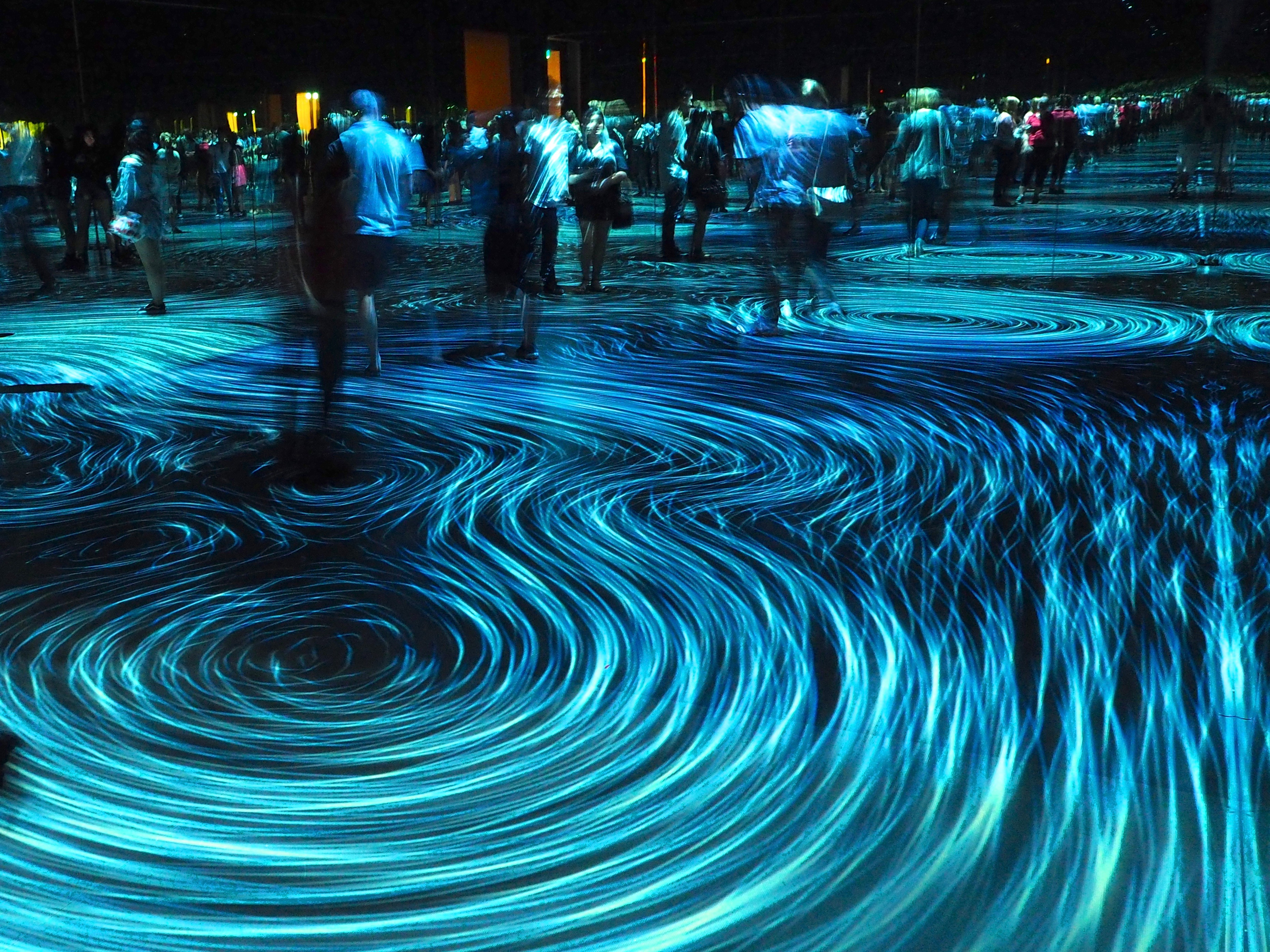
チームラボ オーストラリア(メルボルン) ビクトリア国立美術館 NGVトリエンナーレ デジタルインスタレーション 2017

アニメ、漫画をはじめとするオタク文化は、アート業界にも影響を及ぼした。村上隆は、海外で最もよく知られている日本の現代アーティストの 1 人である。村上と彼のスタジオの他のアーティストは、アニメにインスピレーションを受けた、彼が「スーパーフラット」と呼ぶスタイルの作品を制作している。彼の作品は、絵画から彫刻までさまざまな形をしており、中にはとても巨大なものもある。しかし、ほとんどの作品に、明るい色と細部が簡素化された表現で、アニメの影響が非常にはっきりと表れている。
村上隆や草間彌生のほか、奈良美智、杉本博司、塩田千春、森山大道、森万里子、タカノ綾、束芋は、日本の現代美術の分野で重要なアーティストとされている。
アーティストコレクティヴ(芸術家集団)としてChim↑Pom、目、現代美術家の会田誠がメンバーとして参加する昭和40年会がある。メディアアートの分野では岩井俊雄、八谷和彦、ライゾマティックス、チームラボ、エキソニモ、落合陽一が突出している。
同時に伝統工芸や陶磁器の伝統、書道や水墨画など、前近代から受け継がれた日本の伝統的な芸術技法や材料を継承している芸術家も多い。これらの作品の中には、伝統的な主題を伝統的なスタイルで描いたものもあれば、伝統的な媒体や材料を使用しながら、現代的な主題や概念、表現を探求したり、伝統的な芸術形式と現代的な芸術形式を融合させるものもある。また、日本の媒体やスタイルを避け、西洋の油絵の具やその他のさまざまな様式を採用する人もいる。

## 舞台芸術

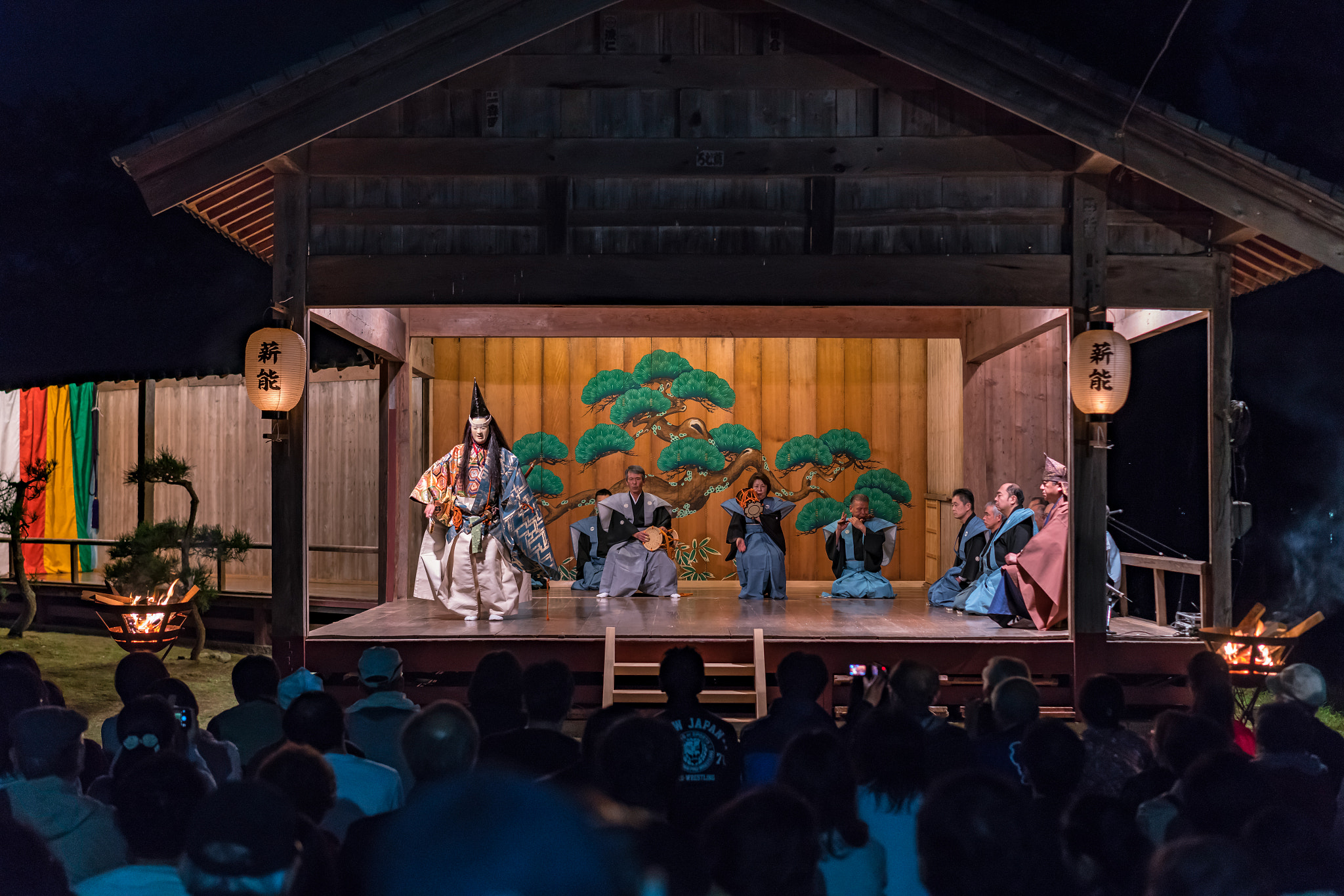
能は14世紀に始まった様式化された舞踊劇である。演者はさまざまな仮面を着けて、神、怨霊、歴史上および伝説上の人物の役を演じる。

日本の伝統的な音楽、舞踊、演劇の多くは現代も継承され残っており、日本の文化的価値が高いものとして再認識され、今なお一定の人気がある。仏教、神道、民俗など古代の宗教的使用に起源を持つ伝統的な音楽と舞踊は、能、歌舞伎、文楽などの演劇の中に残っている。大陸文化が流入発展した古代の宮廷音楽と舞踊は、皇室の楽士や寺社の一座を通じて文化保存されてきた。世界最古の楽器のいくつかは、縄文時代から日本で継続的に使用されており、 2弦から4弦の石と土の横笛と琴が発見されていることからもそれがわかる。これに弥生時代の金属製の鐘と銅鑼が加えられ、初期の音楽アンサンブルが作られた。飛鳥時代（6世紀から7世紀）までに、様々な大小の太鼓、銅鑼、鐘、横笛、弦楽器が存在し、輸入された琵琶や、13弦の琴へと進化した平たい6弦の琴などがあった。これらの楽器は、7世紀の大陸由来の儀式用の宮廷音楽（雅楽）の器楽編成をなしていた。雅楽は、舞楽（一種の宮廷舞踊）の伴奏として、宮廷や伝統ある寺院、神社で今も演奏されている最も古い形式の音楽である。仏教は、今も残る詩吟の基礎となるリズミカルな詠唱をもたらし、それが在来の文化と結びついて、能などにおける発声、詠唱の発展の基礎となった。

## 美意識

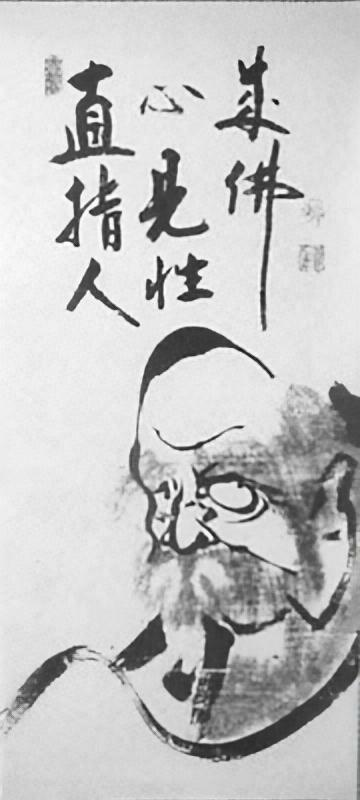
達磨図 白隠慧鶴 直指人心 見性成佛「禪の要旨は、他の敎の如く面倒な講釋や修行を要せず、直ちに人心を指示し、佛性を徹見して成佛せしむるにあるをいふ。達磨大師の語なり」(禅語字彙)

日本美術は独特の両極性を特徴としている。例えば、先史時代の陶器は、縄文土器の華やかさの後に弥生式土器の規律正しく洗練された芸術性が続いた。あるいは、16世紀の2つの正反対の建造物を例に取ると、桂離宮は、自然素材、粗野で手入れされていない素材、偶然の美への親和性を重視したシンプルさを追求したものであり、反して日光東照宮は、目に見えるすべての表面を覆う鮮やかな色のレリーフ彫刻で満たされた厳密な対称性の建造物である。日本美術は、そのシンプルさだけでなく、色彩豊かさでも評価されており、19世紀の西洋絵画や20世紀の西洋建築に大きな影響を与えた。
多様な文化的伝統に由来する日本の美意識は、独特の芸術形態の創出をもたらすこととなった。何世紀にも渡り幅広い芸術的主題を創造し、洗練し、象徴的な意味を持つ表現にも至った。真珠のように、それらは多くの意味の層と高い光沢を得た。日本の美意識は、西洋の伝統から生まれたものとは明らかに異なる芸術作品を理解するための鍵となる。
東アジアの芸術的伝統において、中国は公認の師であり、日本は熱心な弟子である。しかし、日本の芸術の中には、中国のさまざまな芸術とは異なる独自の様式として発展したものもある。中国の芸術形態の堂々たる、対称的にバランスが取れた合理的なアプローチは、日本人の手によって小型化され、不規則で、微妙に示唆的なものとなった。選りすぐりの少数の植物で庭園を表現する小規模な石庭、盆栽、華道（Ikebana）は、千年にわたって洗練された貴族のお気に入りの趣味であり、現代の文化生活の一部であり続けている。
少なくとも10世紀か11世紀までには、こうした美意識を内包する文化があった。平安貴族時代の宮廷風の洗練は、渋み(shibui)と呼ばれる控えめな芸術における上品さの真髄とされる上品な簡素さへと発展した。禅仏教の瞑想の実践に由来する2つの用語、侘び、寂びは、静けさの度合いを表している。1つは、つつましい憂鬱 (侘び)の中に見出される安らぎ、もう1つは、控えめな美の享受に伴う静けさ(寂び)である。こうした概念は始めから自覚されたわけではなく、後代になって再発見、定義されていくことになる。江戸時代以降、芸術は主に世俗的なものとなっていくが、こうした伝統的な美意識や訓練方法は、今でも芸術作品の根底に残っている。

### 伝統的美意識
日本の伝統的美意識は、古代に由来する日本文化の美の形態、概念である。芸術作品や精神世界から抽出され美学として明文化されたものでも少なくとも200年以上前に遡る。
仏教美術の融合以降、もののあはれ、無常、侘び寂び、渋みなどの日本の伝統的美意識により現代に続く日本の美意識の一部は構成されている。

#### もののあはれ
もののあはれとは、自然・人生に触れて起こるしみじみした内省的で繊細な情趣のことで、江戸時代の国学者本居宣長によって概念化された。本居宣長はもののあはれを源氏物語の中に見出し、源氏物語の本質はもののあはれにあると論じた。自然や人生に触れ情趣を歌う和歌を歌った歌人としては西行が名高い。伝統的に、もののあはれを主題として、月を愛でる情景、花鳥風月、秋草の情景などが描かれた絵画や美術・工芸作品が作られてきた。こうした美意識は伝統の枠にとどまらず、更新され、現代へと続いている。
もののあはれは無常観と密接な関係がある。

#### 無常観

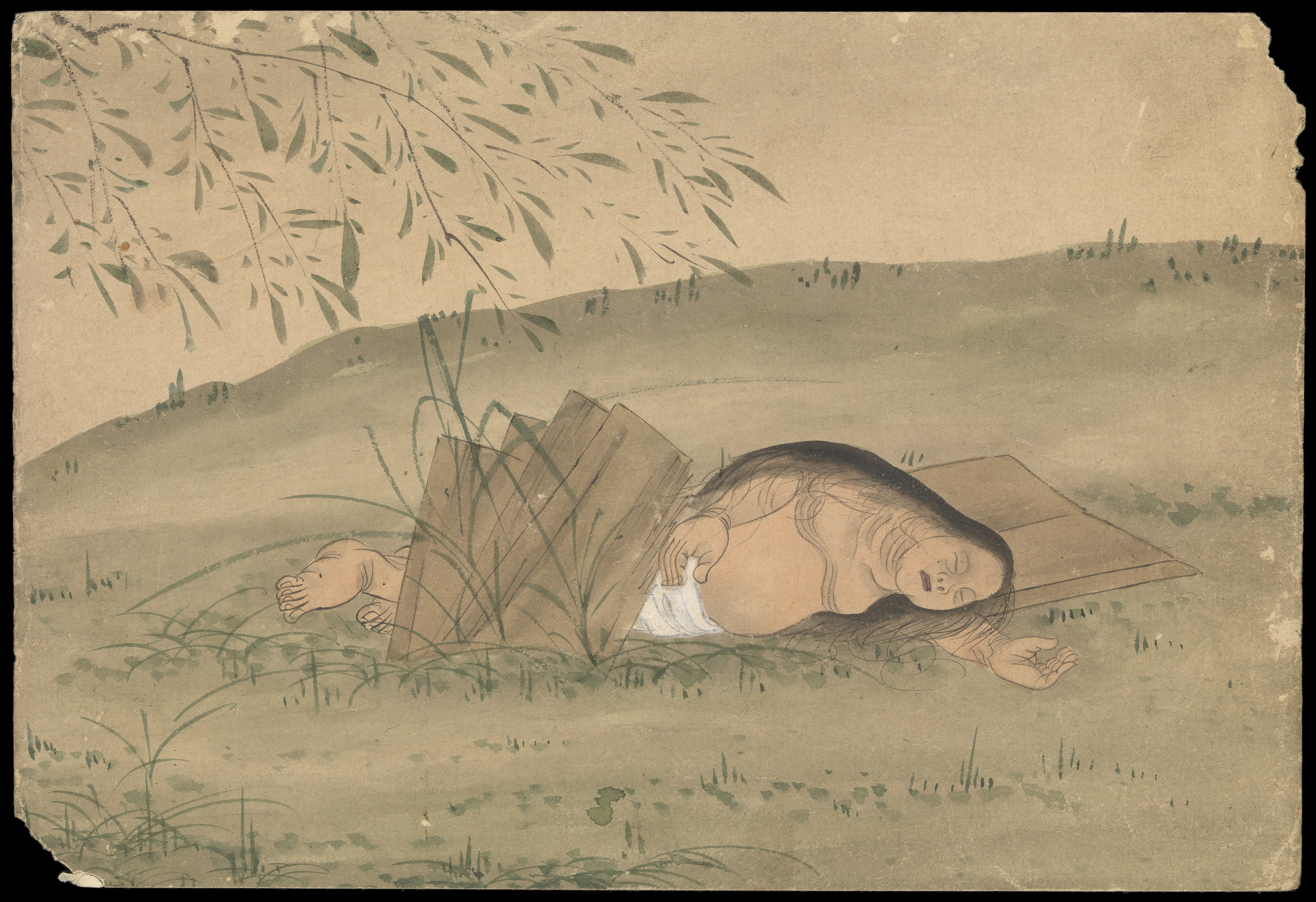
九相図　英一蝶(江戸時代) 美女も死後は変わり果てやがて無に帰すまでを描いた

「無常」とは、物事が流転し永遠ではないということであり、「無常観」とは、流れゆく物事に触れながら、人や万物の生について思う人生観的思想である。元は仏教思想に由来し、滅びゆくものへの美を感じ、儚さに人生を重ねる美意識は深く日本に根付いていった。無常観は平家物語及び方丈記に端的に綴られている。これらの文学は中学、高校の教科書に採用されることも多く

、日本人の基礎教養の一つとなっており、現代にも息づいている。
絵画としては鎌倉時代以降描かれている九相図が最も無常観を表している。
無常観を表象するものとして桜が挙げられる。葉が芽吹く前の枝に一斉に咲き、短い期間で一斉に散る特徴は無常観を感じさせるもので
、日本の国花にもなっている。無常観と桜を結びつけた文学作品は数多く残っている
。

#### 間、余白

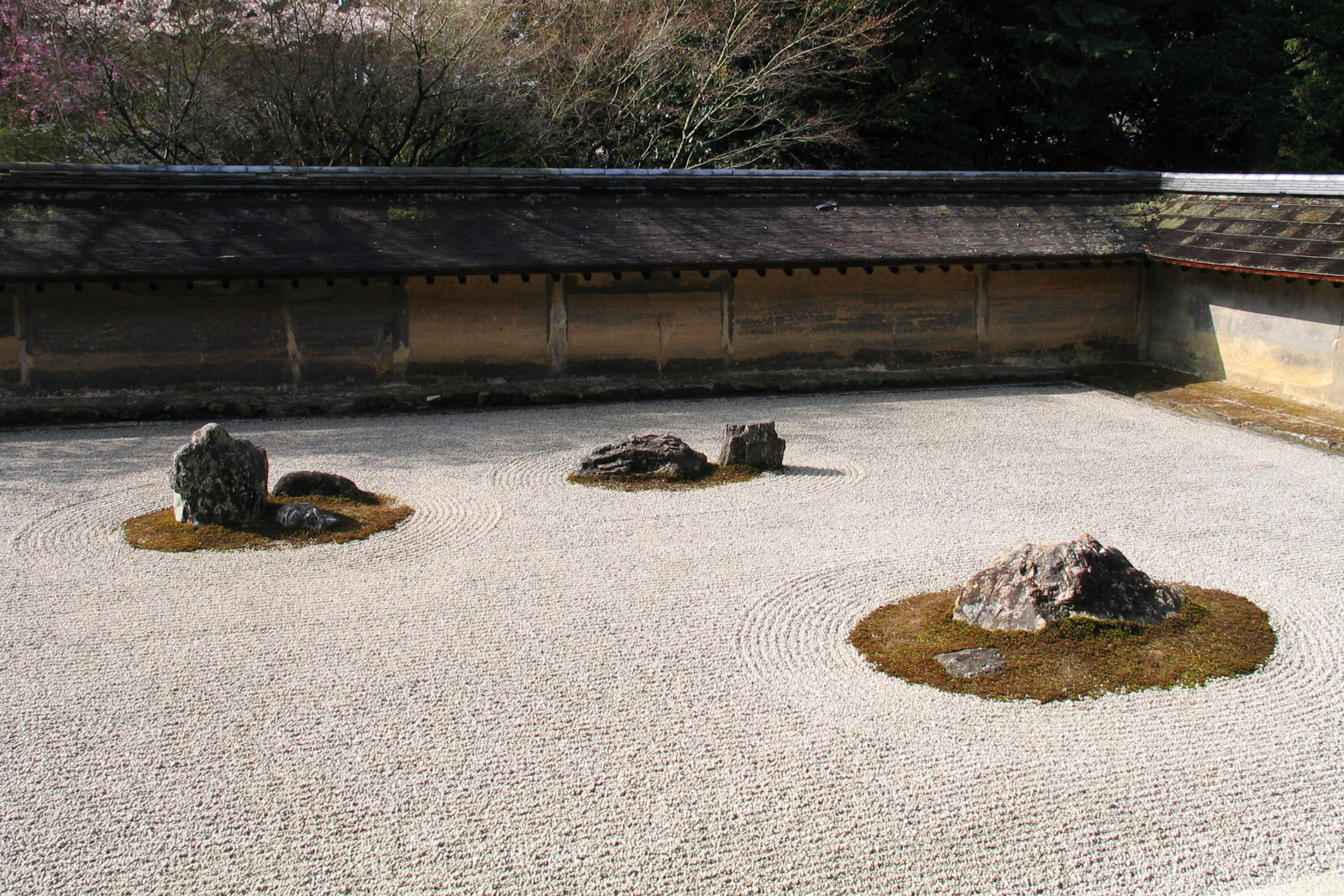
龍安寺の石庭

間とは物と物のあいだ、隙間のことで、美術においては「余白」と言われることが多い。空間概念だけでなく、中断された時間、沈黙、静寂、余韻といった時間概念も含まれる。均整のとれた彫刻や音楽に美を見出すように調和した空白や無音、あるいは沈黙や余韻に美を見出す美意識は、仏教の「空」「無」といった概念に根ざしている。

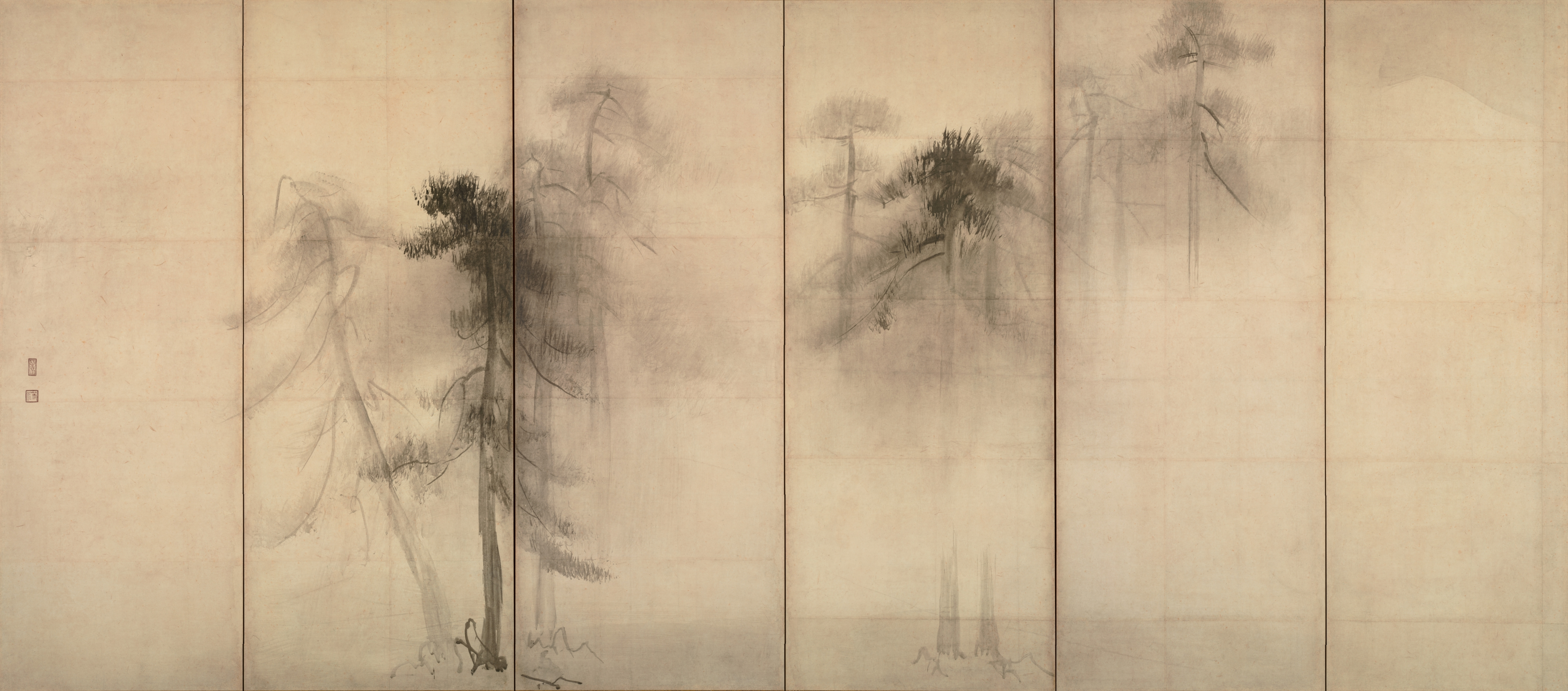
《松林図屏風》左_制作年不詳_東京国立博物館

水墨画は鎌倉時代に中国より伝えられた。空白を用いた絵画は中国の水墨画にみられ、日本の独自の様式ではない。墨による表現は、油彩やテンペラのように基底材にマテリアルを置き重ねるものでなく基底材（紙）と墨が同一レイヤーに共存するため、余白と描画部分の境界があいまいであり、また描かれたものと余白が絵画の構成要素として対等の関係となっていった。間や余白を最も効果的に表現した代表的作品として長谷川等伯の松林図屏風がある。
能や雅楽においても間は重要な意味を持つ。西洋音楽において休符はリズム調整のための短いものになりがちなのに反して、雅楽では「間」が演奏と同等の音楽の構成要素となり、沈黙の瞬間の美や内省的な深みをもたらしている。
間、余白といった美意識は美術、音楽だけでなく華道、書道、俳句などの文学においても意識され、重要な役割を果たしている。

#### 侘び・寂び

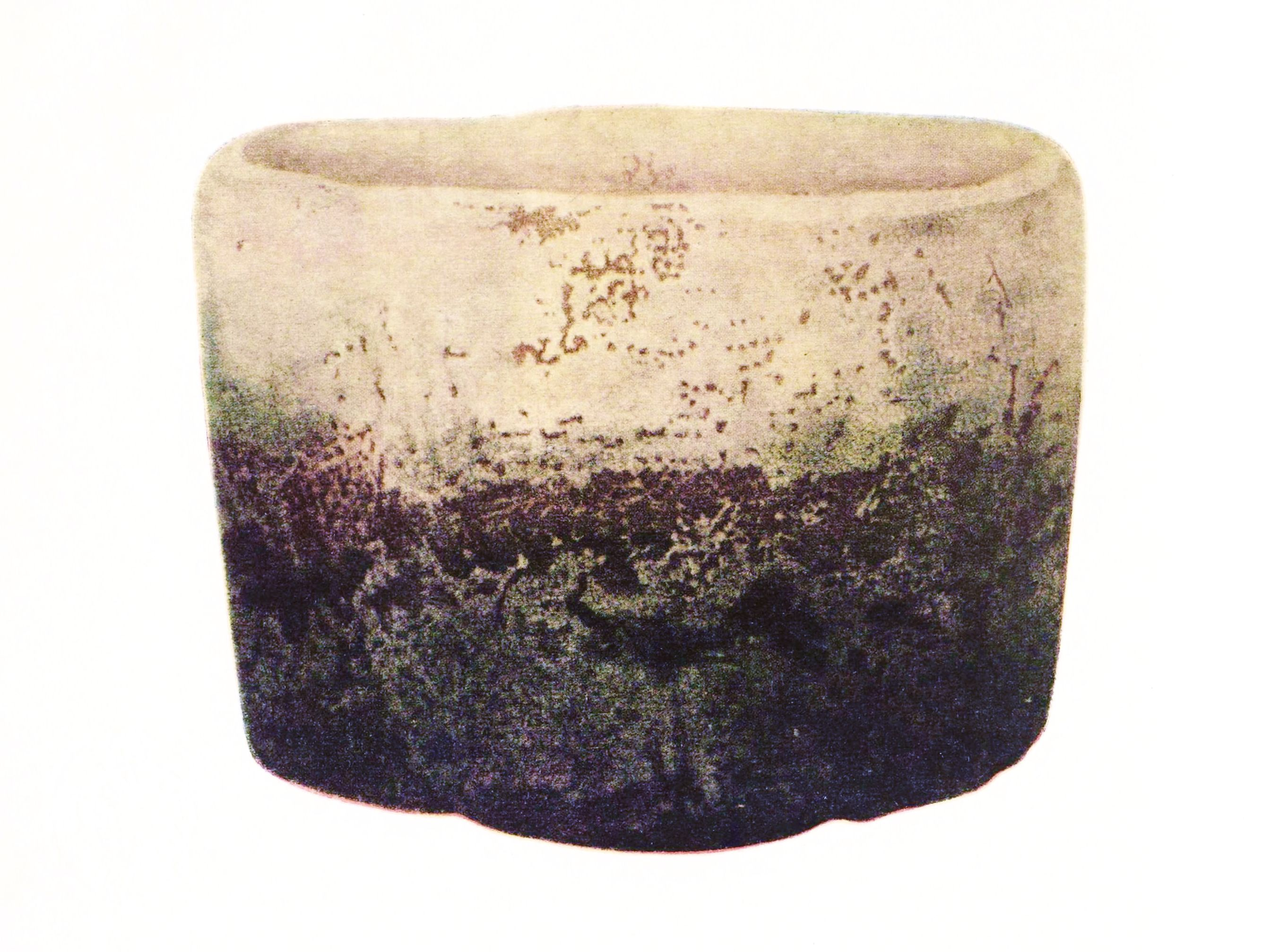
本阿弥光悦作『不二山』白楽焼茶碗 江戸時代（国宝）

侘びとは、質素で素朴なものを尊び、ともすればみすぼらしさになりかねないものの中に美を見出すことであり、寂びとは静寂や、経年により寂び、枯れたさまの中に美を見出すことである。元はこの二語であるが、どちらも禅の精神に根ざしており、侘び・寂びと合わせて根幹的な概念として扱われる場合がある。2つの用語が曖昧になった事例は1588年頃からあり、それまで武野紹鴎の茶道では侘び、寂びをそれぞれ別の茶室として表現していた(侘敷、寂敷)ものであったが千利休の茶道ではその区別は曖昧なものとなっている。
侘び・寂びといった美意識は、不完全なものを讃えあらゆるものの中に美しさを見出すことであり、慎み深く、派手さ、平凡な華やかさを嫌い日常に潜む美を見出すことが侘び、寂びの美学とされている。
哲学者の久松真一は以下７つの要素を禅芸術を構成する要素として挙げ、これが即ち侘び・寂びを理解する上で重要な要素として参照されている。
不均斉：非対称性、不規則性、いびつさや崩し。円満や完全でないもの
簡素：くどくどしさの否定、単色による水墨画のようなもの
枯高：枯れた、経年により生じる気高さ
自然：計算された上でわざとらしさがない、無理がないこと。ありのままという意味ではない
幽玄：奥ゆかしさ、全てを表さず内包することで余韻を感じさせるもの。また、暗さ。恐ろしい暗さではなく気持ちが落ち着く暗さ
脱俗：型にとらわれず、自由であること。洒脱
静寂：静けさ、沈黙。心を落ち着かせるもの
茶道の影響： 侘び・寂びを最もよく表しているのは茶道であり、茶道は鎌倉時代に伝わった禅宗の儀式に発している。また、中国北方地域では儒教の影響が強いのに対し、茶の原産地である中国南方地域は道教が深く浸透しており、茶道は道教の影響を強く受けている。禅及び道教に深く影響を受けた茶道は、その後芸術全般に影響を与えていく。茶室から発した数寄屋造りはその後の日本の建築に大きく影響した。また陶器の技術の進歩発展に寄与し、それにとどまらず陶芸は侘び・寂びの美意識を含むものが一般的なものとなっていった。茶人である本阿弥光悦に端を発する琳派も大きく影響を受けている。芸術のみならず、配膳法、服飾品など日常生活の中にも広く浸透していった。浸透が広がり日常の端々まで定着していったため、侘び・寂びの美意識は言語化が難しいものとなった。

#### みやび
「みやび」とは平安貴族が理想とした美意識である。元は都会風、宮廷風という意味であり、高貴で気品のある貴族的な美・都会的に洗練された風雅な振る舞いを指している

。現代では 洗練されていて上品なこと、風流なこととされる

。
「みやび」の美意識は万葉集にまで遡ることができ、これが最も表現されている芸術作品は伊勢物語である

。「みやび」文化は平安王朝の貴族社会や宮廷文化として広がっていったが武家社会となりやがて乱世となって文化は滅びていく。乱世が終わり再び平和が訪れ、江戸時代になり改めて見直され復活する。その時に大きな役割を果たしたのが琳派である

。

### 現代の美意識

#### かわいい

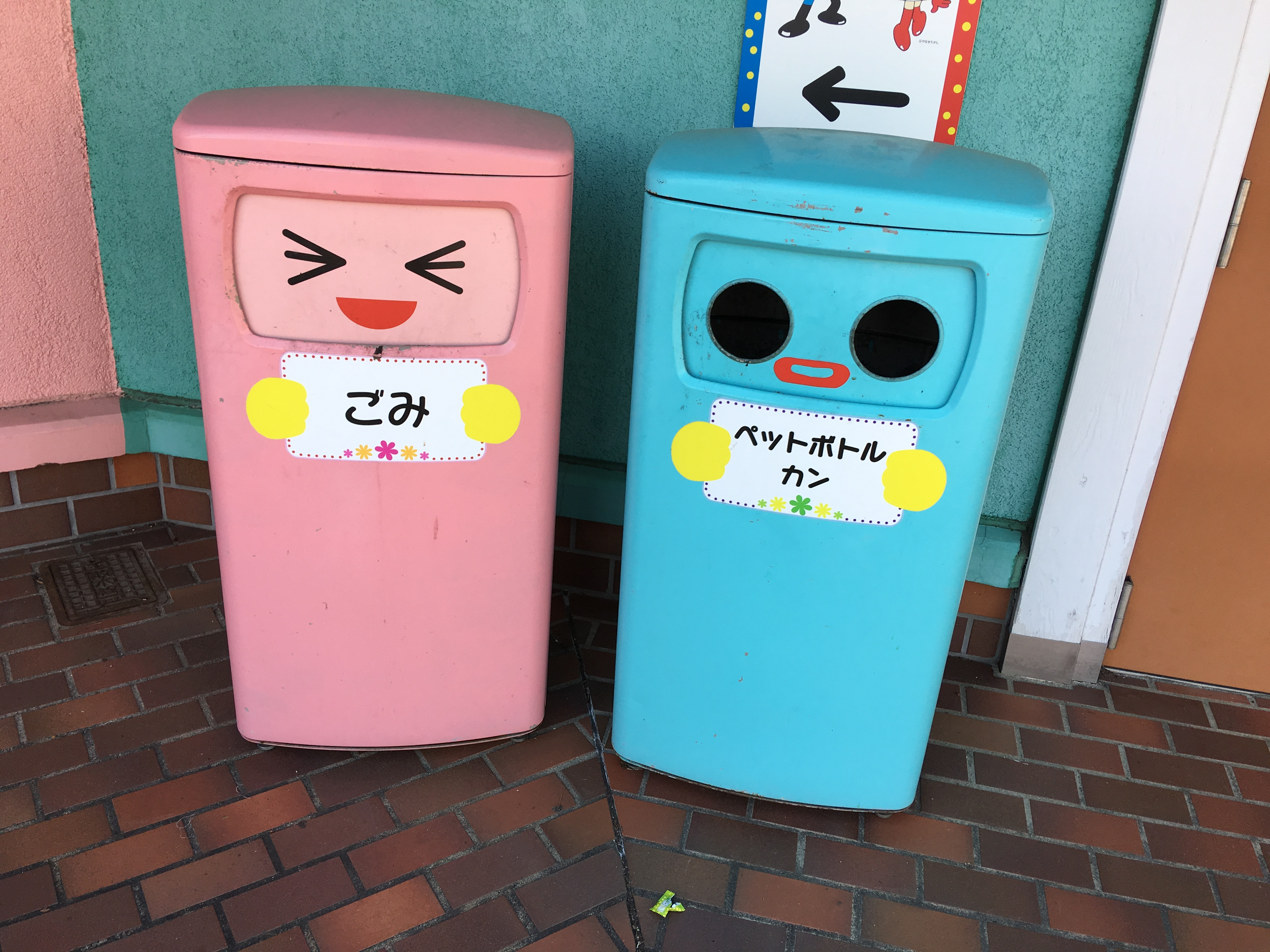
ウィキメディア・コモンズのCategory:Kawaii-keiで採用された画像(ごみ箱)

本来、小さいもの、弱いものなどに心引かれる気持ちをいだくさまや、
愛情をもって大事にしてやりたい気持ちを覚えるさま、幼さ、小ささに由来する温かい感情を指す語であったが、近年用法に広がりが起こり、遅くとも1990年代には流行語とは言えない深さで定着していった

。人に対しては、従来対象とされた子供や年少者以外にも、「かわいいお爺 (じい) ちゃん」のように用いられ、物に対しては、従来の小さいもの以外にも、「かわいい建物」「かわいい車」などと用いられる。従来の定義では対極に思えるグロテスクさも包含されるようになった。グロテスクさは、印象に残る要素として「かわいい」と引き合い強調する関係にあり、表裏一体であるとする指摘がある。
「かわいい」は、「未熟」を内包し、不完全の美の一つであり、対象の中に見出すだけでなく自分もまたそうあろうとする点で主客未分であり、伝統的美意識から連なる日本の美意識と呼べるものである。
「かわいい(kawaii)」は世界的に拡散し、かわいい概念を備えたアニメ、漫画、ゲーム等のキャラクターのほか、現代日本のポップカルチャー全般を含むものとして受け止められている。

## 美術と社会

### 学校

#### 高等学校
千葉県立松戸高等学校、熊本県立第二高等学校など美術科を持つ高校は70校以上あり、そのうち芸術と名のつく高校は東京都立総合芸術高等学校をはじめ全国で６校前後存在する。また、普通科で美術コースを持つ学校もある

。
美術科の定員の割り当ては少なく、単位も少ない場合がほとんどで、また美術大学は大学規模が小さく数も少ないため、美術大学進学を目的として新宿美術学院、すいどーばた美術学院をはじめとする美術予備校も多数存在する。

#### 大学等
美術大学と呼ばれる美術分野の単科大学のほか、日本大学芸術学部や筑波大学芸術専門学群のように総合大学で芸術の学部・専攻を持つ大学もある。その他美術を専門分野とする短期大学、専門学校などが多く存在する。
主要な美術大学として、多摩美術大学、武蔵野美術大学、東京造形大学、女子美術大学、日本大学藝術学部からなる東京五美大と東京藝術大学、京都市立芸術大学、愛知県立芸術大学、金沢美術工芸大学、沖縄県立芸術大学からなる国公立五芸大がある。東京五美大の各大学のファインアート専攻分野では、1977年以降毎年合同の卒業制作展が行われており

、また五美術大学交流展 ( 通称、五美交 ) と言われる有志学生による交流団体があり、その名の通り五美術大学交流展という展示を定期的に行っている。国公立五芸大は各大学持ち回りで五芸祭(四芸祭)と呼ばれる文化交流を重ねてきたが、その後2008年に正式に国公立五芸術大学連携協定の締結に至った。

#### 美術大学選抜試験
美術大学では実技試験と筆記試験があり、美術史や美学を修める芸術学専攻以外の絵画専攻等は美術に関する筆記試験は無く一般教科のみとなっている。専門性の高い大学であるほど実技を重視し、一般教科試験結果は重視されない。そのためしばしば一般教科試験の受験者平均点より合格者平均点のほうが低いという現象が起こる。実技試験は通例二段階選抜が行われ、一方が素描でもう一方は油彩専攻であれば油彩画、彫刻専攻であれば彫塑といったように専攻に基づいた内容となっており、素描が基礎であると位置づけられている。

#### 石膏デッサンと美術教育、作家への影響
古代ギリシャ・ローマ時代の彫刻やミケランジェロ、ドナテッロ等の彫刻作品を複製した石膏像を素描する石膏デッサンは工部美術学校、東京美術学校草創期から美術教育の基礎と位置づけられ、大学初年度は石膏デッサン指導に当たられていた。欧米では1910年から1920にかけて、写真の発展を背景として美術館から彫像複写品としての石膏像が処分されてき、また現代美術の隆盛と、即興的な素描の評価の高まりに伴い、20世紀中旬までには石膏デッサンのようなアカデミックな教育スタイルは廃れていった。一方東京藝術大学では1950年代でも写実的な絵画指導が主軸であり、大学では石膏デッサン指導が行われ入試問題も毎年石膏デッサンで、それは1973年まで継続した。
石膏デッサンが窮屈で、創造性に欠けるものであるといった批判は遅くとも1928年頃からあり、1960年代には批判や不満が高まっていった。また、東京藝術大学の競争率の高さを受けて美術予備校が隆盛し、受験対策が先鋭化していった。石膏デッサンの訓練に特化し、構図、描法が固定化し、記憶だけで描けるものまでいたため、1957年以降大学は市場に流通していない石膏像を出題するなどして対抗した。
1971年より東京藝術大学で主導してきた写実派の教授が退官となり、代わりに野見山暁治が助教授に、榎倉康二が非常勤講師となり教授陣の世代交代が起こった。野見山暁治によって1974年に入試改革が行われ、以降石膏デッサンは廃された。再び石膏が使われるのは1990年以降だが石膏像だけの表現を求める石膏デッサンではなく複数の石膏像を組み合わせた「組み石膏」や袋を被せた石膏像、風景画や静物画の一部としての石膏像として使われ、油画専攻で石膏デッサン単独で出題されることは稀になった。また大学のカリキュラムでも写実画から現代美術に教育の軸は移り、石膏デッサンの占める時間は短くなり、1980年代には形骸化し、自由な素描の１テーマとなった。こうした東京藝術大学の動向は他の美術大学にも大きな影響を与えることとなった。
その後石膏デッサンによる弊害は緩和されたが、現在でも素描を基礎としていることには変わりがなく、そのため美大・芸大出身の芸術家は写実的な表現を行わない現代美術作家であっても高い写実画の表現力を持つものが少なくない。また、会田誠や福田美蘭のように写実的な表現力の高さを活かした現代美術作家が多いのが現代日本の特徴となっている。

### 支援組織

#### 文化庁
国は、1968年に文部省の特別機関として設置された文化庁を通じて芸術を支援してきた。2003年度以降の文化庁予算は、1000億円強を推移しているが、それでも一般予算の0.1％程度の額であり、諸外国に比しても低い水準にある。
文化庁は国内外で芸術に関する情報を発信し、国の文化遺産を保護するほか芸術文化の振興、芸術著作権、国際文化交流とグローバル展開の推進、国語の改善と普及などの分野に携わっている。また、全国および地方の芸術文化祭を支援し、音楽、演劇、舞踊、美術展、映画製作などの巡回文化イベントに資金を提供している。若手芸術家や著名な芸術家を奨励するために特別賞が設けられ、海外での研修を可能にするために毎年いくらかの助成金が支給されている。同庁は、日本と海外の展覧会を開催する京都と東京の国立近代美術館、東京の国立西洋美術館に資金を提供している。また、同庁は、芸術と文学の功労者を表彰し、会員に任命して250万円の年金を提供する日本芸術院も支援している。文化審議会では文化勲章の選定にあたっている。東京藝術大学と連携した活動も行っている。
文化庁長官はほとんど官僚から任命され、十数年に一回程度学者、小説家が任命されることもあったが、2016年以降は工芸家(宮田亮平)、作曲家(都倉俊一)と連続して芸術家が任命されている。

#### メセナ
政府による芸術の後援と振興は、文化庁の厳しい予算枠に制限されず資金を調達するために企業との新たな協力体制を築き、拡大してきた。特に成長している芸術賞授与の分野では、他の多くの公的機関や私的機関が参加している。多くの大企業が、主要な新聞社に加わって展覧会や公演を後援し、毎年賞を授与している。
1988年、世界の文化芸術の普及向上のため、日本美術協会により芸術界のノーベル賞とも言える高松宮殿下記念世界文化賞が設立された。受賞者へは金メダルと1500万円が与えられ、主にマスメディア複合企業フジサンケイグループが資金を提供し、世界各国からの選考に基づいて授与されている。